# Personaggi di Psych

Alcuni dei personaggi principali di Psych

Questa voce contiene un elenco dei personaggi presenti nella serie televisiva Psych.
| Personaggi        | Attori           | Serie TV               | Serie TV               | Serie TV               | Serie TV               | Serie TV               | Serie TV               | Serie TV               | Serie TV               | Film sequel            | Film sequel               | Film sequel            |
| ----------------- | ---------------- | ---------------------- | ---------------------- | ---------------------- | ---------------------- | ---------------------- | ---------------------- | ---------------------- | ---------------------- | ---------------------- | ------------------------- | ---------------------- |
| Personaggi        | Attori           | Stagione 1             | Stagione 2             | Stagione 3             | Stagione 4             | Stagione 5             | Stagione 6             | Stagione 7             | Stagione 8             | Psych: The Movie       | Psych 2: Lassie Come Home | Psych 3: This Is Gus   |
| Shawn Spencer     | James Roday      | Personaggio principale | Personaggio principale | Personaggio principale | Personaggio principale | Personaggio principale | Personaggio principale | Personaggio principale | Personaggio principale | Personaggio principale | Personaggio principale    | Personaggio principale |
| Burton Guster     | Dulé Hill        | Personaggio principale | Personaggio principale | Personaggio principale | Personaggio principale | Personaggio principale | Personaggio principale | Personaggio principale | Personaggio principale | Personaggio principale | Personaggio principale    | Personaggio principale |
| Carlton Lassiter  | Timothy Omundson | Personaggio principale | Personaggio principale | Personaggio principale | Personaggio principale | Personaggio principale | Personaggio principale | Personaggio principale | Personaggio principale | Personaggio principale | Personaggio principale    | Personaggio principale |
| Juliet O'Hara     | Maggie Lawson    | Personaggio principale | Personaggio principale | Personaggio principale | Personaggio principale | Personaggio principale | Personaggio principale | Personaggio principale | Personaggio principale | Personaggio principale | Personaggio principale    | Personaggio principale |
| Karen Vick        | Kirsten Nelson   | Ricorrente             | Personaggio principale | Personaggio principale | Personaggio principale | Personaggio principale | Personaggio principale | Personaggio principale | Personaggio principale | Personaggio principale | Personaggio principale    | Personaggio principale |
| Henry Spencer     | Corbin Bernsen   | Personaggio principale | Personaggio principale | Personaggio principale | Personaggio principale | Personaggio principale | Personaggio principale | Personaggio principale | Personaggio principale | Personaggio principale | Personaggio principale    | Personaggio principale |
| Buzz McNab        | Sage Blocklebank | Ricorrente             | Ricorrente             | Ricorrente             | Ricorrente             | Ricorrente             | Ricorrente             | Ricorrente             | Ricorrente             | Ricorrente             | Ricorrente                | Ricorrente             |
| Woody Stroode     | Kurt Fuller      |                        |                        |                        | Ricorrente             | Ricorrente             | Ricorrente             | Ricorrente             | Ricorrente             | Ricorrente             | Ricorrente                | Ricorrente             |
| Marlowe Viccellio | Kristy Swanson   |                        |                        |                        |                        |                        | Ricorrente             | Ricorrente             | Ricorrente             |                        | Ricorrente                |                        |
| Selene Gilmore    | Jazmyn Simon     |                        |                        |                        |                        |                        |                        |                        |                        | Ricorrente             | Ricorrente                | Personaggio principale |

## Personaggi principali

### Shawn Spencer

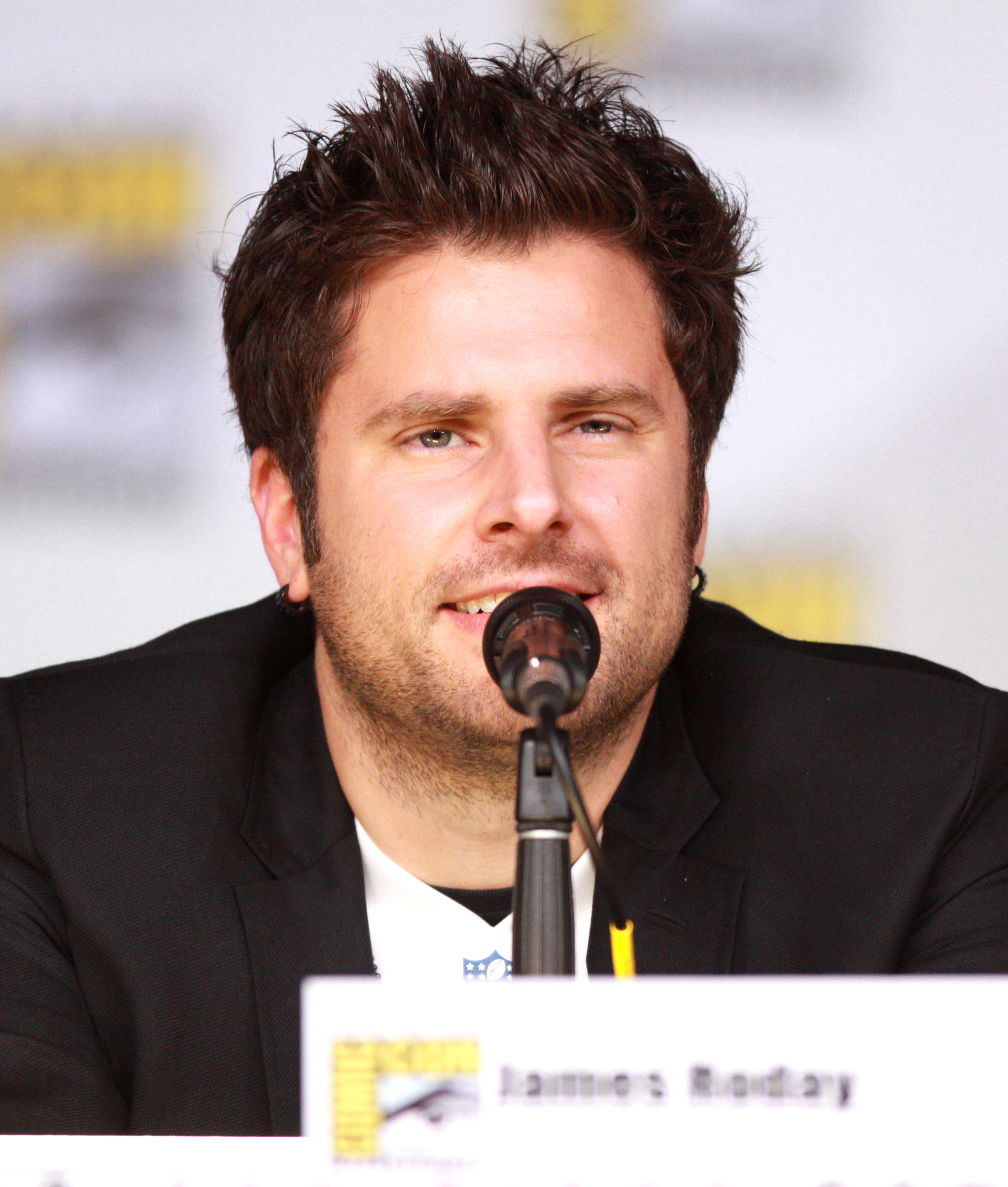
James Roday interpreta Shawn Spencer

Shawn Spencer è un ragazzo esagitato ed immaturo ma geniale, a dispetto delle apparenze. Approfittando della sua memoria fotografica, si spaccia per un sensitivo riuscendo ad ingannare l'intero Dipartimento di Polizia di Santa Barbara e ad aprire un'agenzia investigativa privata assieme all'amico d'infanzia Gus. È interpretato da James Roday e doppiato da Stefano Crescentini.
Shawn nasce a Santa Barbara, California nel febbraio 1977 (quattro mesi post-termine) da Henry e Madeleine Spencer; crescendo in una famiglia di poliziotti da generazioni, il padre lo addestra fin da bambino ad essere un detective ed un osservatore impeccabile; nonostante il talento del figlio avesse del sorprendente, Henry non si è mai dimostrato soddisfatto dei suoi risultati, nemmeno quando all'età di soli 15 anni totalizza un punteggio perfetto (100 su 100) nel test da detective della polizia. Questo atteggiamento da parte di Henry irrita molto il ragazzo, causando un progressivo allontanamento tra i due.
Da bambino milita negli scout assieme al suo migliore amico, Gus, da come parla del periodo tuttavia si può dedurre che l'adesione a tale movimento fosse solo un'altra delle volontà impostagli dal padre, che infatti se ne serve come parte dell'addestramento impartitogli.
Nel 1992, dopo il divorzio dei genitori, il rapporto tra Shawn e il padre diventa ancora più complicato; tanto che dopo tre anni il ragazzo decide di abbandonare definitivamente le mura paterne, segnando la definitiva rottura del rapporto con Henry.
Alle superiori non si è mai curato né della scuola né dei suoi compagni di classe, di cui a distanza di pochi anni ha dimenticato volti e nomi; a eccezione di una ragazza, Abigail Lytar, per cui prova forti sentimenti e a cui chiede di uscire solamente all'ultimo anno del liceo; la sera dell'appuntamento è però così nervoso che non ha il coraggio di presentarsi e rimane a fissarla da lontano mentre lo aspetta sul molo finché non se ne va. Shawn conserva ancora i biglietti del luna park a cui aveva intenzione di portarla.
Nel 1995 si diploma alla Leland Bosseigh High School di Santa Barbara ma nonostante le sue capacità non entra in polizia per non seguire le orme del padre: gli anni trascorsi con l'uomo gli hanno insegnato infatti a vedere i poliziotti come incompetenti buoni solo a parole. Shawn svolge in seguito diversi lavori scelti a caso e a volte senza la licenza per praticarli, lavori che a causa del suo carattere poco serio lascia dopo un breve arco di tempo poiché annoiato. Nello specifico Shawn ha svolto le professioni di: guardaspiaggia, assistente barista e aiuto cuoco su una nave da crociera nel 1995; portiere in un casinò indiano, parcheggiatore, autista privato e agopuntore tra 1995 e 1996; giardiniere, erborista e muratore tra 1997 e 1998; istruttore di sci acquatico, meccanico, impiegato, giudice di un concorso e PR tra 1998 e 1999; tornitore, portinaio, cameriere, venditore in una concessionaria, venditore in un negozio di magia, autista di un camion di panini, rappresentante di calzature, inserviente e collaudatore d'auto tra 2000 e 2001; tassista, postino, autista d'autobus, fattorino, venditore di caramelle, custode del Miller Park, venditore di abbigliamento, guida turistica, guida e custode del Graceland, venditore di luminaria, guardacaccia e decoratore d'esterni tra 2001 e 2002; magazziniere, ostetrico, asfaltatore, venditore di cellulari, rappresentante di una ditta di confetti, organizzatore di eventi, operaio, custode notturno di un museo, uomo delle pulizie, venditore di hot dog, volantinista, gelataio per Ben & Jerry's, modello di anche e piedi e custode all'Apollo Agency tra 2003 e 2004; receptionist in un albergo, aiuto cuoco in un ristorante ebraico, venditore di bibite al Comerica Park, insegnante di inglese, istruttore di barca a vela e fotografo di giornale tra 2005 e 2006.
Nel corso degli anni ha avuto non pochi guai con la legge ed è stato in prigione almeno quattro volte: una per il furto di un'auto quando il padre volle dargli una lezione, una per vagabondaggio e altre due al confine con il Messico. Nella serie però vengono fatti riferimenti anche ad altri arresti del ragazzo ed a numerosi precedenti penali minori.
L'appartamento in cui abita l'ha costruito lui stesso in una vecchia lavanderia abbandonata.
All'inizio della serie, Shawn vive in modo dissoluto all'insegna dell'irresponsabilità e quando è a corto di soldi segue i notiziari in televisione comprendendo chi è il colpevole attraverso un rapido sguardo alla scena del crimine e fa soffiate ai poliziotti per incassare la ricompensa. Proprio dopo uno di questi consigli la polizia comincia a diventare sospettosa nei suoi confronti, ipotizzando un suo coinvolgimento nei casi perché sappia certi dettagli. Nel disperato tentativo di evitare la galera, Shawn mente spiegando di aver ottenuto le informazioni in una visione psichica. Il reparto inizialmente è scettico ma, quando usa la sua capacità "psichica" per dedurre che McNab stava per sposarsi, l'agente Allen spende continuamente soldi da chiromanti per parlare con la nonna morta, Lassiter e la sua partner hanno una relazione e risolvere un caso di vandalismo tutti si convincono ed il capo della polizia Karen Vick lo assume per un periodo di prova come "consulente sensitivo".
Superato il periodo di prova fonda la Psych assieme all'amico di sempre Gus ed inizia una stretta collaborazione con la centrale di polizia di Santa Barbara, in special modo Carlton Lassiter, vittima privilegiata delle sue buffonate, e Juliet O'Hara, verso cui ha una forte attrazione. Oltretutto grazie a tale attività, incomincia a riallacciare i complicati rapporti con suo padre, e dopo che Madeleine gli rivela d'essere stata lei a chiedere il divorzio, il ragazzo sembra capire e iniziare a perdonare il genitore. La relazione tra i due rimane per lo più tesa, sebbene comprenda occasionali sfumature di affetto reciproco. Nonostante le iniziali divergenze, il nome Psych si lega indissolubilmente al Dipartimento di Polizia di Santa Barbara con il progredire della serie, rivelandosi una collaborazione vincente.
Nel corso degli episodi, per svolgere alcune indagini, Shawn si fa assumere come: direttore a una gara di spelling, assistente personale di George Takei, astronomo, consulente legale, cantante, astrologo, insegnante di paranormale, cacciatore di taglie, attore di telenovelas, modello professionista, stuntman, giocatore di football americano, sceriffo, psicologo, soldato, esperto selezionato, pescatore, automobilista clandestino, spia, cadetto di polizia, ambasciatore onorifico, allenatore di baseball, concorrente di reality show, artista circense, candidato sindaco, presentatore radiofonico, autista e venditore di cibo ambulante.
Nella terza stagione incontra di nuovo Abigail, alla rimpatriata della scuola, trovando il coraggio di raccontarle come andò realmente la sera del loro appuntamento: i due decidono dunque di darsi una seconda occasione. La sfortuna vuole che la stessa sera in cui ritenta l'appuntamento con Abigail anche Jules gli riveli i suoi sentimenti; l'evento genera una certa tensione tra Shawn e Jules, e per tutta la stagione seguente il loro rapporto diviene parecchio ambiguo e vi prevale una forte gelosia per le relazioni reciproche.
Shawn e Abigail restano insieme per tutta la quarta stagione, finché lei non lo lascia in quanto incapace di accettare i pericoli nella sua vita.
Nonostante la collaborazione col dipartimento di polizia, Shawn si trova spesso sull'orlo della legalità e finisce col provocare spesso dei danni, tanto che nel 2009 viene arrestato una quinta volta in Canada. Per prevenire gli eccessi del ragazzo la Vick offre a Henry l'incarico di sovraintendente alle agenzie esterne assunte dal dipartimento, inclusa la Psych. Sodalizio che si rivela fruttuoso per entrambe le parti.
Quando nella quinta stagione entra in scena il finto criminal profiler Declan Rand, Shawn prende in considerazione l'eventualità di rivelare a Jules la verità sui suoi "poteri" ma non fa in tempo perché Declan lo precede iniziando una relazione sentimentale con la ragazza. All'inizio Shawn cerca di farsene una ragione e di andare avanti; poi però si rende conto di quelli che sono i suoi reali sentimenti per Jules e le rivela ciò che prova, scoprendo di essere ricambiato.
Il finto sensitivo e la detective diventano dunque ufficialmente una coppia, completandosi a vicenda ed intensificando il loro rapporto di episodio in episodio, tanto da far sì che Shawn aiuti la ragazza a recuperare il rapporto col padre, Frank. Poco dopo, vista l'intesa sentimentale con Jules, il "sensitivo" progetta di chiederle di sposarlo e, al termine della stagione i due decidono di tentare la convivenza acquistando poco dopo una nuova casa ed iniziando a porre le basi per un futuro insieme. La loro relazione viene tuttavia danneggiata nel momento in cui Jules realizza quale sia la verità dietro il talento del "sensitivo" e, sentendosi tradita, pur scegliendo di non smascherarlo, se ne allontana per un indeterminato periodo di pausa; che tuttavia non ha lunga durata.
Al termine della settima stagione, dopo che lo spietato consulente di polizia Harris Trout assume il controllo del dipartimento, la prima riforma che mette in atto è troncare il rapporto di collaborazione con l'agenzia investigativa del "sensitivo". Shawn e Gus riescono però in seguito a riconquistare la loro posizione grazie alla promozione di Lassiter come capo del dipartimento; cosa che tuttavia mette in moto una serie di eventi per cui Jules è costretta a trasferirsi a San Francisco, motivo per il quale Shawn, a seguito di alcuni mesi di relazione a distanza, decide di raggiungerla spostando la sede della Psych. Ricongiuntisi, i due decidono di sposarsi.

### Burton Guster

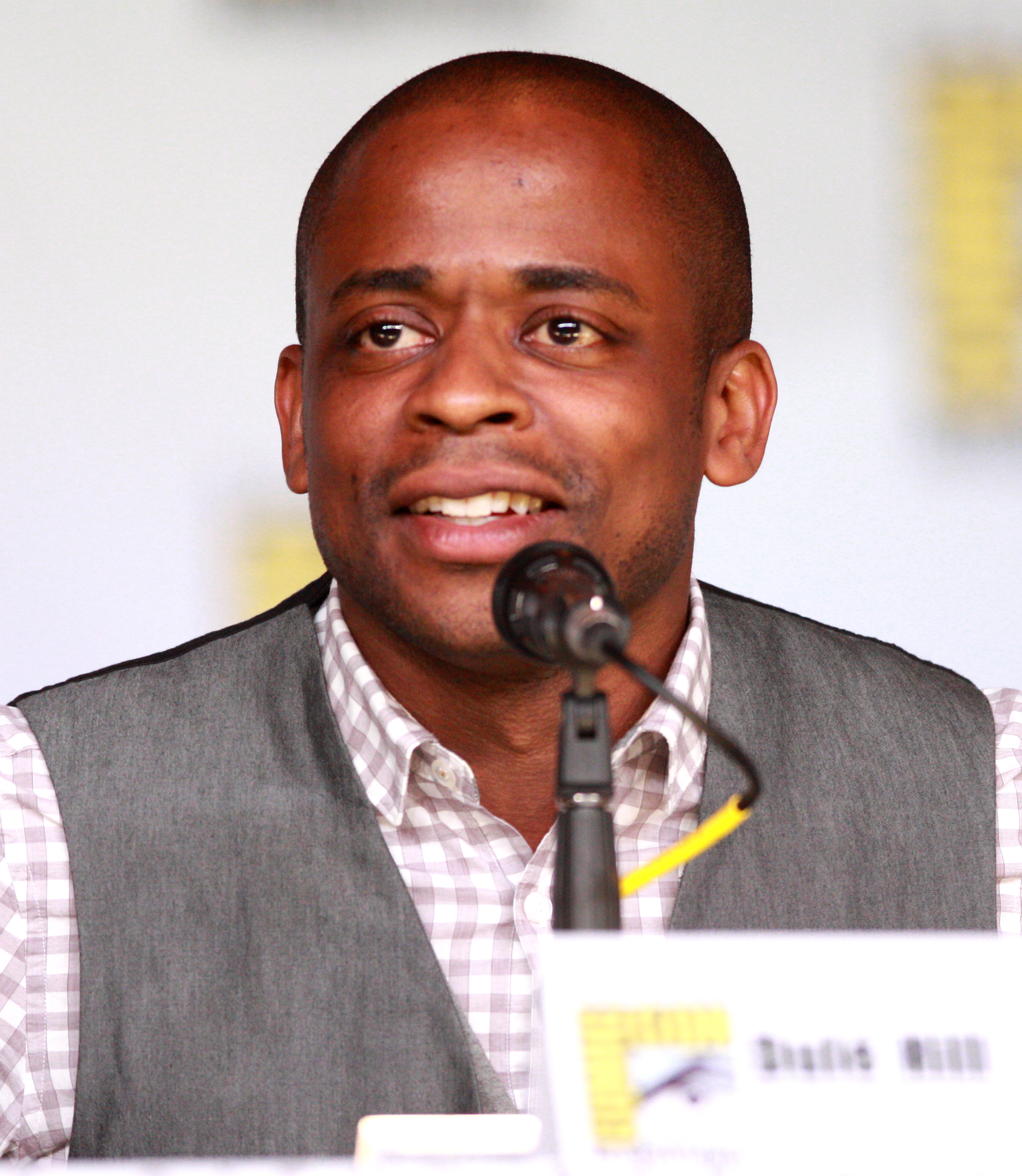
Dulé Hill interpreta Gus

Burton Guster II, detto "Gus", è il migliore amico di Shawn Spencer fin da quando entrambi hanno memoria. Molto diverso dal protagonista a livello caratteriale, egli lo assiste, inizialmente controvoglia, in ogni indagine dell'agenzia investigativa da lui fondata. È interpretato da Dulé Hill e doppiato da Alessandro Quarta.
Gus nasce a Santa Barbara, California nel dicembre 1977 da Bill e Winnie Guster, ha una sorella minore di nome Joy, verso cui è iperprotettivo ed è per un quarto giamaicano da parte della nonna materna; cosa di cui va molto fiero.
Conosce Shawn da prima dell'asilo, milita negli Scout e frequenta la scuola con lui, dimostrandosi da sempre molto più studioso e attento dell'amico. Grazie ai suoi risultati scolastici straordinari, Gus da bambino viene ammesso alla Meitner School per bambini dotati; tuttavia i genitori non lo iscrivono per via dell'eccessiva distanza tra la scuola e casa loro che non volevano essere costretti a percorrere tutti i giorni. Da bambino sviluppa una grande passione per il tip-tap, che porta avanti fino all'età adulta raggiungendo ottimi livelli.
Durante la scuola media arriva fino alle finali della gara Spelling Bee dove sbaglia all'ultimo momento la parola "aggiornamento" seguendo un consiglio errato datogli da Shawn. Da allora continua a seguire ogni anno l'edizione dell'American Spellin Bee, che vede quasi come un evento olimpico. In seguito Shawn gli rivela di avergli suggerito apposta sbagliato perché se avesse vinto sarebbe finito come i ragazzi in gara allo Spelling Bee: stressati, alienati e competitivi, in quanto vittime di genitori troppo pretenziosi.
Nel 1995 si diploma alla Leland Bosseigh High School di Santa Barbara e, a differenza di Shawn mantiene i contatti sia con l'istituto che con i compagni di classe. Differentemente dall'amico dopo la scuola decide di proseguire gli studi al Pomona College, dove ha fatto parte di un quartetto di canto a cappella e giocato nella squadra di tennis.
Nel 1997 durante una vacanza in Messico conosce Mira Gaffney e, dopo aver passato la serata insieme ed essersi ubriacati, i due finiscono per sposarsi quella notte stessa. Il loro rapporto tuttavia dura poco ed essi interrompono i contatti nel 2002, senza però un regolare divorzio.
Nonostante i suoi eccellenti risultati accademici e gli ottimi voti conseguiti sia nel diploma che nella laurea, Gus non riesce a trovare facilmente un lavoro e finisce per venire assunto, nel 1999, dalla Central Coast Pharmaceuticals, una piccola società di rappresentanza farmaceutica. Sebbene si dica fiero di tale professione, e gli frutti 48.000 dollari l'anno, Gus in realtà la trova tediosa e frustrante, fino al punto che in ufficio preferisce giocare ai videogame piuttosto che lavorare. Solo a metà della prima stagione ammette che, in fin dei conti, è soddisfatto sia della sua vita che della sua carriera.
Nel momento in cui Shawn, riuscito ad ingannare il Dipartimento di Polizia di Santa Barbara, fonda l'agenzia investigativa Psych, Gus entra in società con lui; inizialmente solo perché l'amico lo forzava ed aveva scritto anche il suo nome sul contratto d'affitto dello stabile in cui apre la sede; col progredire della serie comprende però la grandezza e l'importanza della loro impresa e se ne mostra molto soddisfatto, soprattutto riguardo l'ottimo rapporto di collaborazione instaurato con la polizia.
A metà del 2008, Gus e Mira si rincontrano al fine di annullare ufficialmente il loro matrimonio poiché la donna è intenzionata a risposarsi. Per tutta la durata della serie Gus ha un enorme numero di relazioni, le quali tuttavia si concludono sempre inesorabilmente in modo disastroso.
Nella terza stagione, dopo aver a lungo lavorato con la Psych tenendolo nascosto ai suoi datori di lavoro, ottiene il consenso del suo capo a proseguire tale attività purché non vi siano ripercussioni sull'altra, tale accordo fa sì che Gus possa rilassarsi maggiormente nello svolgere il suo secondo lavoro di detective privato, diventando sempre più capace ed entusiasta.
Nella settima stagione, grazie al sito d'incontri SoulMateConnection.com, Gus conosce Rachael, una giovane donna indiana con cui instaura pressoché immediatamente una solida intesa sentimentale, tanto da desiderare di diventare una figura paterna per il di lei figlio Max. La relazione tra i due sembra tuttavia interrompersi nel momento in cui la donna è costretta a far ritorno in Inghilterra per risolvere dei problemi col suo visto d'ingresso e, da li, spedisce a Gus una lettera che sembra turbarlo molto, ma su cui non viene fatta luce.
Dopo che il capo Vick viene sospesa dal suo incarico e lo spietato consulente di polizia Harris Trout assume il controllo del dipartimento, la prima riforma che mette in atto è troncare il rapporto di collaborazione con la Psych. Shawn e Gus riescono però in seguito a riconquistare la loro posizione grazie alla promozione di Lassiter come capo del dipartimento.
Inoltre, l'uomo decide finalmente di lasciare il suo lavoro di rappresentante farmaceutico e, al termine della serie, quando Shawn si trasferisce a San Francisco per rimanere accanto a Jules, Gus lo raggiunge e decide di riaprire la loro agenzia investigativa nella nuova città.

### Carlton Lassiter

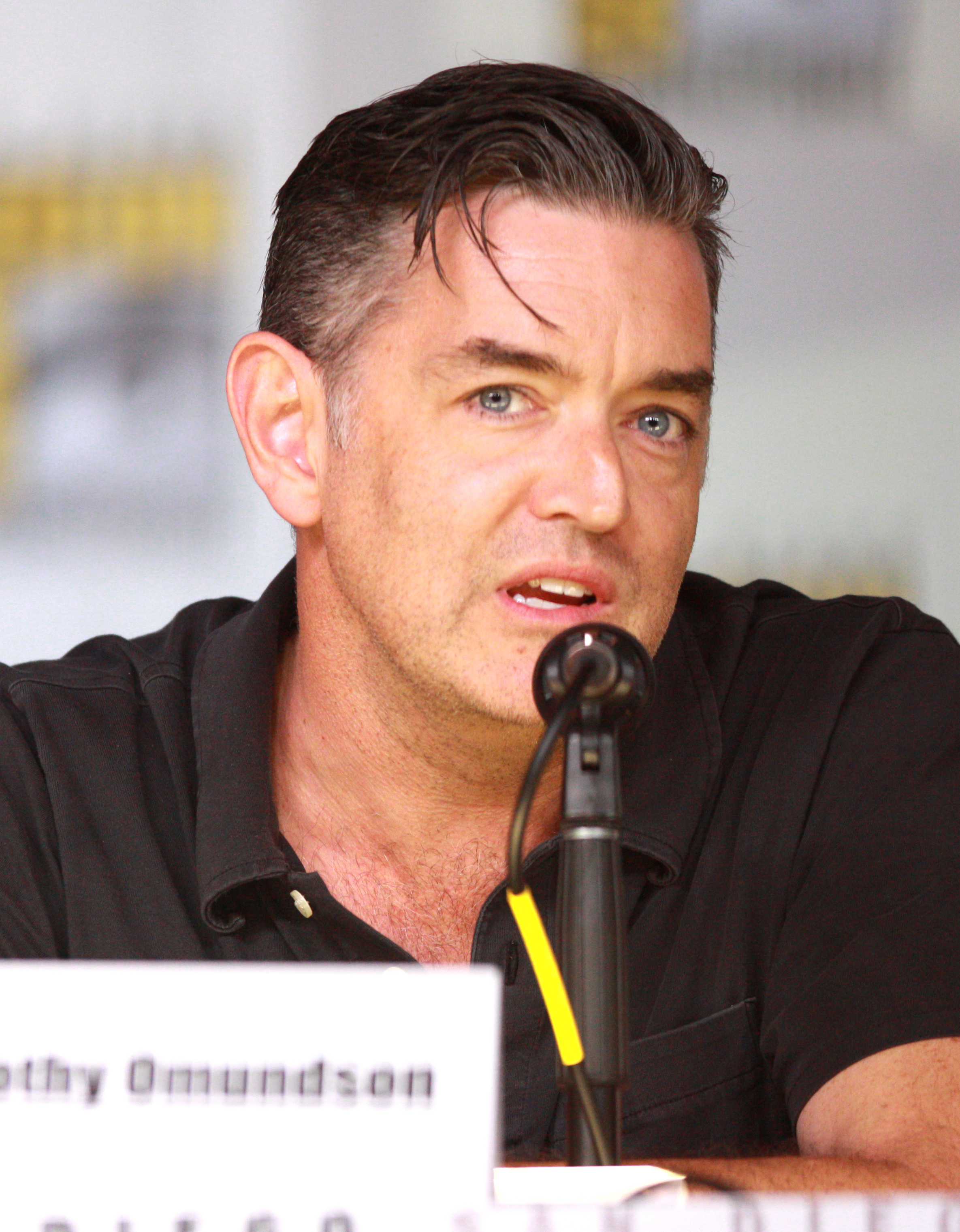
Timothy Omundson interpreta Carlton Lassiter

Carlton Jebediah Lassiter è l'ispettore capo del Dipartimento di Polizia di Santa Barbara. Uomo di poche parole e incline all'uso delle armi, non si separa mai dalla sua pistola e, a ragione, non crede nei presunti poteri paranormali di Shawn. Al termine della settima stagione viene degradato ma, nell'ultima, diviene capo del dipartimento. È interpretato da Timothy Omundson e doppiato da Andrea Lavagnino.
Carlton nasce a Santa Barbara, California nel marzo 1968 in una famiglia disfunzionale di origini Irlandesi. Non si sa nulla di suo padre, mentre la madre non gli ha mai prestato particolari attenzioni; affidando la sua educazione ad un rigido istituto di suore e lasciandolo ogni fine settimana a Old Sonora, una città turistica occidentale a tema far west, da cui gli deriva la passione per film western e cavalli, tanto che da bambino desiderava avere un pony. Lassiter ha una sorella minore, Lauren, da lui soprannominata "Lulu", unica parente verso cui nutre dell'affetto venendone ricambiato; ed un fratello che si è allontanato dalla famiglia e che potrebbe risiedere in Sud America. Data la complessa situazione familiare cresce idolatrando il suo trisavolo, il colonnello Muscum T. Lassiter, eroe della Guerra Civile Americana.
Prima che Carlton parta per il college, sua madre fa coming out ed incomincia una relazione con una donna di nome Althea, fatto che egli accetta con molta fatica. Ottimo studente, Lassiter ottiene un master in criminologia e, nel 1996, su consiglio del capo della polizia John Fenich, suo amico intimo, decide di entrare nelle forze dell'ordine per superare i momenti difficili derivati dalle mura domestiche, finendo per scoprire nella polizia la sua carriera e vocazione, tanto da risalire la catena di comando e in dieci anni diventare il più giovane ispettore capo mai avuto dal Dipartimento di Polizia di Santa Barbara.
All'incirca sul finire degli anni novanta sposa Victoria Parker, nonostante i dissapori col suocero, Irving Parker, che presagisce la breve durata di tale matrimonio. Dalle nozze con Victoria ha un cognato, Raul Parker, ed un nipote, Peter Parker.
Non si sa per certo quanto tempo Lassiter e Victoria sono rimasti insieme, ma apparentemente è stato abbastanza da far sì che l'uomo non riesca ad immaginare la vita senza di lei. Nel 2004 il rapporto tra i due si incrina poiché nel momento in cui essa desidera un figlio egli sostiene sia troppo presto. Dopo tale reazione lei lo accusa di non volere bambini, cosa non vera, e lo lascia segnandolo profondamente.
All'inizio della serie Lassiter è separato dalla moglie da due anni esatti, sebbene dica a tutti che sono solo cinque mesi. Durante il periodo di separazione si butta sul lavoro in maniera quasi ossessiva e si consola in una breve relazione con la partner, Lucinda Barry. Quando tale legame affettivo viene smascherato da Shawn, la donna viene trasferita a un altro dipartimento per non compromettere l'integrità professionale. Tale avvenimento dà inizio sia alla farsa da sensitivo del ragazzo che all'inimicizia nutrita da Lassiter nei suoi confronti.
Gli verrà successivamente assegnata come nuova partner Juliet O'Hara, che all'inizio tratta con sufficienza considerandola una pivella ma che col tempo inizia a rispettare come collaboratrice in un rapporto paritario.
L'uomo nel frattempo, prova in tutti i modi a riconciliarsi con la moglie offrendole innumerevoli regali, i quali vengono puntualmente rifiutati, rimandati al mittente, portati al poligono di tiro e distrutti a colpi di pistola dal frustrato ispettore; alla fine della terza stagione però, dopo un'ultima cena con Victoria, si arrende a firmare i documenti per il divorzio. Al momento della separazione essa gli dice che nonostante tutto non smetterà mai di amarlo, dal canto suo Lassiter non ammetterà mai con nessuno che il suo matrimonio è fallito in quanto per lui il fallimento è inammissibile. Curiosamente, dopo la separazione, Lassiter e l'ex-suocero Irving iniziano ad andare d'accordo.
Col proseguire della loro collaborazione inoltre, anche il suo rapporto con Psych migliora notevolmente, in particolar modo quello con Shawn, verso il quale devolve un mutuo rispetto. Quando scopre della relazione tra Jules e il finto sensitivo, all'inizio reagisce male ma poi, constatata la serietà delle intenzioni del ragazzo, accetta il rapporto tra i due ammonendo l'eterno rivale di non fare mai soffrire la giovane detective.
Poco tempo dopo la vita sentimentale dell'uomo ha una svolta nell'incontro con Marlowe Viccellio, donna per la quale incomincia a provare forti sentimenti ma che è costretto ad arrestare per furto; saputo però che i crimini dell'amata sono stati compiuti in buona fede, decide di aspettare fino al termine della sua breve condanna andandola a trovarla ogni fine settimana ed acquistando un nuovo appartamento: il 536 del Prospect Gardens, in cui, a seguito della sua scarcerazione, la coppia va a convivere convolando, da li a breve, a giuste nozze.
Al termine della settima stagione, dopo che lo spietato consulente di polizia Harris Trout assume il controllo del dipartimento, come conseguenza diretta Lassiter viene degradato a semplice agente ma, a seguito della rimozione dell'uomo dall'incarico, prima ritorna detective e, poi, su raccomandazione della Vick, viene promosso a capo del dipartimento.
Contemporaneamente Marlowe lo rende padre dando alla luce Lilly Lassiter.

### Juliet O'Hara

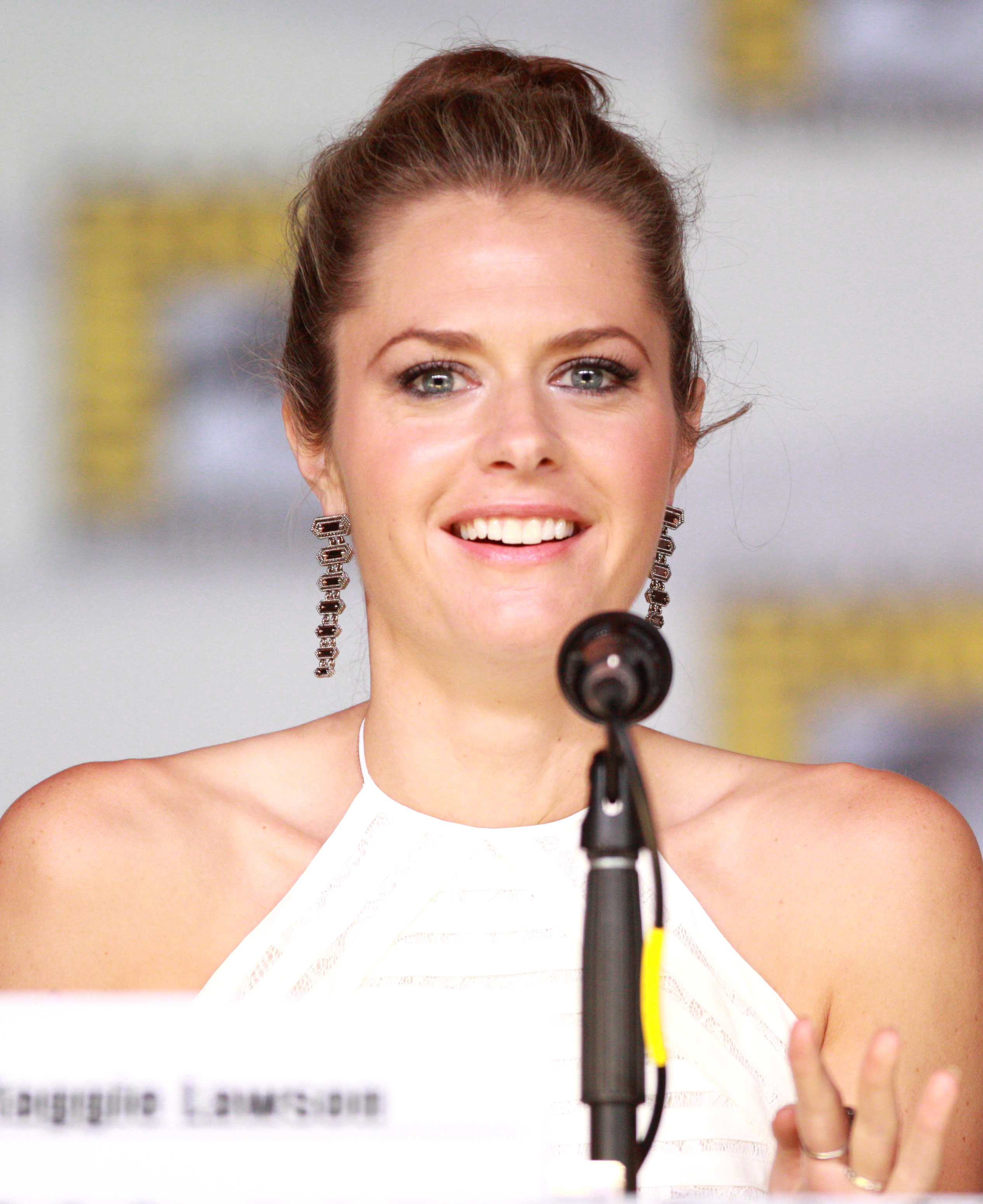
Maggie Lawson interpreta "Jules" O'Hara

Juliet Lynn "Jules" O'Hara è interpretata da Maggie Lawson e doppiata da Barbara De Bortoli.
Nasce a Miami Beach, Florida nell'ottobre 1981 da Frank e Maryanne O'Hara; a dispetto del cognome irlandese la sua famiglia è originaria delle isole Falkland. Poco dopo la sua nascita, a causa del lavoro di truffatore del padre, i genitori divorziano e Frank si allontana dalla famiglia spezzandole il cuore. Tempo dopo però, Maryanne si risposa, e l'amorevole patrigno, Lloyd French, dona alla bambina una famiglia molto unita e che l'ha sempre sostenuta. È molto legata alla madre, ama Lloyd come un vero padre e parla di frequente anche dei suoi nonni.
Per sua stessa ammissione non ha neanche una sorella, tuttavia ha due fratelli, uno dei quali è sposato ed ha tre figli: Drake, Finn e Isaac; l'altro, Ewan, è un soldato dell'esercito americano che lei ha sempre visto come il suo eroe e che, crescendo, l'ha aiutata ad acquisire l'autostima che le è sempre mancata durante l'infanzia. Alle scuole medie passa due settimane al campo cheerleader ma viene espulsa per aver litigato e fatto piangere un'altra bambina più piccola che le aveva rubato lo smalto, ad ogni modo dimostra di avere un innato talento per la danza che tuttavia tiene per sé per tutta la vita dato che al primo spettacolo fatto in pubblico alle superiori rimane paralizzata dal nervosismo. Da piccola era una bambina molto timida ma supera il problema crescendo; le rimane tuttavia l'ansia da palcoscenico, che la paralizza anche davanti a una semplice telecamera.
Appassionata fin da piccola di football americano e baseball, sport dei quali conosce addirittura giocatori e record degli anni sessanta, cioè vent'anni prima che nascesse, non si è mai persa un solo Super Bowl; inoltre al college ha giocato a hockey sul ghiaccio per hobby.
Laureatasi summa cum laude alla University of Miami, circa nel 2005, il fratello Ewan la sprona a diventare una poliziotta; uscita come migliore del suo corso all'accademia di polizia, Jules ottiene la nomina a junior detective a soli 25 anni.
Viene introdotta nella serie dal secondo episodio come rimpiazzo della prima partner di Lassiter, junior detective fresca d'accademia appena trasferita a Santa Barbara si presenta inizialmente come fredda e inflessibile, tuttavia questo suo atteggiamento deriva dal sentirsi sottovalutata dai colleghi e soprattutto dal suo partner; superate le problematiche iniziali, Jules si mostra per come è realmente, ed inizia una stretta e disponibile collaborazione, nonché una solida amicizia, con Shawn e Gus; oltre che un ottimo rapporto di lavoro con Lassiter, cui si contrappone efficacemente come sensibile e dolce bilanciando la natura burbera e rigida dell'uomo. Nonostante la relativa inesperienza, nel giro di poco tempo le sue abilità come agente vengono riconosciute e cominciano a venirle assegnate sempre più responsabilità, tanto da arrivare perfino a coprire il posto del capo e di Lassiter quando questi si assentano.
Jules abita in un appartamento nel centro cittadino assieme ai suoi due gatti domestici, uno grigio, Puffing; e uno bianco, Mr. Mitters; essa afferma che non potrebbe vivere senza di loro; quello bianco tuttavia muore nella seconda stagione.
Il suo aiuto si rivela fondamentale in diversi episodi ma una menzione particolare va al finale della terza stagione, dove, nel duello di intelletti fra Shawn e Mr. Yang, si dimostra perfettamente in grado di risolvere gli enigmi dell'assassina seriale con grande rapidità anche senza che il "sensitivo" sia presente.
Dalla terza stagione non viene più accreditata come "junior detective", ed è dunque logico sia stata promossa a detective effettivo.
Il suo rapporto con Shawn cresce notevolmente di stagione in stagione, già dalla seconda sono ottimi amici e nella terza iniziano ad essere anche più che amici tanto che gli rivela i suoi sentimenti nell'ultimo episodio della stagione, sfortunatamente però il "sensitivo" ritenta un appuntamento con la sua vecchia fiamma del liceo, Abigail Lytar, quella sera stessa.
L'evento genera una certa tensione tra Jules e Shawn, e per tutta la stagione seguente il loro rapporto diviene parecchio ambiguo e vi prevale una forte gelosia per le relazioni reciproche.
Alla fine della quarta stagione viene rapita e quasi uccisa dal serial killer Mr. Yin e, sebbene venga salvata da Lassiter e Gus, ne rimane molto turbata a livello personale e psicologico, tanto da farsi riassegnare ad un incarico d'ufficio in municipio. Ridotta all'ombra di ciò che era viene aiutata dai colleghi e soprattutto da Shawn, grazie a cui ritrova il coraggio di tornare sul campo.
Più avanti nella serie conosce il finto criminal profiler Declan Rand, da cui si sente immediatamente attratta a causa della forte somiglianza caratteriale tra questi e Shawn. Declan le rivela di non essere un vero criminal profiler per darle prova della serietà delle sue intenzioni e Jules ne resta profondamente colpita ed inizia una relazione sentimentale con lui, senza però sapere che anche Shawn era intenzionato a dirle la verità. Vedendo il malessere del "sensitivo", Jules capisce di essere innamorata di lui; motivo per cui lascia Declan e rivela ciò che prova a Shawn, scoprendo di essere ricambiata.
Il finto sensitivo e la detective diventano dunque ufficialmente una coppia, completandosi a vicenda ed intensificando il loro rapporto di episodio in episodio, tanto da far sì che il ragazzo aiuti Jules a recuperare il rapporto con il padre. Poco dopo, vista l'intesa sentimentale con la ragazza, Shawn progetta di chiederle di sposarlo e, al termine della stagione i due decidono di tentare la convivenza acquistando poco dopo una nuova casa ed iniziando a porre le basi per un futuro insieme. La loro relazione viene tuttavia danneggiata nel momento in cui Jules realizza quale sia la verità dietro il talento del "sensitivo" e, sentendosi tradita, pur scegliendo di non smascherarlo, se ne allontana per un indeterminato periodo di pausa; che tuttavia non ha lunga durata.
All'inizio dell'ottava stagione viene promossa al grado di ispettrice capo del dipartimento. Successivamente, la neo-trasferita Karen Vick, le offre di operare sotto di lei come sua seconda in comando al Dipartimento di Polizia di San Francisco opportunità che, sebbene riluttante, Jules decide infine di accettare. Per alcuni mesi, lei e Shawn mantengono dunque una relazione a distanza che culmina nel momento in cui il "sensitivo" si trasferisce a sua volta. Ricongiuntisi, i due decidono di sposarsi.

### Karen Vick

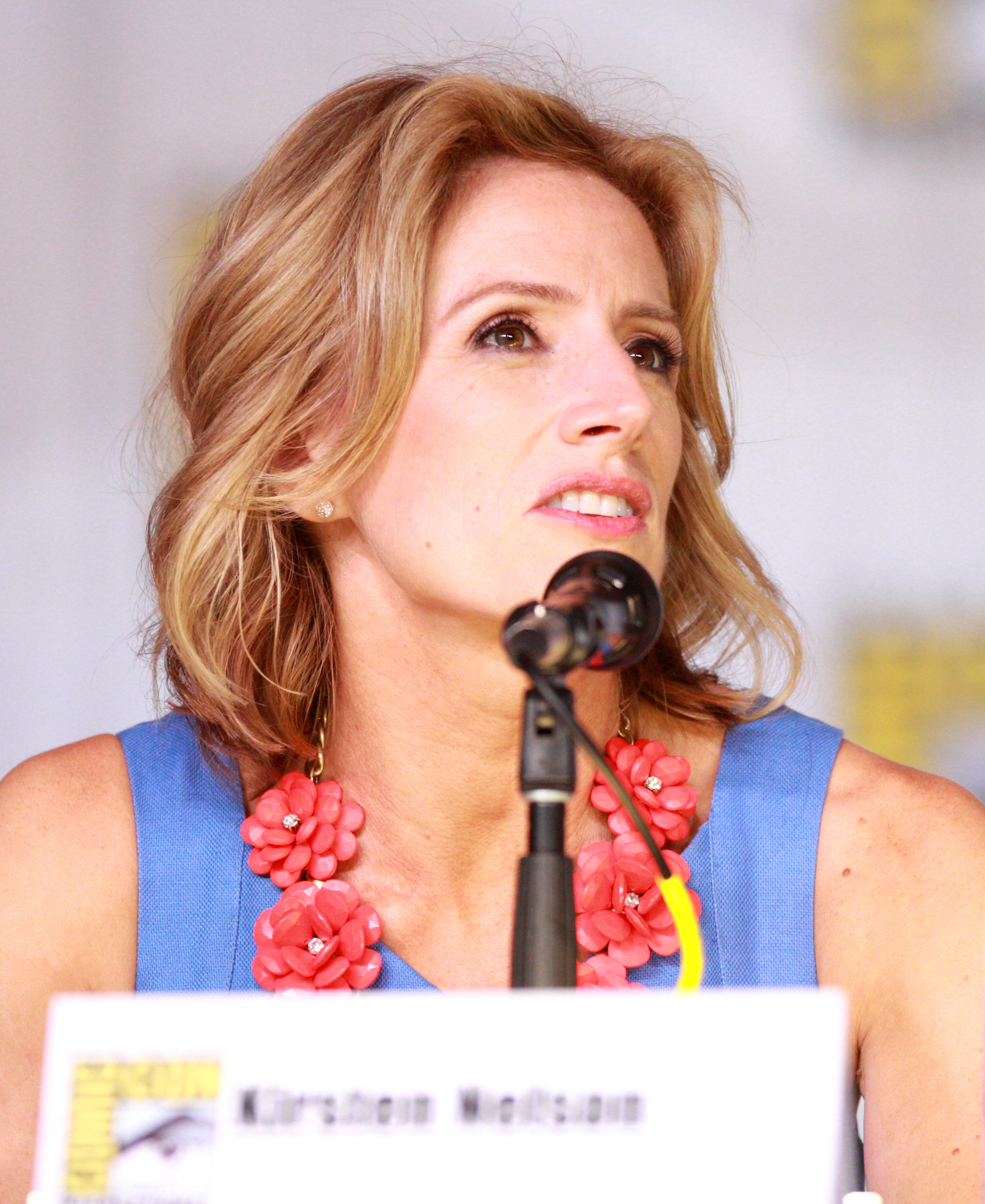
Kirsten Nelson interpreta Karen Vick

Karen C. Dunlap, coniugata Vick, è il capo del Dipartimento di Polizia di Santa Barbara, presso cui lavora il protagonista. Molto simpatizzante del ragazzo, essa è comunque piuttosto severa sui suoi metodi e sulle sue molte intromissioni nei casi cui non è stato autorizzato. È interpretata da Kirsten Nelson e doppiata da Cinzia De Carolis.
Karen nasce a Santa Barbara, California nel 1967 da una famiglia con una lunga tradizione nelle forze dell'ordine, cosa che, una volta cresciuta, la spinge a diventare poliziotta, mentre sua sorella maggiore, Barbara, con cui litiga per ogni inezia, diventa guardia costiera.
Lavorando come agente per il Dipartimento di Polizia di Santa Barbara conosce Henry Spencer, con cui collabora su molti casi. La sua carriera nella polizia è stata rapida e ricca di encomi; all'inizio degli anni novanta riceve infatti una promozione che la porta a trasferirsi altrove per un periodo non precisato. Circa nel 1998 si sposa con un uomo di nome Richard Vick. All'inizio del 2005, fa ritorno a Santa Barbara e, a dicembre dello stesso anno, scopre d'essere incinta. Il 7 giugno 2006, viene nominata capo ad interim della polizia locale, sostituendo John Fenich e diventando la prima donna ad avere mai rivestito tale posizione. Essendo stata al di fuori del dipartimento per molto tempo, inizialmente Lassiter la vede come una outsider, sebbene non metta mai in discussione i suoi ordini ed il suo ruolo di comando.
Dopo aver visto in azione Shawn per cercare di salvarsi da un arresto lo assume come consulente sensitivo, seppur scettica sugli effettivi poteri paranormali del ragazzo. Il 25 agosto 2006, durante la strada per un convegno cui era diretta assieme a Lassiter, le si rompono le acque e l'uomo la portarla in ospedale aiutandola a dare alla luce la figlia Iris.
Essa ricopre un ruolo centrale e talvolta sembra quasi far da colla tra il Dipartimento di Polizia di Santa Barbara e Psych; ed è anche grazie a lei se nel tempo tale collaborazione diventa tanto forte. Verso la fine della seconda stagione il suo incarico viene confermato e dunque diventa ufficialmente capo della polizia.
Al termine della quarta stagione ha l'idea di assegnare Henry Spencer all'incarico di sovraintendente alle agenzie esterne assunte dal dipartimento, inclusi i sensitivi, di modo da limitare i danni che è solito provocare Shawn durante le sue indagini; Dopo che l'uomo accetta tale incarico ha luogo un sodalizio che risulta fruttuoso sia per il dipartimento che per la Psych.
Alla fine della settima stagione, dopo che lo spietato consulente di polizia Harris Trout giunge in città per valutare il dipartimento, la Vick, da lui giudicata inadeguata al suo ruolo, viene sospesa dall'incarico. Conclusosi il dato periodo di sospensione tuttavia, la Vick riceve una proposta di lavoro come capo del Dipartimento di Polizia di San Francisco e, dunque, vi si trasferisce assieme alla sua famiglia.

### Henry Spencer

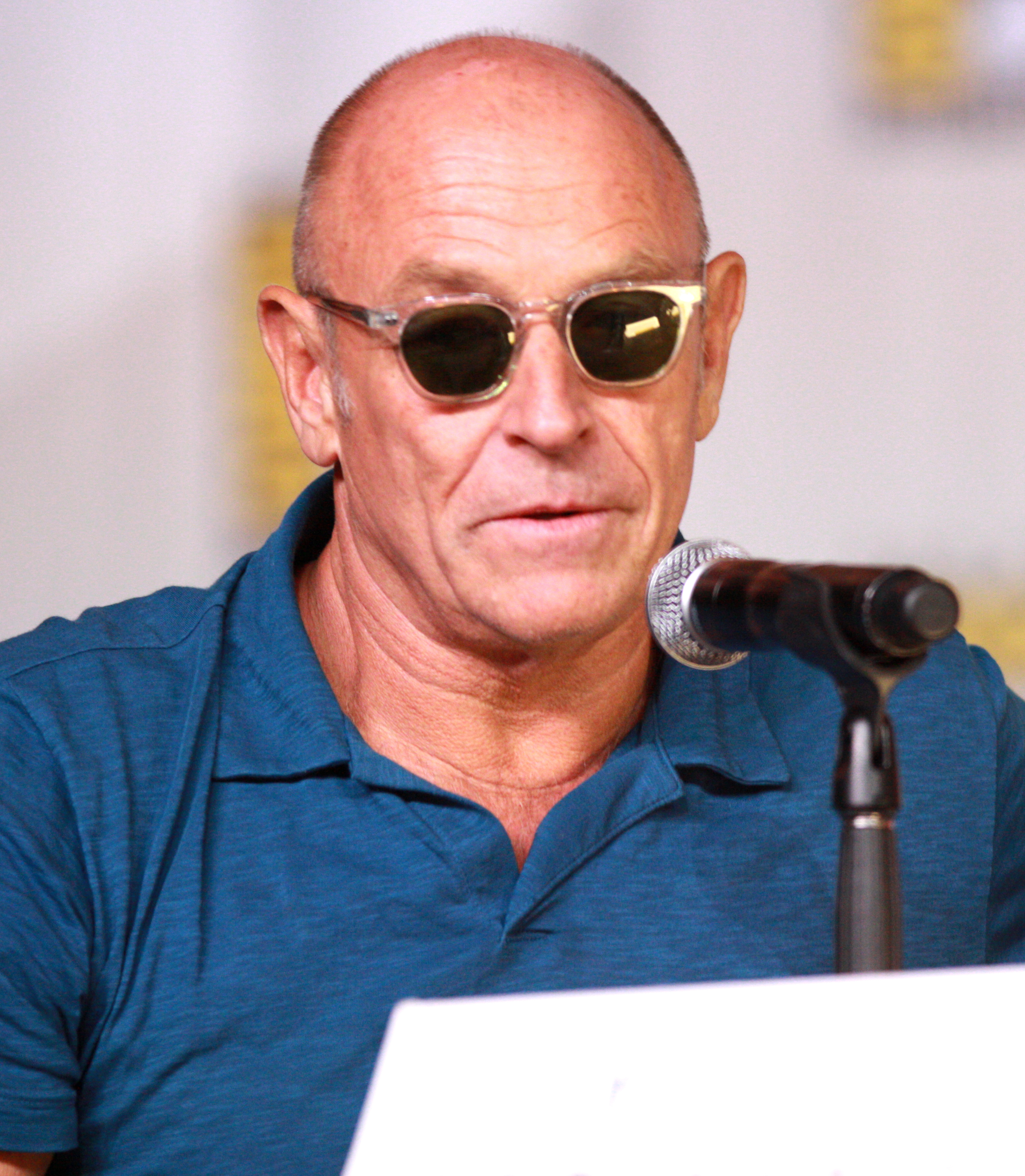
Corbin Bernsen interpreta Henry Spencer

Henry William Spencer Jr. è il padre di Shawn, nonché autore del suo addestramento da investigatore. Detective del Dipartimento di Polizia di Santa Barbara in pensione, condivide col figlio un burrascoso rapporto che va a ricucirsi sempre di più nel corso della serie. È interpretato da Corbin Bernsen e doppiato da Saverio Moriones.
Henry nasce a Santa Barbara, California tra il 23 novembre e il 21 dicembre 1958 da Henry Sr. ed Emma Spencer, in una famiglia che vanta una centenaria tradizione nelle forze dell'ordine. Come suo padre prima di lui dunque, Henry segue tale tradizione meticolosamente e con orgoglio, diventando uno dei migliori agenti del Dipartimento di Polizia di Santa Barbara. Ha un fratello minore di nome Jack, truffatore di professione, da lui considerato la pecora nera della famiglia. Nel 1976 sposa la fidanzata di vecchia data Madeleine, da cui l'anno successivo ha un figlio: Shawn su cui, nel desiderio che continuasse la tradizione di famiglia, proietta la sua ombra fin dalla più tenera età. Henry infatti, accortosi della memoria eidetica del figlio, lo sottopone alle più svariate forme di allenamento d'intuito e di osservazione, costringendolo anche a giocare a nascondino come fosse un pedinamento, a non leggere fumetti in quanto dipingono i poliziotti come incapaci, ad imparare a giocare a scacchi prima che a scrivere, ad assistere ai processi per imparare come e quando la gente mente, a cogliere ed a memorizzare anche il più sottile dettaglio in un'immagine o in una stanza. Nonostante il ragazzo si dimostri un fenomeno al punto di eclissare completamente le abilità paterne, Henry non si mostra mai contento di lui o soddisfatto dei suoi risultati e lo tratta sempre con sufficienza, sebbene in realtà lo faccia solo affinché non si monti la testa. La carriera di Henry nella polizia è stata estremamente veloce e ricca di encomi, tanto che già nel 1978 era sergente e ricevette la medaglia al valore per aver arrestato un pericoloso dinamitardo, azione che gli valse inoltre il titolo di eroe cittadino. Viene promosso a detective soli 12 anni dopo, nel 1990, ed incomincia a lavorare abitualmente in squadra con Lou Gamble, Jack Atwater e Jerry Carp, instaurando con essi anche una solida e duratura amicizia nel corso degli anni. Successivamente, il 15 ottobre 1992, Henry divorzia dalla moglie Madeleine, la quale da tempo non riusciva più a tollerare il fatto che il marito mettesse la carriera davanti alla famiglia; inoltre essa stessa aveva ricevuto un'importante offerta di lavoro per cui non avrebbe più potuto restare a Santa Barbara. A seguito di ciò, Shawn colpevolizza il padre per l'accaduto e, tre anni dopo, ottenuto il diploma, abbandona le mura paterne e rinuncia apertamente a intraprendere una carriera nelle forze dell'ordine, cosa che mina definitivamente il rapporto tra padre e figlio, i quali interrompono i contatti proprio in questo periodo. Pochi anni dopo, circa nel 1999, Henry va in pensione.
All'inizio della serie, Henry e Shawn non si parlano ne vedono da circa 11 anni; nel momento in cui il ragazzo si finge un sensitivo al fine di salvarsi dalla prigione e finisce con il risolvere un caso di rapimento ottenendo il sostegno della polizia e fondando una agenzia investigativa con l'amico Gus, la Psych, i due si rincontrano e, seppure Henry si dica contrariato e indispettito dall'attività del figlio, considerandola addirittura come un progetto destinato a finire male poiché basato su un enorme menzogna, decide di dare il suo aiuto a Shawn in tutti i modi possibili, tramite la sua grande esperienza, il suo supporto tecnico e le sue conoscenze nel Dipartimento di Polizia di Santa Barbara, in particolare Karen Vick, con cui sembra essere in rapporti di intima amicizia da parecchio tempo. Nel corso della serie, grazie a tale attività, padre e figlio incominciano a riallacciare i loro rapporti, dimostrando in più di una occasione un sincero affetto reciproco. Dopo che nella terza stagione Madeleine, brevemente tornata a Santa Barbara, racconta a Shawn la verità sui motivi che hanno portato al suo divorzio da Henry, il ragazzo sembra capire e iniziare a perdonare il genitore. Verso la fine della terza stagione, dopo l'arresto di Mr. Yang da parte di Shawn, i rapporti tra Henry e l'ex-moglie, salvata dalle grinfie del criminale, si iniziano a riallacciare, tanto che decidono di vedersi molto più di frequente. Alla fine della quarta stagione, la Vick ha l'idea di assegnargli l'incarico di consulente di collegamento con le agenzie esterne assunte dal dipartimento, inclusi i sensitivi, di modo da limitare i danni che è solito provocare Shawn durante le sue indagini. Henry accetta tale incarico di buon grado, dando luogo a un sodalizio che risulterà fruttuoso sia per il dipartimento che per la Psych. Nell'ultimo episodio della sesta stagione, dopo avere riaperto un caso di omicidio irrisolto scoprendo che i suoi vecchi amici Lou e Jack erano corrotti e l'avevano insabbiato, Henry lascia definitivamente il dipartimento per godersi la pensione e passare più tempo col figlio. Dimessosi dalla carica di consulente di collegamento, Henry contatta l'ultimo dei suoi vecchi colleghi, Jerry, e gli rivela la verità sui due compagni d'indagini scoprendolo a sua volta coinvolto nel fatto, cosa che porta il vecchio amico a sparargli in pieno petto per metterlo a tacere. Soccorso per tempo dal figlio, l'uomo riesce tuttavia a sopravvivere allo sparo e, dopo pochi mesi, viene dimesso dall'ospedale. Di seguito all'evento Madeleine torna a vivere con lui per aiutarlo a rimettersi. Durante questo periodo di ritrovata vicinanza, i sentimenti sopiti dalla coppia iniziano a riaffiorare; sebbene a causa del suo lavoro la donna sia costretta a ripartire da li a breve. Nella stagione conclusiva, Henry vende la sua casa alla famiglia di Lassiter e si trasferisce in un meno impegnativo appartamento con la ferma intenzione di ricominciare la sua vita lasciandosi alle spalle il divorzio. Al termine della serie diviene un professore di criminologia.
Henry è stato creato sulla figura del padre di Steve Franks, autore della serie, il quale anch'egli ex poliziotto addestrò il figlio fin dall'infanzia per fargli seguire le sue orme. Di tutti gli esercizi che gli faceva fare il padre quello che Franks trovava più fastidioso era proprio quello di ricordarsi quanti cappelli c'erano in una stanza dopo aver chiuso gli occhi, stesso esercizio che Henry fa fare a Shawn nella prima scena dello show.

## Personaggi secondari

### Buzz McNab
Busby "Buzz" McNab è un agente del Dipartimento di Polizia di Santa Barbara dall'acume piuttosto scarso ma estremamente gentile e benvoluto. Nonostante il suo ruolo sia tra i più secondari della serie, McNab è una delle guest star più amate dai fan. È interpretato da Sage Brocklebank e doppiato da Federico Di Pofi.
McNab nasce a Santa Barbara, California l'11 settembre 1975, in una famiglia piuttosto facoltosa. Sui suoi parenti, così come su ogni dettaglio della sua vita privata, non vengono date informazioni. Si sa tuttavia che, nonostante le agiate condizioni economiche, decide fin da bambino di arruolarsi nelle forze dell'ordine all'interno del Dipartimento di Polizia di Santa Barbara.
Secondo quanto dichiarato da Shawn, McNab aveva un tatuaggio dei Baha Men che ha fatto cancellare quando è entrato in polizia.
All'inizio della serie McNab presta servizio come poliziotto da diversi anni e la sua aspirazione maggiore sarebbe diventare un detective, a tale scopo tenta più volte l'esame di abilitazione ma tutte le volte fallisce a causa del suo scarso acume.
Dopo una relazione di lunga durata, McNab sposa la fidanzata, Francine, nell'episodio Telefono amico e Shawn, come dono di nozze, gli regala un gatto europeo tigrato dal pelo lungo, che ironicamente il poliziotto battezza Tabby.
Il suo ruolo nella serie è estremamente di secondo piano, oltre ad essere una sorta di facchino per il dipartimento e principale antistress di Lassiter, McNab non partecipa mai direttamente alle indagini, tuttavia è sempre presente agli arresti, ammanettando i colpevoli o guidando la volante con cui vengono trasportati via. Inoltre ha rischiato la vita tre volte nel corso della serie:
- La prima nell'episodio Telefono amico, quando un serial killer lo prende di mira unicamente perché aveva chiamato il servizio di ascolto telefonico in quanto provava ansia da prestazione per la sua prima notte di nozze.
- La seconda nell'episodio Blocco mentale, quando si è trovato coinvolto in una esplosione per mano di un assassino di poliziotti.
- La terza nell'episodio Sulla scia di Hitchcock, quando viene pugnalato da una siringa di Mr. Yin mentre stava cercando di difendere Abigail Lytar dalla cattura da parte del serial killer.

Nonostante tutto però, è sempre riuscito miracolosamente a scampare a ogni pericolo rimanendo pressoché indenne.
Al termine della settima stagione, dopo che lo spietato consulente di polizia Harris Trout assume il controllo del dipartimento, McNab viene licenziato per via del suo secondo lavoro come spogliarellista; ma viene in seguito riassunto da Lassiter non appena questi è nominato nuovo capo della polizia di Santa Barbara e, nel finale della serie, riceve l'agognata promozione a detective divenenedo il partner di Brannigan.

### Woody Stroode
Dr. Woodrow Juniper "Woody" Strode è il coroner operante presso il Dipartimento di Polizia di Santa Barbara a partire da metà della quarta stagione. Nonostante il suo incarico, è un personaggio oltremodo grottesco, nonché una delle guest star più ricorrenti ed amate dai fan. È interpretato da Kurt Fuller e doppiato da Germano Basile.
Woody nasce a Los Angeles, California nel 1954. Della sua vita non si sa quasi nulla, salvo che non ha mai conosciuto i suoi genitori e che negli anni settanta entra a far parte del movimento Hippy assieme alla fidanzata "Lolly-Pop", con la quale fa uso massiccio di sostanze stupefacenti e commette dei non meglio specificati crimini per i quali è ricercato nelle Filippine. Successivamente ottiene un dottorato in medicina legale presso la facoltà di medicina di Santa Barbara e intraprende la carriera di coroner nella città natale.
Nonostante le numerose stravaganze, e un arresto per avere venduto cadaveri a dei "collezionisti privati", Woody diviene rapidamente un nome molto rispettato all'interno dell'ambiente medico-legale, tanto da essere considerato la maggiore autorità in materia d'esecuzione di autopsie dell'intera Costa del Pacifico.
Si sposa all'incirca nei primi anni novanta, e nonostante sua moglie, Elaine, sia inverosimilmente infedele egli si dimostra sempre pronto a perdonarla e dichiara di avere un matrimonio aperto e "senza segreti", a riprova di ciò è al corrente di ognuna delle numerose scappatelle della consorte; dalla quale ha una figlia nel 1996, Missy, che studia al liceo artistico cittadino e frequenta un corso di fotografia. Puntualmente tuttavia, lo stesso Woody dimostra di non essere particolarmente rispettoso della monogamia, tentando in più occasioni di sedurre il capo Vick. Viene infatti lasciato intendere che in realtà lui e sua moglie vivano separati da diversi anni.
Nel 2010 ottiene il posto di medico legale capo presso il Dipartimento di Polizia di Santa Barbara e vi si trasferisce con la famiglia incominciando una stretta collaborazione con Psych e con la polizia locale, dimostrandosi tanto utile alle indagini da prendendovi parte in maniera progressivamente sempre più attiva.
Nella settima stagione, Woody divorzia ufficialmente dalla moglie e, per un certo periodo, va a vivere in una roulotte ospitandovi anche Shawn nei primi giorni del periodo di separazione di questi con Jules; in seguito tuttavia, il medico legale lascia anche tale abitazione per rendere l'obitorio la sua residenza a tutti gli effetti.
Woody compare in quasi ogni episodio della serie a partire dalla quarta stagione, spesso solo in piccoli camei.

### Abigail Lytar
(Abigail a Shawn)
Abigail "Abby" Lytar è l'ex-fidanzata di Shawn, e l'unica donna che egli abbia mai amato oltre a Jules.
Shawn, infatuato di lei fin dai tempi del liceo, non ha mai avuto il coraggio di chiederle di uscire prima del giorno successivo alla consegna del diploma, quando la invita ad andare al Luna Park. Abigail accetta ma, la sera dell'appuntamento, per la prima volta nella sua vita, il ragazzo viene preso dal panico e, troppo nervoso per presentarsi, rimane a fissarla da lontano mentre lo aspetta sul molo finché non se ne va.
Tredici anni dopo i due, ormai adulti, si rincontrano alla rimpatriata della loro scuola e verso la fine della serata il ragazzo le rivela la verità sull'appuntamento mancato di quel giorno. Abigail lo perdona e, nonostante Shawn sia combattuto tra i sentimenti provati per lei e quelli provati per Jules, i due decidono infine di darsi una seconda possibilità nell'episodio Indovina indovinello.
Abigail appare in seguito in quasi tutti gli episodi della quarta stagione, diventando la fidanzata ufficiale di Shawn e spesso anche sua assistente nelle indagini. Nell'episodio Incidente aereo cerca di far riappacificare il ragazzo con suo padre ma visti gli scarsi risultati decide di smettere di fargli pressioni; sebbene in realtà nel finale Henry ammetta di voler bene al figlio senza però che ci sia qualcuno a sentirlo. In Omicidio a Bollywood, viene portata da Shawn a far visita alla centrale di polizia di Santa Barbara e qui incontra la rivale Jules e Lassiter, che approfitta della sua presenza per umiliare Shawn davanti ai suoi occhi, in modo che questi divenga tanto determinato a risolvere il caso per vendicarsi dell'affronto da riuscirci. Nello stesso episodio Shawn la porta alla festa dei colori nel quartiere Indù di Santa Barbara. Nell'episodio La piastrina di riconoscimento parte per sei mesi per l'Uganda aderendo ad un progetto umanitario chiamato "Un bambino nel mondo", con gran dispiacere di Shawn, che decide tuttavia di aspettare il suo ritorno mantenendo una relazione a distanza.
Tornata in città ne Sulla scia di Hitchcock, viene rapita da Mr. Yin appena scesa dall'aereo. Il serial killer dà a Shawn un ultimatum: nel giro di un'ora dovrà decidere se salvare Abigail o Jules, poste a grande distanza l'una dall'altra; il ragazzo sceglie di salvare Abigail e lascia a Lassiter e Gus il salvataggio di Jules. Nonostante l'operazione riesca con successo, Abigail ne esce distrutta e decide di lasciare il "sensitivo", non potendo sopportare i rischi comportati dal suo lavoro.
- È interpretata da Rachael Leigh Cook, con la voce italiana di Letizia Scifoni.

### Mr. Yin & Mr. Yang
Mr. Yin e Mr. Yang sono una coppia di serial killer di Santa Barbara attivi da 13 anni al periodo della loro prima apparizione sugli schermi; essi possono essere considerati i principali antagonisti della serie dal momento che compaiono in più episodi e che sono stati gli unici avversari capaci di mettere veramente alla strette il protagonista, il finto sensitivo Shawn Spencer. Sono interpretati da Peter Weller (Yin) e Ally Sheedy (Yang) e rispettivamente doppiati da Oreste Rizzini e Pinella Dragani.

#### Mr. Yin
Karl Rotmensen nasce a Santa Barbara, California all'incirca nel 1947. A suo dire è sempre stato avverso alle pratiche conformiste e questo è stato il motivo per cui ha deviato verso la strada della follia; nella sua mente provocare sofferenza o morte è puro divertimento o analisi scientifica; tuttavia egli non segue la logica e i suoi delitti sono semplicemente dettati dagli impulsi e dal sadismo. Non lascia indizi o tracce del suo passaggio, salvo che quando vuole farsi trovare. Si diverte soprattutto a vedere le reazioni delle sue vittime quando li pone di fronte a una scelta ed è ossessionato dai film di Alfred Hitchcock. Dotato di una mente geniale, Rotmensen si è costruito una facciata di rispettabilità costruendosi una fama internazionale di stimato professore, arrivando perfino a guadagnarsi una cattedra all'università di Santa Barbara. In questo modo è sempre rimasto al di sopra dei sospetti ed ha potuto iniziare la sua carriera criminale assistito dalla figlia. La sua prima vittima è stata uccisa nel 1995, quindi uccise sei persone, dopo aver sfidato e battuto i migliori detective del dipartimento in un gioco al gatto e al topo. Nei quattordici anni successivi uccide con la stessa modalità altre due persone. La sua identità non viene mai scoperta nonostante tutti gli omicidi e perciò i giornali lo dichiareranno "nemico pubblico", dopo averlo ribattezzato Mr. Yang, per l'abitudine di lasciare un Tao sulla scena di ognuno dei suoi delitti.
Dopo un breve periodo di inattività, ritorna in azione nell'episodio Indovina indovinello, dove si diletta in una sfida di intelletti con Shawn, nel corso della quale il falso sensitivo accusa più di un colpo portato a segno da Rotmensen. Il ragazzo lo prende subito molto seriamente, specie quando viene rapita sua madre, Madeleine Spencer, il "sensitivo" riesce infine a trovare ed arrestare la figlia di Rotmensen dopo aver salvato la madre. Erroneamente le autorità crederanno che la donna sia il fantomatico Mr. Yang e la rinchiuderanno in un manicomio dopo averle attribuito la colpa delle uccisioni paterne.
A questo punto appare ufficialmente nella serie, nell'episodio Sulla scia di Hitchcock, le autorità, sconvolte dalla scoperta della sua esistenza, lo credono un semplice assistente di Yang e dunque lo ribattezzano Mr. Yin. Mary Lightly propone per primo l'idea che Yang non agisse da sola durante gli eventi di Indovina indovinello: la teoria si rivela essere esatta, dato che Mr. Yin inizia ad assassinare una serie di persone lasciandosi dietro una scia di prove che porta Shawn ad accusare Mary. Tale accusa si rivela sbagliata e voluta da Yin, che attira Mary in trappola e lo uccide come la "madre" uccide il detective Arbogast in Psyco. In seguito rapisce Jules e Abigail e contatta telefonicamente Shawn per dirgli che potrà salvarne solo una. Shawn sceglie di recarsi da Abigail e la trova legata sul fondo di un pontile; quando giunge sul posto anche Yin si trova lì e costringe il ragazzo a una seconda scelta: arrestarlo o salvare Abigail. Il "sensitivo" sceglie di soccorrere la ragazza e lascia fuggire Yin.
La sua ultima apparizione avviene nell'episodio Il gran finale, dove addestra una ragazza, Allison Cowley, al fine di rimpiazzare la figlia nelle sue imprese omicide. Per chiudere definitivamente il paragrafo con il "sensitivo" decide inoltre di introdurla nella centrale di polizia come presunta vittima di un rapimento da parte sua; il vero intento dell'uomo è in realtà attirare Shawn e Gus in trappola, confrontarli faccia a faccia e infine ucciderli. Rotmensen riesce perfettamente nei primi due intenti, ma sul finale viene tradito dalla figlia, la quale, infuriata per la sua mancanza di umanità, lo pugnala al petto con una siringa contenente "L'Ultimo Bacio", una sostanza letale da lui stesso creata.

Karl Rotmensen, il più temuto assassino seriale di Santa Barbara, muore così per mano dalla sua prima discepola, rivolgendole contro le sue ultime parole di odio e lasciandosi alle spalle una scia di undici morti.

#### Mr. Yang
Ms. Rotmensen è la giovane figlia di Karl Rotmensen, da sempre addestrata dal padre al fine di seguirlo nella sua follia omicida. Da giovane incontra Shawn Spencer mentre questi faceva un giro in bicicletta per il quartiere e si infanatichisce del ragazzo comprendendo a prima vista il suo grande potenziale. La ragazza si fa dunque scattare una foto assieme al giovane da sua madre.
Negli anni successivi segue il padre in tutti i suoi misfatti, mantenendo però un'ossessione morbosa per il "sensitivo", che monitorerà in ogni istante intenzionata a incontrarlo di nuovo; ragione per la quale nel suo episodio d'esordio, Indovina indovinello, si fa arrestare quando scopre che è Shawn a dargli la caccia. Erroneamente le vengono imputati dalle autorità tutti i crimini del padre ed è quindi creduta essere il fantomatico serial killer Mr. Yang. Approfittando di ciò essa, durante il faccia a faccia col "sensitivo" prima dell'arresto, rivela la sua intenzione di scrivere un libro sulla loro sfida e che quella è solo "la fine dell'inizio" poiché loro due "lavoreranno ancora insieme" in futuro.
Il libro di cui parlava Yang esce nel corso della quarta stagione, intitolato "From Serial Dater to Serial Killer: How Murder Kept Me Skinny"; approssimativamente traducibile in: "Da appuntamenti seriali ad assassina seriale: come l'omicidio mi mantiene magra".
Nell'episodio Sulla scia di Hitchcock, il padre della donna, identificato dalla polizia come Mr. Yin, inizia a mietere vittime mentre lei è in prigione. Shawn è costretto a chiedere di farle visita nella sua cella al manicomio, una cella completamente bianca e grigia per via della tendenza di Yang a divenire violenta quando ha a che fare con i colori. L'assassina seriale dice di non saper nulla di ciò che Yin sta facendo ma dà comunque a Shawn alcuni piccoli indizi nascosti che lo porteranno a fermare i piani omicidi dell'uomo, senza però riuscire ad arrestarlo.
Nell'episodio Il gran finale, Psych si rivolge a lei per cercare di catturare Yin, e per questo le viene concesso di essere brevemente rilasciata dal manicomio. Alla fine dell'episodio viene rivelato il grado di parentela tra i due e la verità su chi sia la mente criminale dietro tutti gli omicidi commessi. Per mettere finalmente fine alla follia del padre, incapace fino all'ultimo di amarla per quello che è, Yang lo pugnala con una siringa di veleno letale e successivamente viene messa di nuovo sotto custodia.
Nel film TV Psych: il musical, Shawn chiede l'aiuto della donna per arrestare un criminale fuggito dal medesimo manicomio in cui essa era internata e con il quale era in stretto contatto. Quando però, nel corso delle indagini, Yang evade ed emerge l'attrazione nutrita verso il fuggitivo, Shawn si convince sia lei la colpevole della nuova scia di omicidi lasciatasi dietro dall'uomo e l'accusa di aver tradito la sua fiducia. Furiosa, Yang tenta di far capire al "sensitivo" che in realtà desiderava solo aiutare il compagno di prigionia a provare la sua innocenza ma rimane inascoltata; pur sentendosi ferita dal comportamento del ragazzo, nel momento in cui esso viene assalito da una figura incappucciata ed appeso a un cappio, Yang corre in suo soccorso venendo ferita all'addome e muore tra le sue braccia in seguito a un'apparizione di Mary Lightly come suo angelo custode che le promette di mettere una buona parola per lei in Paradiso.
Le sue ceneri vengono poi prese in consegna da Shawn.

### Mary Lightly
Dr. Marion "Mary" Lightly III è uno psicologo criminale ossessionato da Mr. Yang e Mr. Yin.
Mary conosce tanto bene i modus operandi dei due serial killer da far sospettare più volte di essere coinvolto nei loro crimini, sebbene tali accuse si rivelano essere infondate e le sue conoscenze derivanti solo dalle sue grandi abilità investigative. È caratterizzato da dei modi di fare parecchio strani e a tratti raccapriccianti: mangia solo cibo in scatola, per stringere la mano porge solo l'indice, il medio e l'anulare, porta sempre dei pesi alle caviglie e ha espresso più volte l'intenzione di iniziare a giocare a racquetball. Ha studiato i casi di Mr. Yang per quattordici anni ed è diventato praticamente ossessionato dal serial killer, di cui ammira smodatamente l'ingegno.
Mary compare per la prima volta nell'episodio Indovina indovinello, dove segue Shawn e Gus per tutta la durata della loro indagine e si rivela di grande aiuto per riuscire ad arrestare Mr. Yang; sebbene concluso l'arresto si chieda cosa fare della sua vita da lì in avanti.
Ricompare poi nell'episodio Sulla scia di Hitchcock, dove rivela a Shawn e Gus la sua teoria secondo cui Yang avesse un assistente rimasto dietro le quinte: Mr. Yin. Nel momento in cui tale ipotesi si rivela essere esatta, Shawn teorizza sia Mary l'assistente in questione; il sospetto cade tuttavia quando, durante le indagini, Mary rimane ucciso da Mr. Yin in persona in una scena che mima la morte del personaggio di Martin Balsam, il detective Arbogast, nel film di Alfred Hitchcock Psyco. Eroicamente morto tra le braccia di Shawn, i suoi funerali si tengono nel finale dell'episodio con un corteo composto unicamente da Shawn, Gus e dalla vecchia madre dell'uomo, vestiti da giocatori di racquetball in omaggio alla passione mai intrapresa dal fu Mary Lightly.
Il personaggio fa un ultimo paio di comparse post-mortem, una ne Il gran finale dove Shawn, Gus, Lassiter e Jules ritrovano alcuni video-diari contenenti delle sue riflessioni personali; le quali portano il "sensitivo" ad identificare Yin come il vero assassino seriale e Yang come una semplice pedina nelle sue mani, e l'altra nel film TV Psych: il musical dove appare ad una Yang morente in veste di suo angelo custode promettendole che farà del suo meglio per mettere una buona parola per lei in Paradiso.
- È interpretato da Jimmi Simpson, con la voce italiana di Luigi Morville.

### Pierre Despereaux
(Despereaux)
Pierre Despereaux, alias Royston Cornwallis "Roy" Staley, è un ladro d'arte internazionale apparentemente inafferrabile, che come segno del suo passaggio lascia una sigaretta accesa sul luogo del furto. Shawn rivela, nell'episodio Il furto della corona, che in realtà non ha mai rubato niente ed è sempre stato d'accordo coi proprietari delle opere rubate per organizzare delle truffe a scopo di estorsione, costruendosi così una fama fittizia di astuto ladro. A dispetto del cognome cajun pare avere discendenze britanniche.
Dopo la cattura lui e Shawn rimangono in contatto via e-mail ed è proprio Despereaux ad invitare il "sensitivo" a Vancouver prima della sua estradizione nell'episodio Il ladro gentiluomo, con l'intento di commettere un ultimo colpo sotto il suo naso forte dell'alibi della prigione; sfortunatamente la situazione degenera e viene incastrato per omicidio, quindi evade e collabora con Psych per dimostrare la sua innocenza.
Terminato l'episodio viene estradato negli Stati Uniti da Lassiter. Qui, a seguito di un lungo processo, viene condannato all'ergastolo ma, grazie al suo avvocato, richiede un ricorso in appello e, in attesa che venga accolto o respinto ottiene la libertà su condizionale.
Nell'episodio Indiana Shawn alla ricerca del tesoro segreto, Shawn lo contatta per chiedergli aiuto in un caso riguardante un furto d'arte e l'uomo accetta ma, nel corso dell'indagine, apparentemente muore durante un inseguimento in barca con la banda di ladri. Alla fine dello stesso episodio tuttavia, riappare per soccorrere Shawn e Gus dai criminali a cui davano la caccia e rivela di aver falsificato la sua morte unicamente per evitare la condanna.
Felice che l'uomo sia vivo, Shawn decide di permettergli la fuga, motivo per il quale Despereaux torna a darsi alla macchia.
Nell'episodio La residenza reale, Despereaux contatta Shawn e Gus per farli recare in Inghilterra raccontandogli di essere in realtà un agente dell'Interpol rimasto sotto copertura per anni ed ora richiamato in servizio. Il piano dell'uomo pare sia di far infiltrare i due in una gang per sventarne un colpo ed arrestarne i membri, tuttavia nel corso dell'episodio viene insinuato il dubbio che l'uomo, infiltratosi nell'organizzazione internazionale, si stia solo servendo dei due per i suoi scopi. Conclusasi l'operazione con l'arresto dei criminali, non è chiaro se Despereaux fosse effettivamente un agente dell'Interpol o avesse programmato tutto per fare il colpo al posto della gang arrestata.
- È interpretato da Cary Elwes, con la voce italiana di Francesco Prando.

### Declan Rand
(Gus a Shawn parlando di Declan)
Declan Rand è un ragazzo ricco, brillante e geniale che si finge un criminal profiler. Data la funzionalità del suo ruolo, speculare a quello del protagonista, Declan è il primo personaggio a scoprire l'inganno di Shawn e dei suoi finti poteri extrasensoriali.
Declan è esattamente identico a Shawn in tutto e per tutto, incluso il senso dell'umorismo pungente e sarcastico, le bizzarre passioni, gli atteggiamenti eccentrici e maniacali, il bisogno costante di attenzione e la straordinaria abilità investigativa. Fondamentale differenza tra Declan e Shawn è la maggiore maturità e adattabilità alle situazioni del primo. Inoltre, come Shawn è dotato di una memoria eidetica, Declan è dotato di una straordinaria capacità mentalista.
Figlio di uno psichiatra, Declan viene istruito dal padre all'analisi della psicologia umana fin da bambino nella speranza che seguisse le sue orme; crescendo, nonostante le sue abilità eclissassero quelle del padre, Declan decide di non seguirne le orme e per anni vive in maniera autonoma divenendo gestore di un piccolo fondo di investimento finché, nel 2004, decide di scommettere tutto nel mercato immobiliare diventando ricchissimo. Raggiunto il benessere economico decide di realizzare il suo più grande sogno: cucinare sushi, dato l'eccessiva durata del corso tuttavia, optà poi per falsificare una laurea in psicologia ad Harvard e inizia a spacciarsi per un criminal profiler, forte delle sue abilità mentaliste. Lavorando alla risoluzione di crimini unicamente per proprio divertimento, nell'episodio La lista d'attesa, Declan finisce ad indagare su una misteriosa serie di omicidi a Santa Barbara ed a collaborare con Psych e con la polizia locale per catturare l'assassino. Durante l'indagine attira su di sé l'invidia e l'odio di Shawn, dato che in breve tempo riesce ad avere un rapporto di stima maggiore di quanto ne avessero riservato a lui nonostante i cinque anni di collaborazione; oltretutto, indagando insieme, Shawn e Declan scoprono i vicendevoli inganni, creando così una situazione di stallo dovuta al fatto che nessuno dei due intenda smascherare l'altro. Declan diviene rivale di Shawn anche a livello personale, dato che riesce a conquistare Jules e ad avviare con essa una relazione sentimentale.
Nell'episodio Una o due vie d'uscita Shawn sorprende Jules dopo che ha passato la notte a casa di Declan e capisce la serietà delle intenzioni dell'uomo, che nel frattempo ha deciso di essere onesto su qualsiasi cosa e non mentirle più, smettendo perfino di fingersi un criminal profiler e trova un nuovo passatempo come pilota, con tanto di regolare brevetto di volo. Dopo aver aiutato Psych in un nuovo caso per quella che giura essere l'ultima volta, decide di partire con la fidanzata alla volta della costiera amalfitana per una vacanza di due settimane. Prima della partenza tuttavia Jules si rende conto di essere innamorata di Shawn.
Nell'episodio Il ladro gentiluomo viene rivelato da Jules che lei e Declan si sono lasciati prima della partenza.
- È interpretato da Nestor Carbonell, con la voce italiana di Alessio Cigliano.

### Curt Smith
Il cantante e bassista britannico, noto per la sua militanza nei Tears for Fears, interpreta nella serie una versione romanzata di se stesso.
La sua prima apparizione avviene nell'episodio La lista d'attesa, in cui viene assunto dal finto criminal profiler Declan Rand come musicista privato e costretto a suonate ininterrottamente "Everybody Wants to Rule the World". Al termine dell'episodio, come ringraziamento per averlo scagionato da un'accusa di omicidio, Declan decide di "prestare" il musicista a Shawn e Gus per suonare al matrimonio di un loro amico ma, durante la cerimonia, Smith finisce con l'ubriacarsi e danneggiare il salone del ricevimento.
Successivamente, in occasione del centesimo episodio della serie, Psych 100, appare nuovamente alla villa di un suo amico e collega recentemente scarcerato. Qui finisce con l'essere aggredito due volte dalla pantera nera domestica dell'uomo e ferito da una pallottola allo stomaco dal suo maggiordomo ma, fortunatamente, sopravvive.
Fa un'ultima comparsa nell'episodio Un incubo su una strada statale dove, in uno degli incubi di Gus, viene sbranato da un'orda di zombie.
- La voce italiana del cantante è di Sergio Lucchetti.

### Marlowe Viccellio
(Lassiter parlando di Marlowe)
Marlowe Viccellio, coniugata Lassiter è una donna taciturna, introversa, fragile e leggermente timida ma dotata di un pungente senso dell'umorismo e di un grande fascino. Essa presenta numerosi punti in comune con Lassiter (in primis la passione per Clint Eastwood) con cui avvierà una intensa relazione sentimentale fino a divenirne la seconda moglie.
Nata in una famiglia disfunzionale, lei e suo fratello maggiore, Adrian Viccellio, hanno sempre dovuto cavarsela da soli e fare affidamento l'uno sull'altra. Quando Adrian si scopre malato di un morbo del sangue tanto raro e difficile da curare che gli venne tolta l'assicurazione medica, Marlowe lo aiuta a derubare le banche del sangue al fine di ottenerne per delle trasfusioni. Col tempo tuttavia, Adrian, necessitante di un numero sempre maggiore di plasma, incomincia ad aggredire delle persone per prelevarne; così facendo attira l'attenzione della polizia, che finisce però per indagare su Marlowe.
Nell'episodio Una vampira... molto poco vampira, la donna conosce Carlton Lassiter ed incomincia con lui una intensa storia d'amore. Nel momento in cui l'ispettore scopre le prove della colpevolezza di Marlowe nei futi di sangue però, è costretto ad arrestarla. Non sopportando l'idea che l'amato la veda come un'assassina desiderosa unicamente di servirsi di lui per sviarne i sospetti, Marlowe confessa la storia del fratello portando da li a breve al suo arresto; rasserenata dal fatto che in prigione avrà le cure mediche necessarie.
Processata per furto, Marlowe viene condannata a un periodo tra 6 e 18 mesi di reclusione. Nel frattempo porta avanti però la sua relazione con Lassiter, che decide di aspettarla fino al termine della sua breve condanna; la quale le viene ulteriormente accorciata dopo che, nell'episodio Lotta alle gang, aiuta a risolvere un caso di tentato omicidio reperendo informazioni da alcune compagne di cella.
Nell'episodio Il circo, Marlowe viene rilasciata e, dopo aver risolto alcuni problemi derivati dalla libertà condizionata, va a convivere con Lassiter nell'appartamento 536 del Prospect Gardens da lui appositamente acquistato; convolando a nozze con il detective nel successivo episodio: Il grande giorno. Successivamente, nell'episodio Cogli l'attimo, annuncia di essere incinta e, poco tempo dopo, nell'episodio Delitto nel chiosco, da alla luce Lilly Nora Lassiter.
- È interpretata da Kristy Swanson, con la voce italiana di Roberta Paladini.

### Rachael
Rachael è una giovane nutrizionista britannica di origine indiana laureata ad Oxford e dotata di un grande carisma che, pur avendo un teso rapporto di scarsa sopportazione reciproca con Shawn, inizia una relazione sentimentale con Gus.
Del suo passato non viene rivelato quasi nulla, salvo che per un certo periodo è stata sposata e, nel 2005, ha avuto un figlio; Maximus, per il bene del quale ha mantenuto dei rapporti amichevoli con l'innominato ex-marito.
La sua prima apparizione avviene nell'episodio Incontri pericolosi, in cui Gus la conosce attraverso il sito per single SoulMateConnection.com. Notando la chimica tra i due, Shawn si ingelosisce attirandosi immediatamente addosso le sue antipatie. Col tempo però, resisi conto del reciproco affetto nutrito per Gus, il "sensitivo" e Rachael decidono di instaurare una sorta di riluttante amicizia.
Rachael appare in seguito in quasi tutti gli episodi della settima stagione in veste di fidanzata ufficiale di Gus, il quale è tanto coinvolto dalla loro relazione da iniziare a desiderare di farsi carico anche di Maximus e diventare per lui una sorta di figura paterna. Nonostante alcuni alti e bassi dovuti principalmente al carattere ansioso dell'uomo, la loro relazione procede a gonfie vele fino a quando, nell'episodio Morte in diretta, Rachael non è costretta a far ritorno in Inghilterra per risolvere dei problemi dovuti al suo visto d'ingresso.
Qualche giorno dopo la sua partenza però, Gus riceve da lei una lettera che sembra turbarlo notevolmente, ma su cui non viene fatta luce.
- È interpretata da Parminder Nagra, con la voce italiana di Paola Majano.

### Harris Trolley
(La Vick parlando di Trout)
Harrison "Harris" Trolley (Trout in originale) è l'ossessivo-compulsivo, spietato, burbero, eccentrico, germofobo ed amorale consulente di polizia assunto dal municipio per incrementare l'efficienza del Dipartimento di Polizia di Santa Barbara. Personaggio rappresentato come eufemistico "cattivo" di turno, Trout è contraddistinto da una serie di comiche nevrosi: odia essere toccato, consuma una barretta energetica ogni ora, regola la giornata con un temporizzatore, è ossessionato dall'idea di perdere la vista e odia ogni suo familiare fino all'esasperazione.
Nato a Boston, in una famiglia disfunzionale segnata dal divorzio dei genitori, Trout rimane in seguito orfano di padre. Crescendo, presta servizio come agente nella città di Newark e fa carriera nelle forze dell'ordine in maniera impeccabilmente rapida, tanto da diventare capo sia della polizia di Baltimora che di quella di Filadelfia per arrivare infine al grado di capo sovrintendente costruendosi una fama di sentenziatore crudele ed inclemente, che lo rende temuto da innumerevoli dipartimenti.
Il suo esordio nella serie, nell'episodio Non fidatevi di lui, sconvolge drasticamente lo status quo; difatti, dopo aver ascoltato per bocca dei protagonisti la cronaca di una loro indagine tipo, interviene di conseguenza assumendo il controllo del dipartimento, sospendendo la Vick, degradando Lassiter e licenziando sia McNab che la Psych.
Nell'episodio Cogli l'attimo un uomo attenta alla vita di Trout, colpevole d'aver indirettamente provocato la fine del suo matrimonio, Lassiter tuttavia riesce ad arrestarlo salvando la vita del poco gradito superiore che, per una sorta di contorta riconoscenza, fa di lui il proprio chauffeur.
In seguito, quando, nell'episodio Indagini di nascosto, Woody viene preso in ostaggio da un ex-detenuto e Trout tenta di risolvere la situazione con l'uso della forza compromettendo l'incolumità sia dei suoi agenti che del medico legale, gli affari interni lo rimuovono dalla sua posizione.
Il cognome "Trout" (in inglese: trota) nel doppiaggio italiano è stato modificato in Harris Trolley.
- È interpretato da Anthony Michael Hall, con la voce italiana di Roberto Draghetti.

### Betsy Brannigan
(Shawn parlando di Brannigan)
Elizabeth "Betsy" Brannigan è l'ispettrice capo del Dipartimento di Polizia di Santa Barbara assunta dal sindaco Swaggerty dopo averlo riformato ed aver assegnato la posizione di capo a Lassiter. Si presenta come una donna inverosimilmente gentile, pacata e docile tanto da svolgere lavoretti di artigianato casalingo in centrale e da rivolgere premure fuori luogo verso chiunque. Nonostante l'apparente mitezza e goffaggine tuttavia, Brannigan ha in realtà numerosi punti oscuri nella sua personalità tali da renderla una controparte femminile di Lassiter: è paranoica, eccessivamente sospettosa, ossessionata dal combattere il crimine, spietata nello svolgimento degli interrogatori e appassionata di armi fino al punto da chiamare le sue due Colt 1911 "Belle Starr" e "Beatrix Kiddo".
Compare per la prima volta nell'episodio Riunione di sensitivi e, nonostante il suo curriculum risulti encomiabile, Lassiter tenta in tutti i modi di mandarla via, in primis per far ritornare Jules ed in secondo luogo poiché infastidito dai suoi atteggiamenti. La donna, che dapprima faceva di tutto per reprimere le "zone d'ombra" del suo carattere, finisce per sentirsi enormemente a suo agio con la bizzarria che caratterizza le indagini svolte nella cittadina e viene invece convinta a rimanere.
Brannigan inizia dunque a manifestare la grottesca maniera in cui i due aspetti del suo carattere coesistono, cosa che porta Lassiter a vederla sotto una nuova luce e ad abituarsi alla sua presenza finché la detective, già dal successivo episodio, Un incubo su una strada statale, diviene la sua più stretta collaboratrice nonché "fiore all'occhiello" del dipartimento diretto dall'uomo.
Al termine della serie, nell'episodio Fuga da Santa Barbara, prende McNab sotto la sua ala convincendo Lassiter a promuoverlo a detective.
- È interpretata da Mira Sorvino, con la voce italiana di Ilaria Stagni.

### Selene Gilmore
Selene Gilmore fa la sua prima apparizione non nella serie ma nel film Psych: The Movie, Psych 2: Lassie Come Home e Psych 3: This Is Gus nei panni della fidanzata e moglie di Gus. 
- È interpretata da Jazmyn Simon.

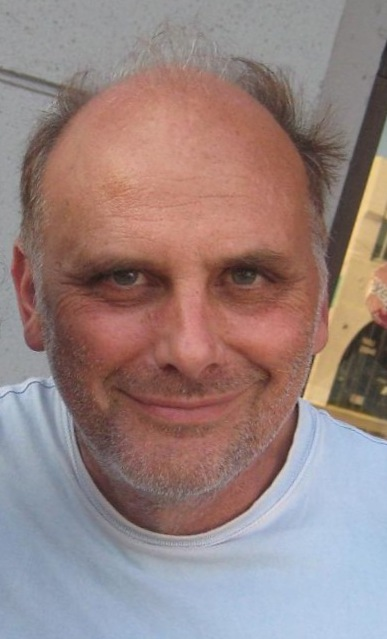
Kurt Fuller interpreta Woody il coroner
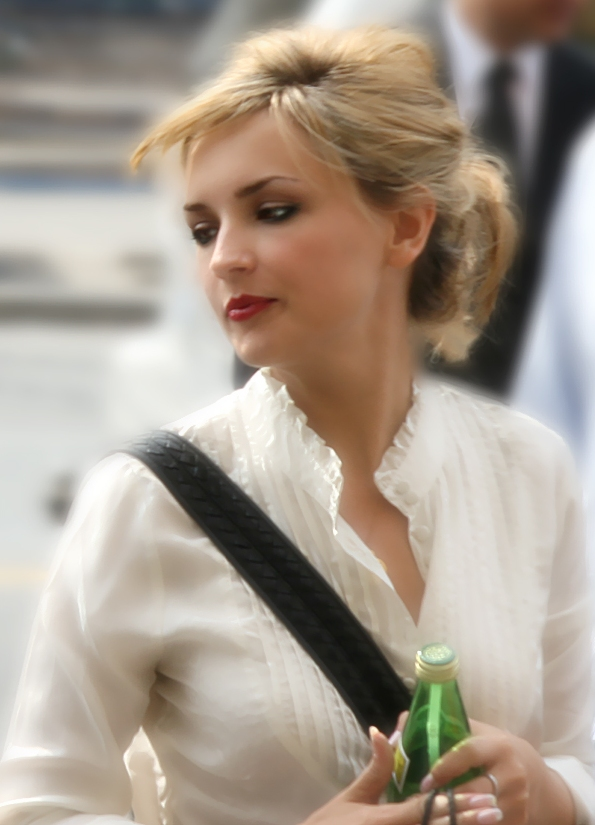
Rachael Leigh Cook interpreta Abigail Lytar
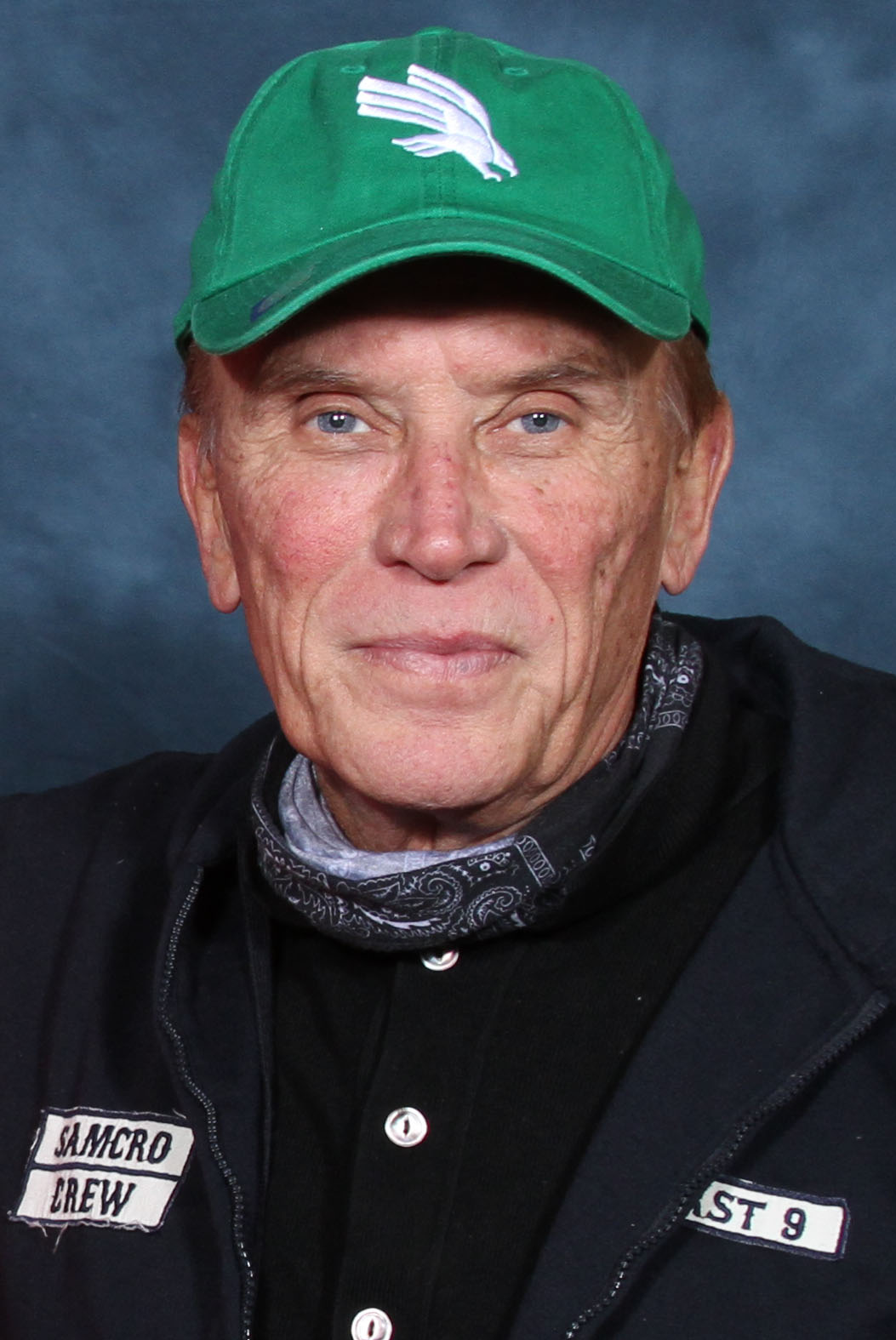
Peter Weller interpreta Yin
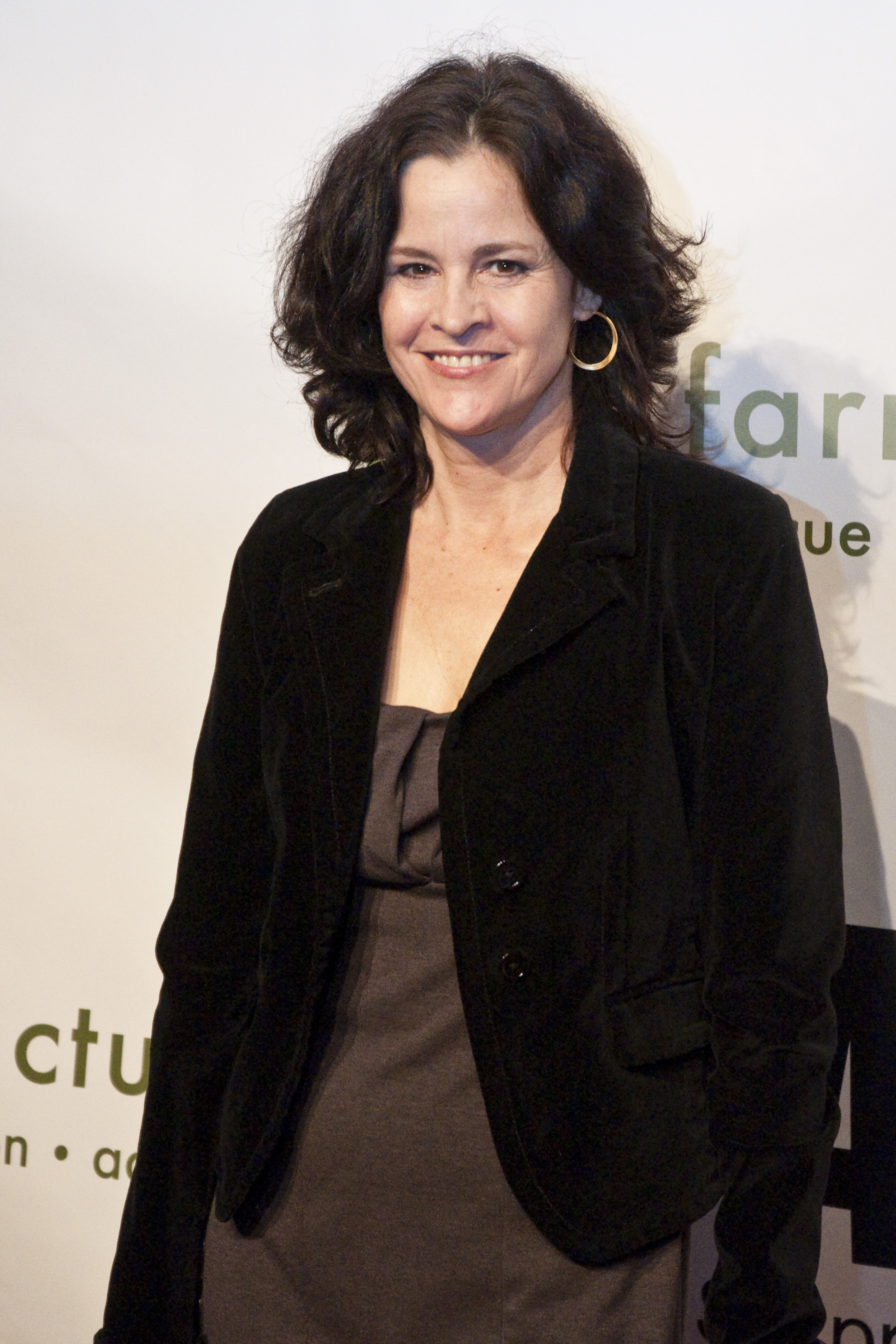
Ally Sheedy interpreta Yang
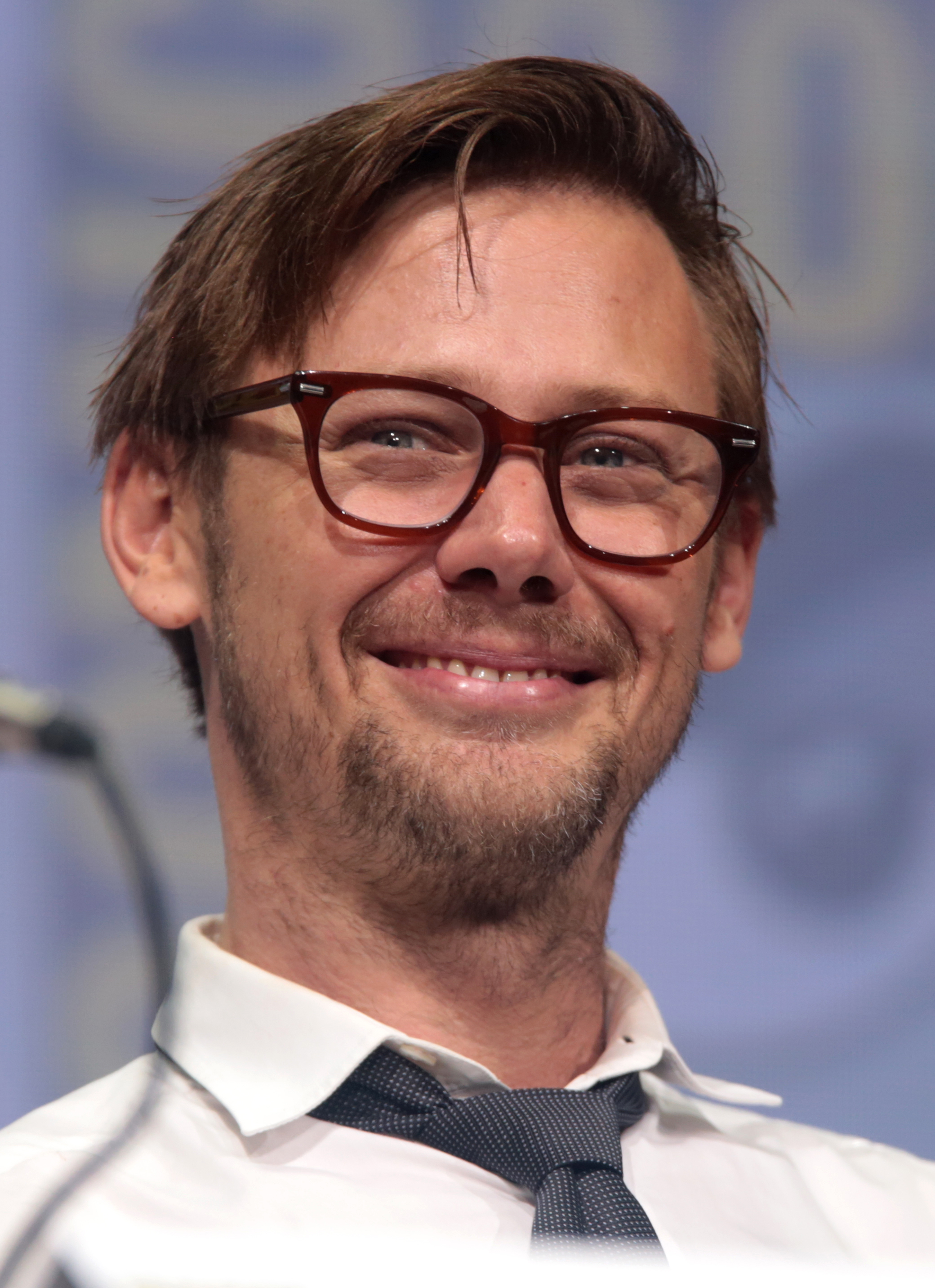
Jimmi Simpson interpreta Mary Lightly
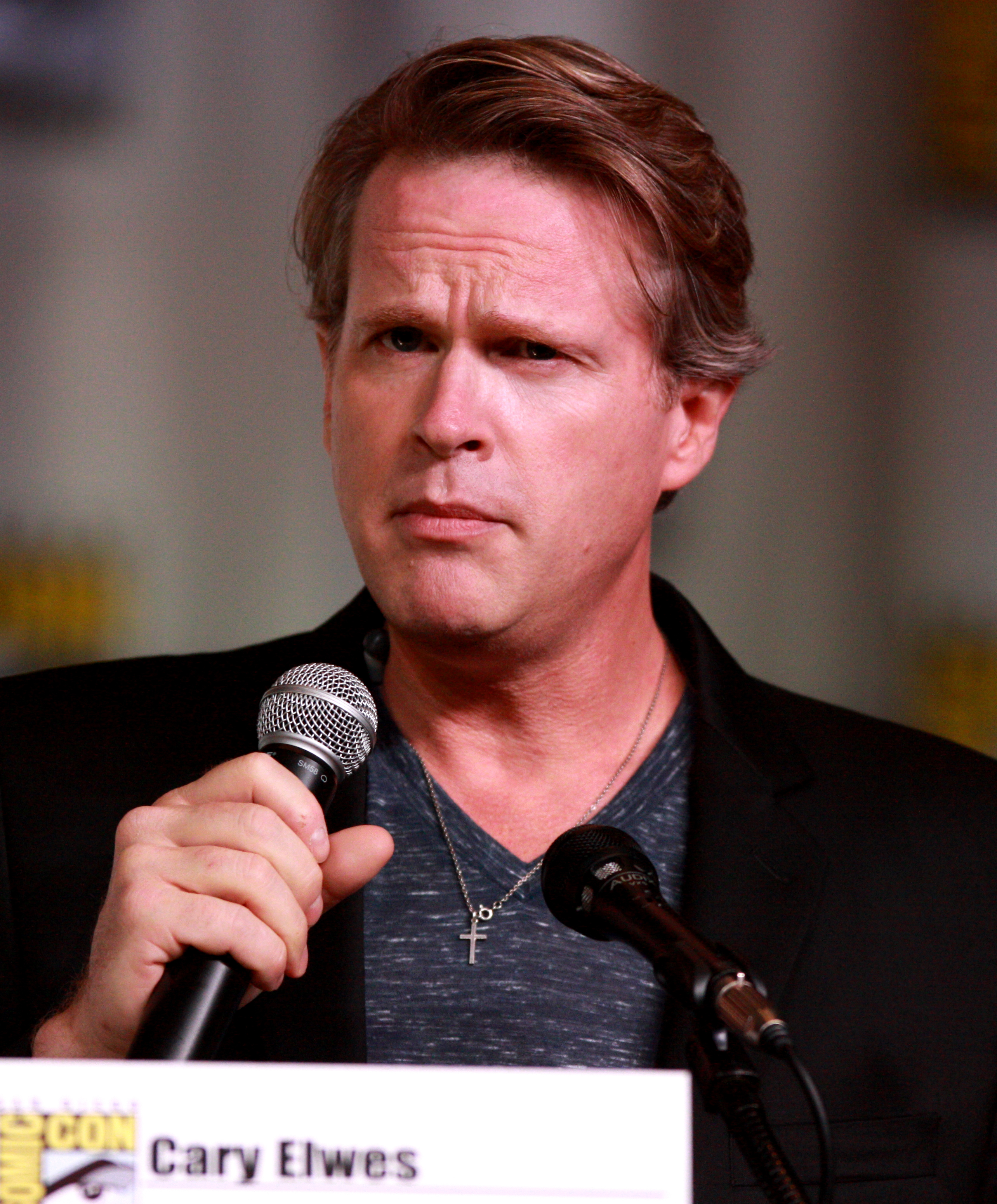
Cary Elwes interpreta Pierre Despereaux
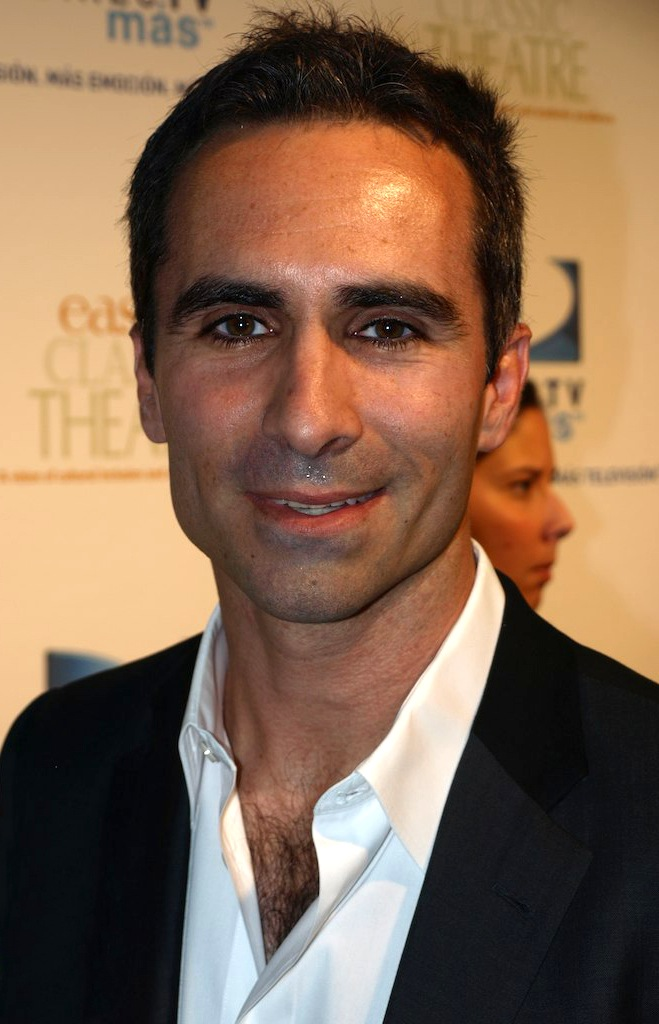
Nestor Carbonell interpreta Declan Rand
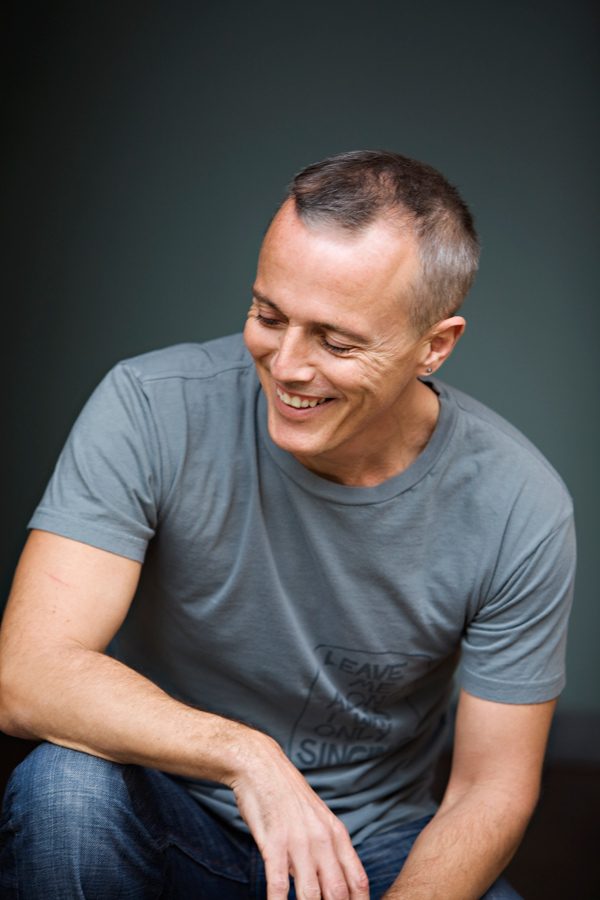
Curt Smith interpreta se stesso
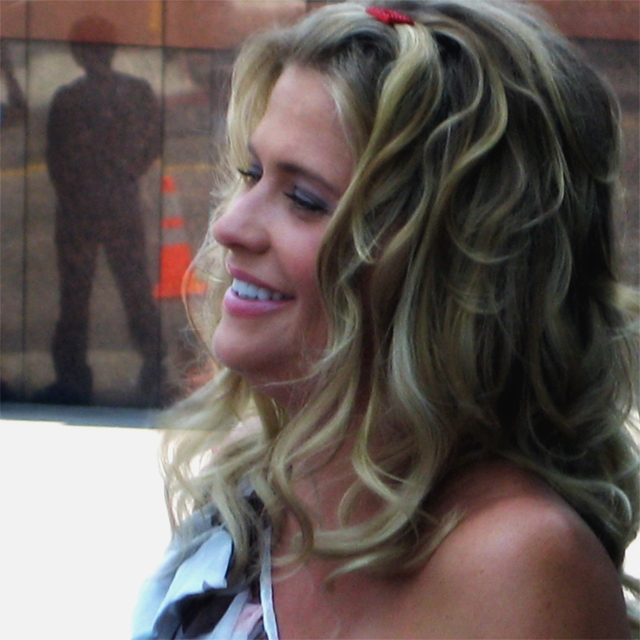
Kristy Swanson interpreta Marlowe Viccellio
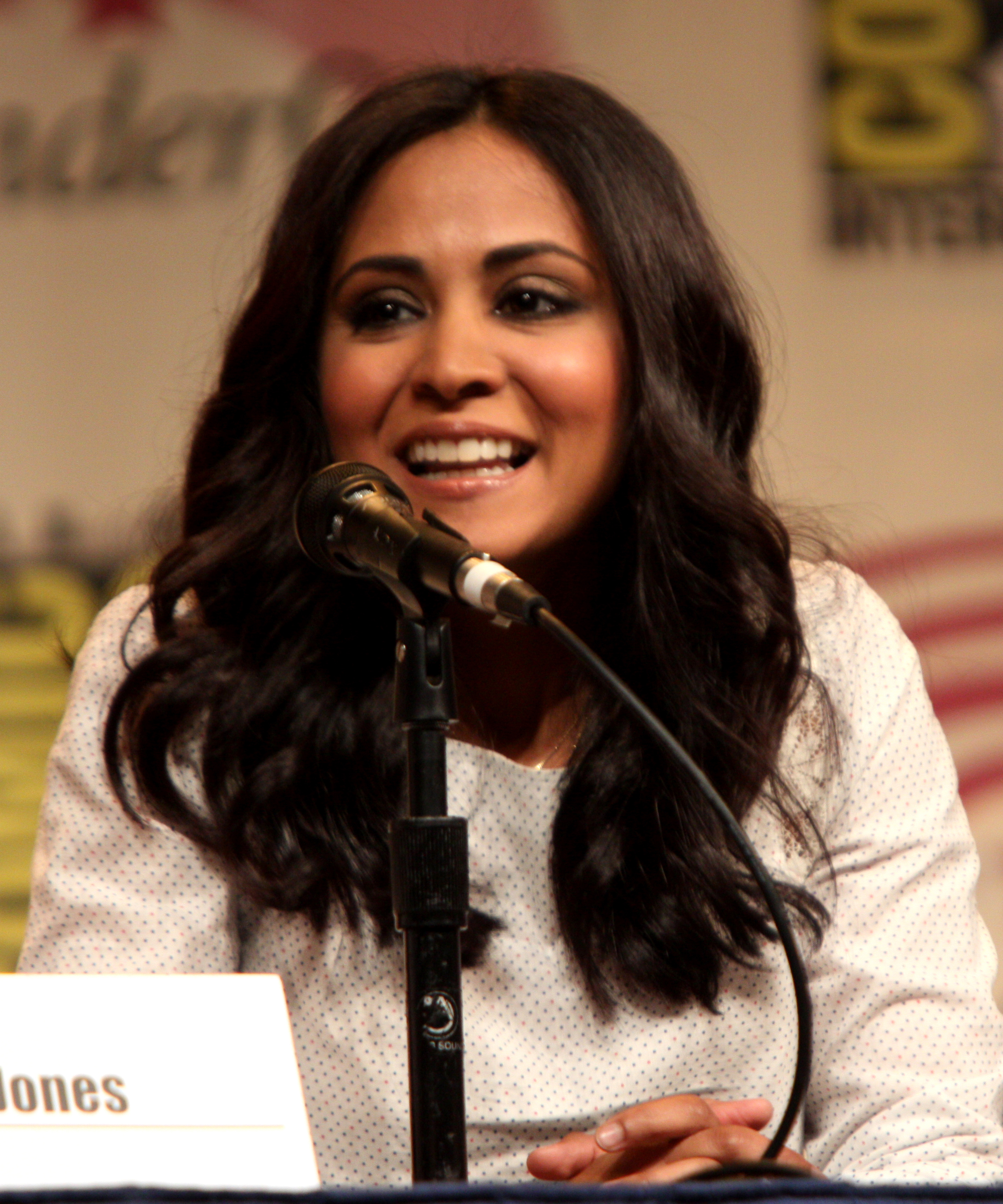
Parminder Nagra interpreta Rachael
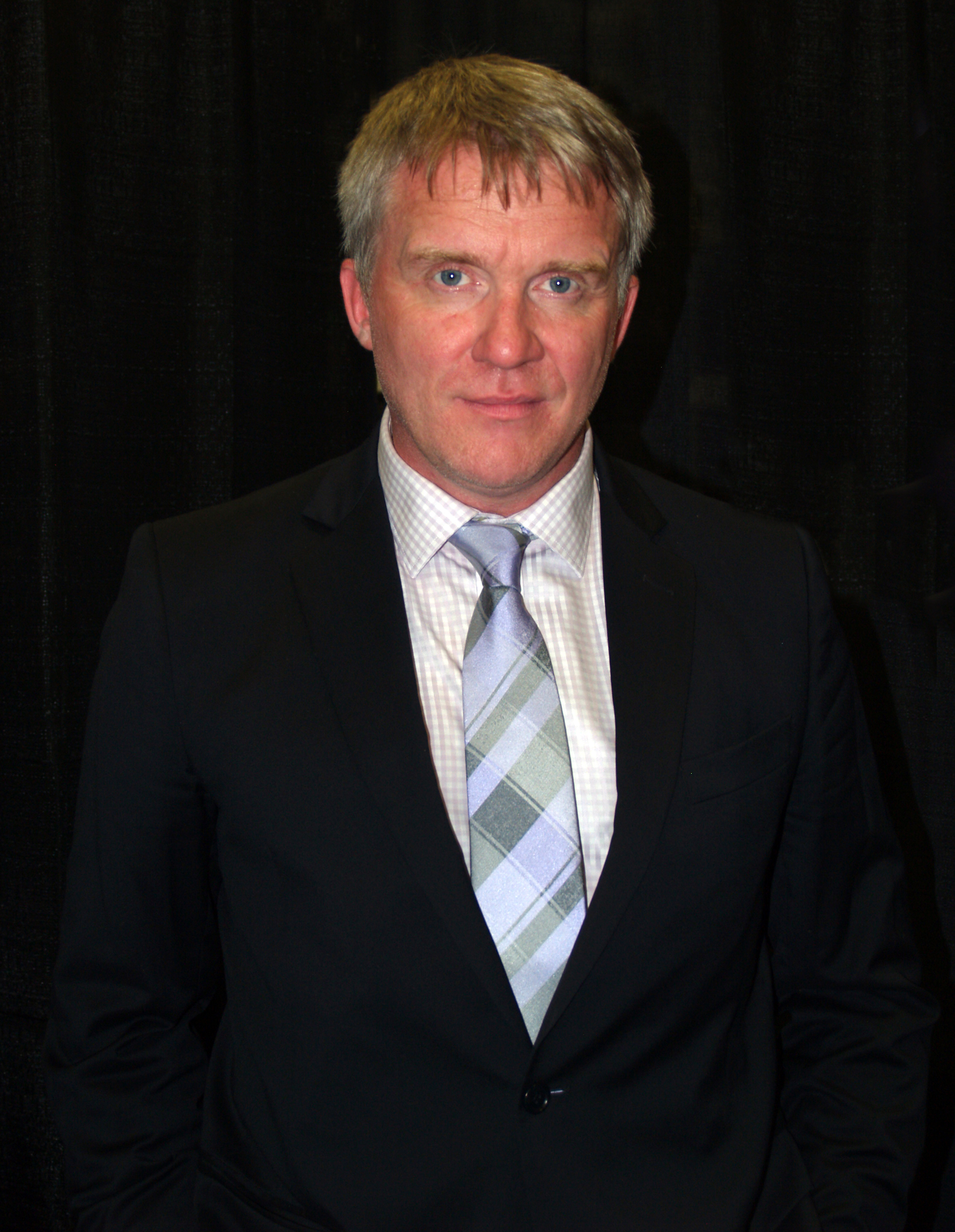
Anthony Michael Hall interpreta Narris Trout
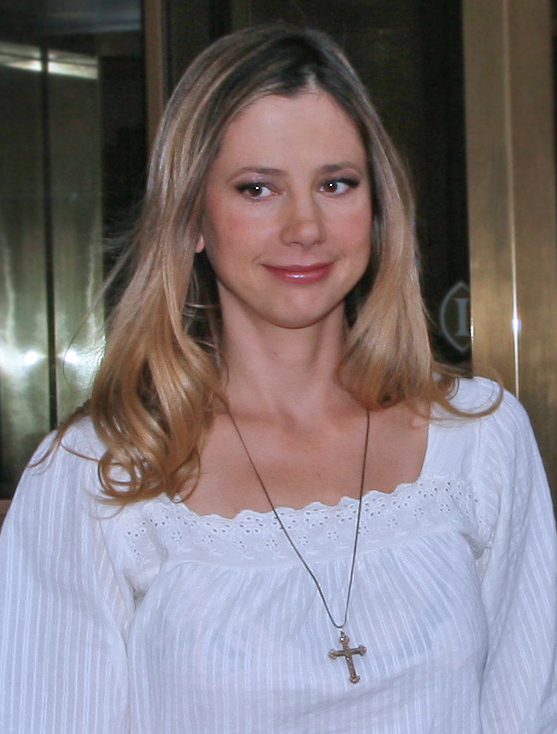
Mira Sorvino interpreta Betsy Brannigan
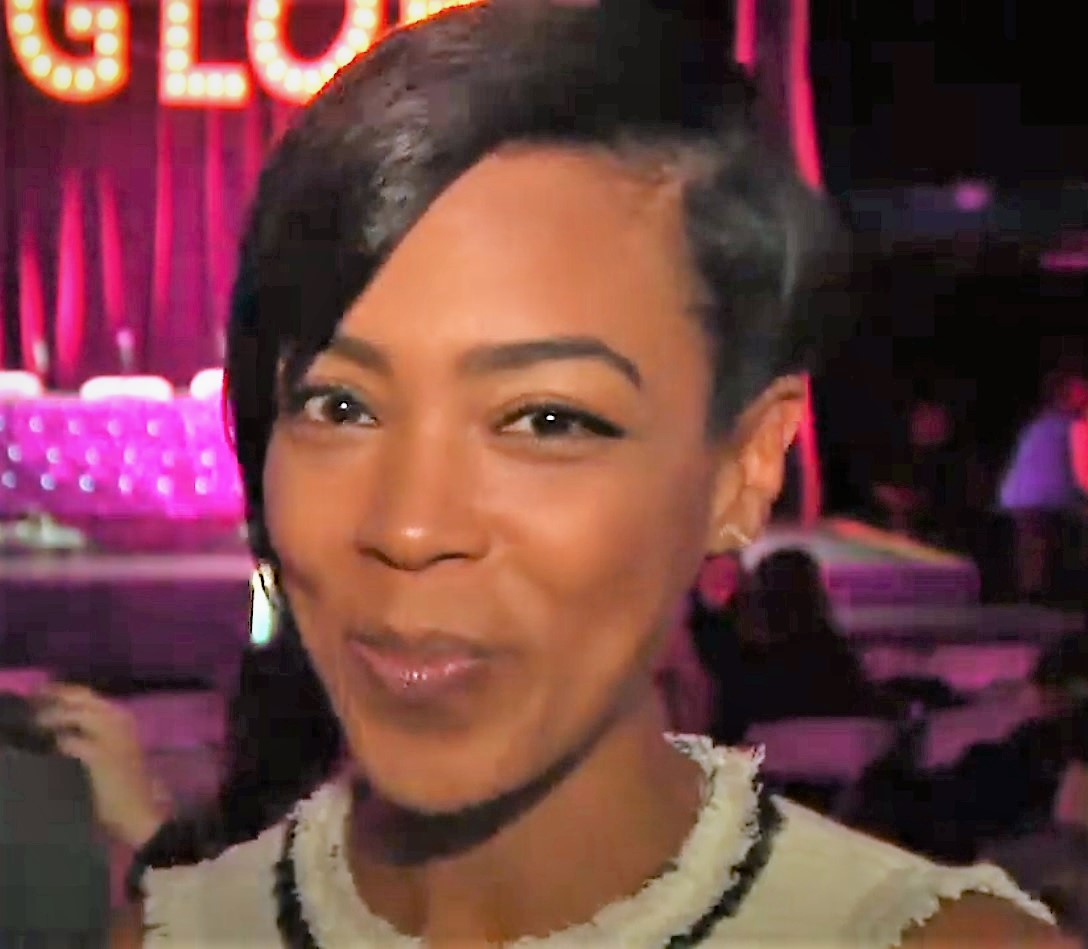
Jazmyn Simon interpreta Selene Gilmore

## Parenti

### Famiglia Spencer

#### "Nonno" Spencer
("Nonno" Spencer)
Henry William Spencer Sr. è il padre di Henry e Jack, nonché nonno di Shawn.
Data la storia familiare degli Spencer è probabile che lavorò come detective per il Dipartimento di Polizia di Santa Barbara; tuttavia a differenza di Henry pare essere un uomo molto rilassato ed aver lasciato ai figli la libertà di scegliere da sé la strada da percorrere nella loro vita, motivo per il quale disapprova fortemente i metodi educativi usati dal figlio sul nipote e sprona quest'ultimo a godersi la vita e la gioventù senza dar troppa corda al genitore; fatto per cui nonno e nipote condividono un sincero rapporto d'affetto.
Essendo apparso unicamente in un flashback datato 1987 nell'episodio Una scomparsa sospetta, già in età piuttosto avanzata, è probabile che sia deceduto tempo prima dell'inizio della serie. Quando ne Un weekend da adulti, Shawn pianifica di chiedere a Jules di sposarlo, l'anello con cui intende farlo è il medesimo che l'uomo diede alla moglie, Emma; che, stando a quanto rivelato ne Guida Psych alla lotta al crimine per totali incapaci, è tuttora in vita e fa spesso regali al nipote.
- È interpretato da Brian Doyle-Murray, con la voce italiana di Bruno Alessandro.

#### Jack Spencer
(Jack Spencer)
Jacob "Jack" Spencer è il fratello minore di Henry e lo zio di Shawn.
Con il nipote, Jack condivide l'irresponsabilità, il carisma e l'astuzia; ma risulta tuttavia privo di qualsivoglia moralità; difatti è un truffatore professionista perennemente alla ricerca di tesori ed avventure e fondamentalmente privo di scrupoli. Come ogni membro della famiglia Spencer è dotato di un'ottima capacità di osservazione, che lo rende in grado di ingannare sempre chiunque in qualsiasi modo. Lavorando da anni in ambienti criminali e mercenari, Jack si fa continuamente dei nuovi soci che, puntualmente, tradisce subito dopo avervi stretto accordi. Da sempre appassionato in maniera quasi ossessiva di storia, Jack colleziona penny per "farla un po' sua", ed ha poi l'abitudine di lasciarne uno ovunque vada poiché convinto che portino fortuna.
Il personaggio appare unicamente nell'episodio Zio Jack e la caccia al tesoro, dove tenta di approfittarsi del nipote per trovare un tesoro sepolto ma, smascherato il suo inganno, lascia la città prima che possano arrestarlo. In seguito non è più stato visto né menzionato.
- È interpretato da Steven Weber, con la voce italiana di Vittorio Guerrieri.

#### Madeleine Spencer
(Madeline al figlio Shawn rivelandogli la verità sul suo divorzio)
Dr. Madeleine "Maddy" Spencer è l'ex-moglie di Henry Spencer e la madre del protagonista. Lavora come psicologa per vari dipartimenti di polizia e perciò è sempre in viaggio e vede molto raramente la sua famiglia.
La presenza del personaggio nella serie è di molto precedente alla sua prima apparizione, compare infatti in diversi flashback, generalmente solo come voce o inquadrata di spalle senza essere mai mostrata in volto. Lei e Henry si sono sposati nel 1976 dopo una relazione durata fin dal liceo e hanno cresciuto insieme Shawn fino al 1992, anno in cui divorziano per via dell'attrito provocato dall'eccessivo attaccamento di Henry alla carriera e di una proposta di lavoro fuori città fatta a Maddy. Dopo il divorzio Shawn cementifica il rancore nutrito verso il padre e se ne va di casa da li a pochi anni. Dal canto suo tuttavia, Madeleine mantiene il nome da sposata anche negli anni successivi.
La prima apparizione ufficiale di Madeleine avviene nell'episodio La casa infestata, in cui torna a Santa Barbara perché incaricata dal dipartimento di psicanalizzare tre agenti e l'ispettore capo Carlton Lassiter. In quest'occasione la donna rivela a Shawn di essere stata lei a chiedere il divorzio e non Henry come il figlio aveva sempre pensato. La riunione della famiglia Spencer dura fino all'episodio successivo, La rimpatriata, dove Madeleine dà una mano al figlio e all'ex-marito per risolvere un caso di omicidio. A seguito di tali eventi parte nuovamente ma viene lasciato intendere che lei ed Henry abbiano riallacciato i contatti.
Tornata brevemente in città nell'episodio Indovina indovinello viene rapita e quasi uccisa da Mr. Yang ma, all'uiltimo momento, Shawn riesce a soccorrerla. In seguito, nell'euforia derivata dal termine dell'esperienza, lei e Henry si scambiano un bacio.
Successivamente, quando Mr. Yin prende di mira il "sensitivo" e le persone a lui care nell'episodio Sulla scia di Hitchcock, viene dichiarato che Madeleine si trova ad una conferenza a New York, e dunque è al sicuro dalle grinfie del seriel killer.
Compare nuovamente ne Il gran finale, dove contribuisce a scongiurare definitivamente la minaccia di Mr. Yin. Nell'episodio Incontri pericolosi, saputo quanto accaduto all'ex-marito decide di tornare a vivere con lui per aiutarlo nella riabilitazione. Durante questo periodo di ritrovata vicinanza, i sentimenti sopiti dalla coppia iniziano a riaffiorare; sebbene a causa del suo lavoro la donna sia costretta a ripartire da li a breve.
- È interpretata da Cybill Shepherd, con la voce italiana di Aurora Cancian.

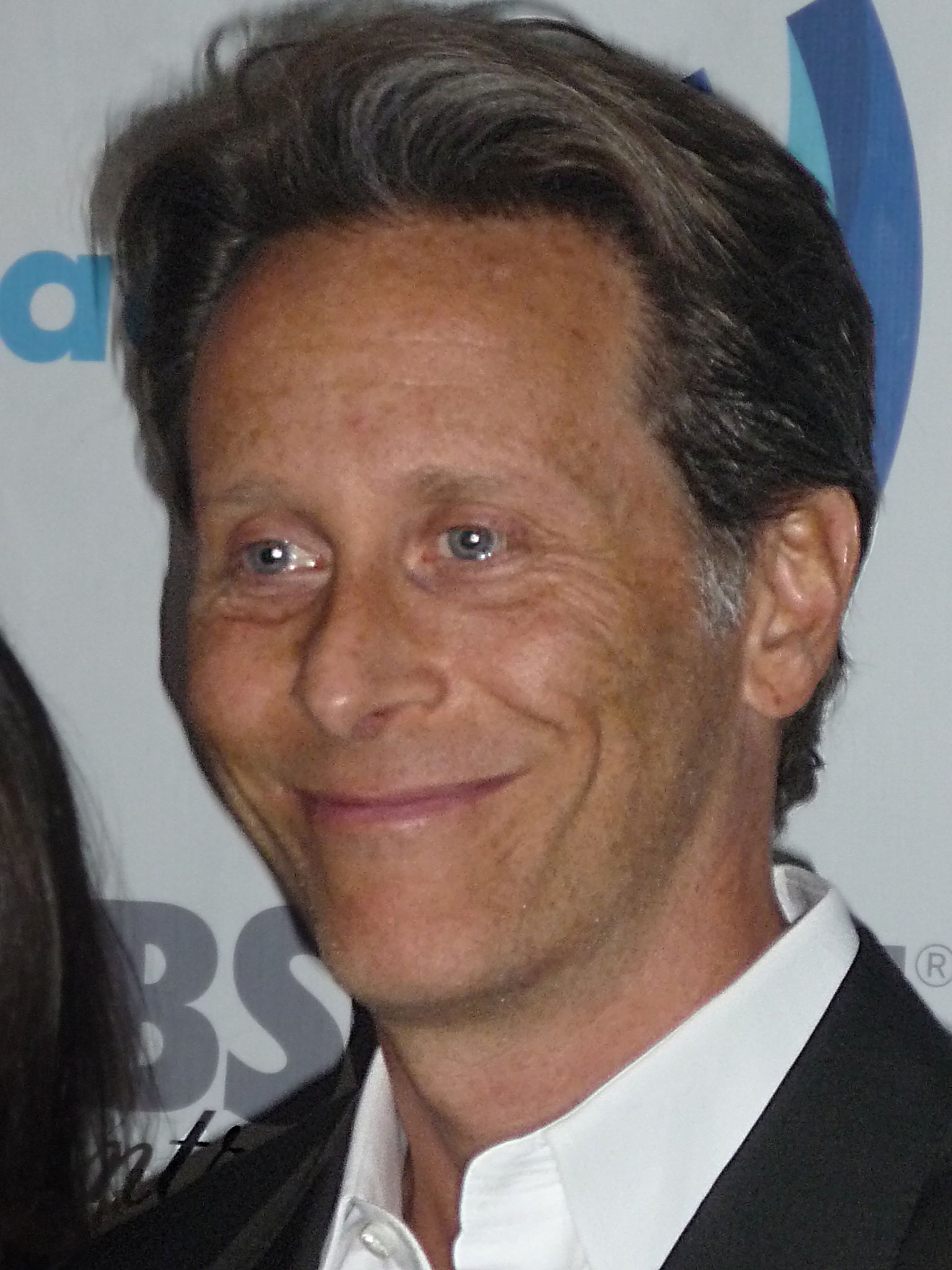
Steven Weber interpreta Jack Spencer
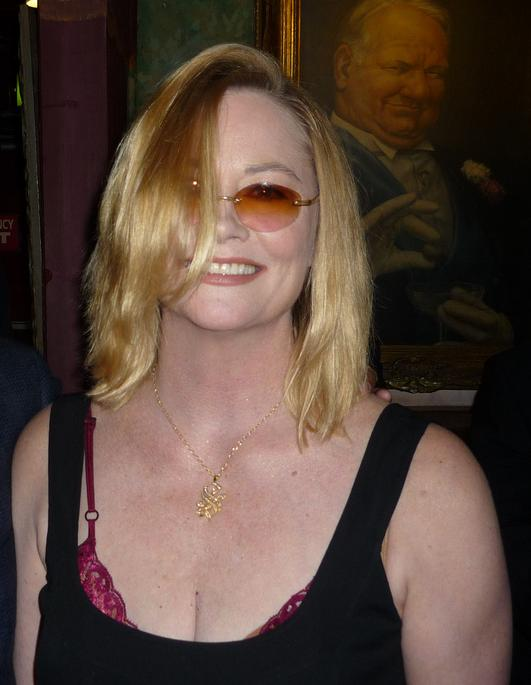
Cybill Shepherd interpreta Madeleine Spencer

### Famiglia Guster

#### Bill Guster
(Bill Guster)
William "Bill" Guster è l'iperprotettivo padre di Gus e Joy.
Bill è un membro importante della comunità religiosa di Santa Barbara e si presenta come l'opposto caratteriale del figlio, decisamente irresponsabile e inaffidabile ma con una grande capacità d'adattamento ed estremamente pieno di risorse; è un uomo forte, deciso e molto orgoglioso. Apparentemente lui e Winnie si sono sposati solo un anno dopo la nascita di Gus.
Lui e sua moglie compaiono per la prima volta nell'episodio Profumo d'omicidio quando invitano Henry e Shawn a cena a casa loro per Natale. Nell'episodio lui e la moglie vengono arrestati con l'accusa di omicidio nei confronti di un loro vicino di casa che aveva minacciato di rivelare una loro frode finanziaria avvenuta anni prima. Gus e Shawn riescono tuttavia a scagionarli e, in questa occasione, Bill si rende conto per la prima volta del grado di maturità raggiunto dal figlio.
Il signor Guster ricompare in seguito nell'episodio Liberate Babbo Natale, dove, sempre in occasione delle festività natalizie, invita Shawn, Gus e la figlia Joy a stare da lui e la moglie, la presenza del "sensitivo" tuttavia rivela nel giro di una giornata che Winnie ha perso tutti i loro risparmi per le feste giocando d'azzardo, Joy ha avuto una relazione con Shawn e lo stesso Bill ha perso il lavoro da mesi e ha fatto credere alla famiglia di averlo ancora fingendo perfino di dover lavorare tutta la notte mentre in realtà andava al cinema o al bar. Da queste rivelazioni emerge una lite furibonda fra i membri della famiglia Guster, che tuttavia si riappacificano nel giro di poche ore.
- È interpretato prima da Ernie Hudson[87] e poi Keith David[57], con la voce italiana di Stefano Mondini.

#### Winnie Guster
(Winnie Guster)
Winnifred "Winnie" Guster è la madre di Gus e Joy, iperprotettiva nei confronti del figlio.
Winnie è una donna forte e decisa che nonostante le facciate buoniste ha avuto diversi problemi di frode finanziaria e gioco d'azzardo. Apparentemente lei e Bill si sono sposati solo un anno dopo la nascita di Gus e, dato che Burt viene indicato come suo fratello il suo cognome parrebbe essere "Guster" anche da nubile.
Lei e suo marito compaiono per la prima volta nell'episodio Profumo d'omicidio quando invitano Henry e Shawn a cena a casa loro per Natale. Dimostra subito di non nutrire grande simpatia per Shawn, che considera un'influenza negativa per il figlio, e di non avere la benché minima fiducia sull'attività economica di Gus e sulla sua vita indipendente. Quando lei e il marito vengono arrestati con l'accusa di omicidio nei confronti di un loro vicino di casa che aveva minacciato di rivelare una loro frode finanziaria avvenuta anni prima, tuttavia, Gus e Shawn riescono a scagionarli guadagnandosi, in parte, il loro rispetto.
La signora Guster ricompare nell'episodio Liberate Babbo Natale, dove sempre in occasione delle festività natalizie invita Shawn, Gus e la figlia Joy a stare da lei e il marito. La presenza del "sensitivo" tuttavia rivela nel giro di una giornata che Bill Guster ha perso il lavoro da mesi, Winnie ha perso tutti i loro risparmi per le feste giocando d'azzardo e Joy ha avuto una relazione con Shawn. Da queste rivelazioni emerge una lite furibonda fra i membri della famiglia Guster, che tuttavia si riappacificano nel giro di poche ore.
Fa un'ultima apparizione nell'episodio Un incubo su una strada statale durante uno degli incubi del figlio.
- È interpretata da Phylicia Rashād, con la voce italiana di Anna Rita Pasanisi.

#### "Burt" Guster
Burton "Burt" Guster Sr. è il fratello maggiore di Winnie e lo zio di Gus e Joy.
L'uomo nutre un certo astio per il nipote perché si fa chiamare "Gus" piuttosto che "Burton", nome che lui porta con orgoglio. È un grande fan delle serie televisive poliziesche, di cui ha una vastissima conoscenza; inoltre, a causa di un disguido telefonico è convinto che sia Gus il sensitivo all'interno di Psych. Essendo accreditato come "Guster" viene fatto intendere fosse il cognome di Winnie anche da nubile.
Il personaggio compare unicamente nell'episodio Critiche avvelenate costringendo Shawn e Gus ad una rocambolesca messinscena volta a preservare le sue convinzioni sui "poteri" di quest'ultimo. Dopo aver assistito da vicino alla sua attività di detective, Burt si riconcilia col nipote comprendendo il bene che fa nel mondo.
- È interpretato da John Amos, con la voce italiana di Vittorio Di Prima.

#### Joy Guster
Josephine "Joy" Guster è la sorella minore di Gus, verso la quale egli è iperprotettivo.
Avvocatessa di fama internazionale, Joy viaggia spesso per il mondo per lavoro e, come suo padre Bill è una donna molto pratica e risoluta, motivo per il quale considerata maggiormente matura dai genitori rispetto al fratello. Lei e Shawn nutrono reciprocamente una forte attrazione fisica a lungo tenuta segreta ai familiari di lei.
Cresciuta insieme al fratello ed al suo migliore amico, Shawn, da bambina è stata spesso compagna di giochi dei due e vittima dei loro scherzi infantili. Col tempo ha finito per infatuarsi di Shawn, tanto che, nel 1995, dopo la partenza di Gus per il college, ha avuto una breve relazione con lui tenendola nascosta alla sua famiglia per paura della loro reazione.
Alla sua prima apparizione nell'episodio Liberate Babbo Natale, Joy e il "sensitivo" riaccendono brevemente la loro tresca ma vengono scoperti dai suoi familiari, fatto che, unito alla rivelazione che Bill ha perso il lavoro da mesi e Winnie tutti i loro risparmi per le feste giocando d'azzardo, causa una lite furibonda fra i membri della famiglia Guster, che tuttavia si riappacificano nel giro di poche ore.
- È interpretata da Faune A. Chambers, con la voce italiana di Letizia Ciampa.

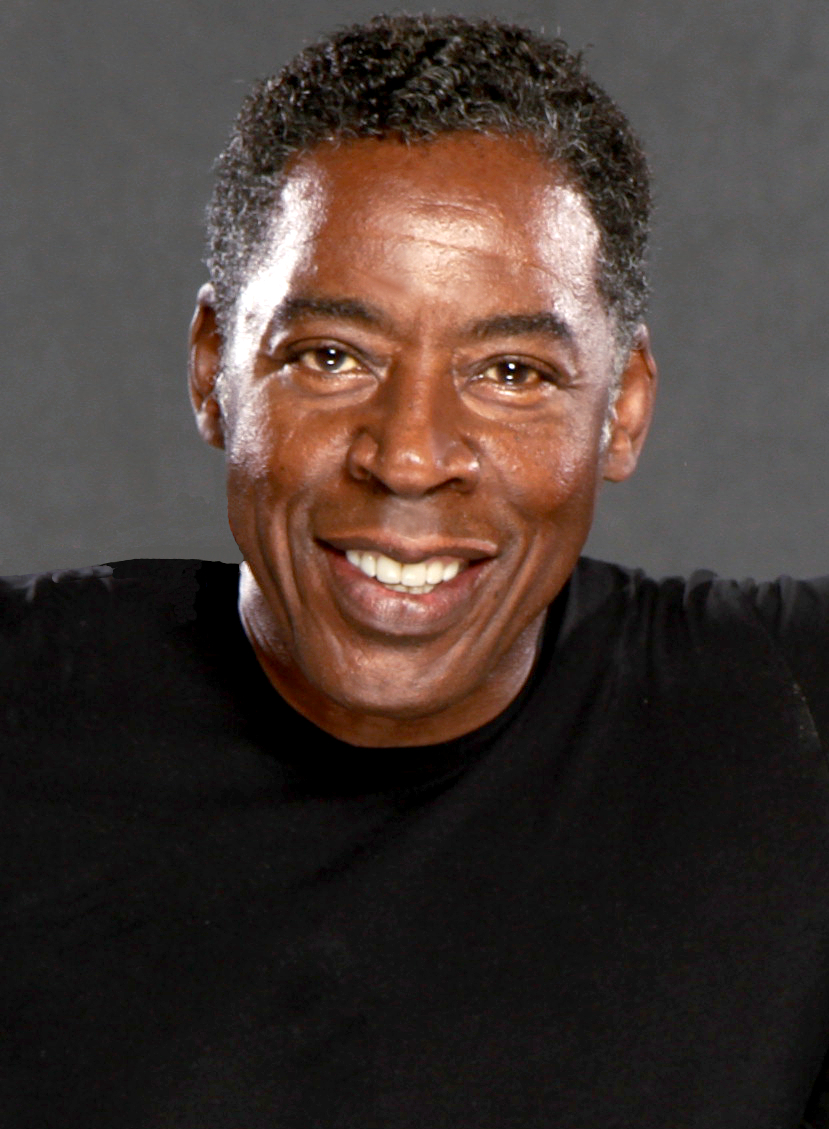
Ernie Hudson interpreta Bill Guster (st. 2)
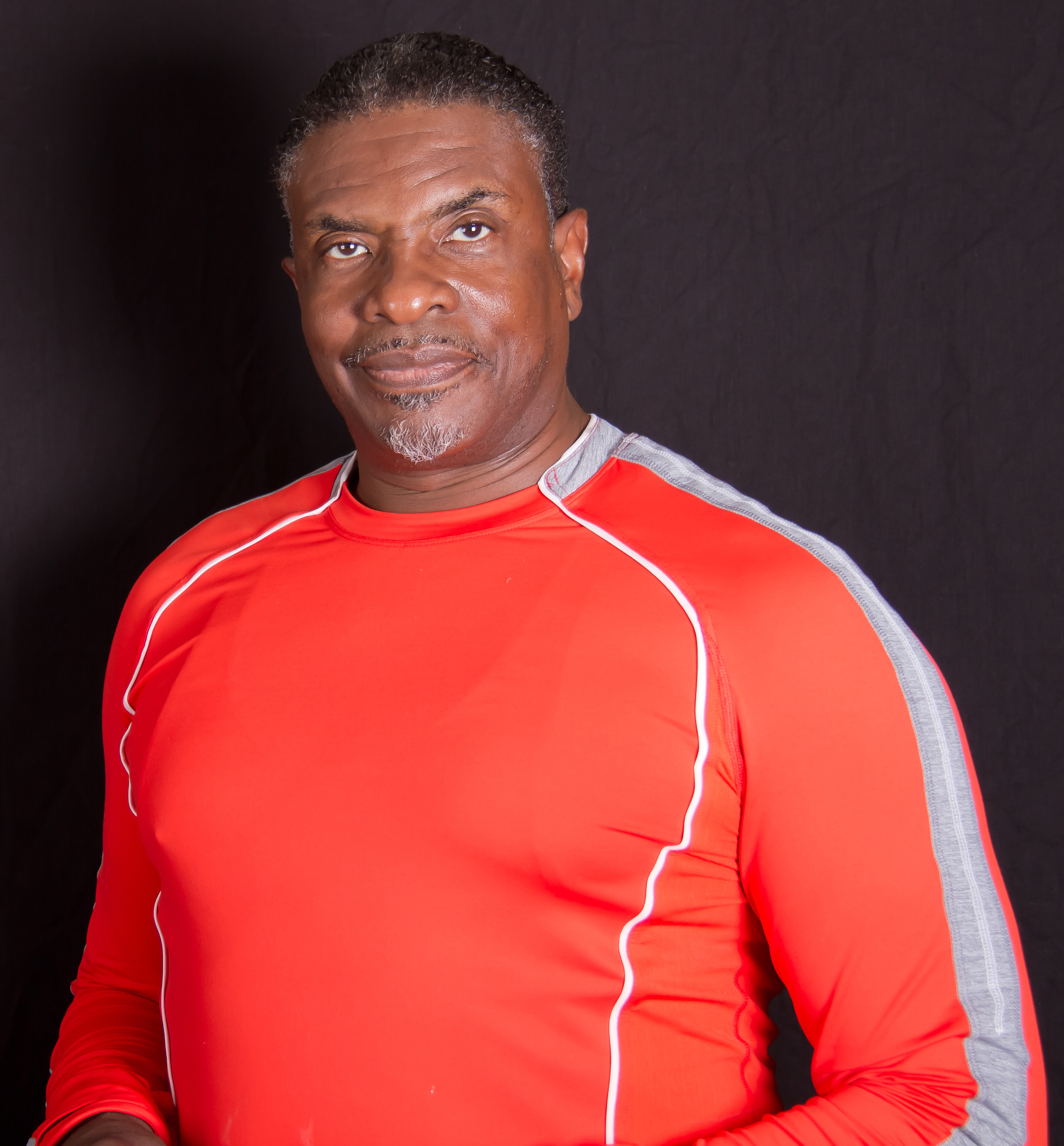
Keith David interpreta Bill Guster (st. 3)
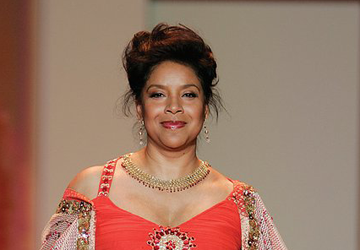
Phylicia Rashād interpreta Winnie Guster
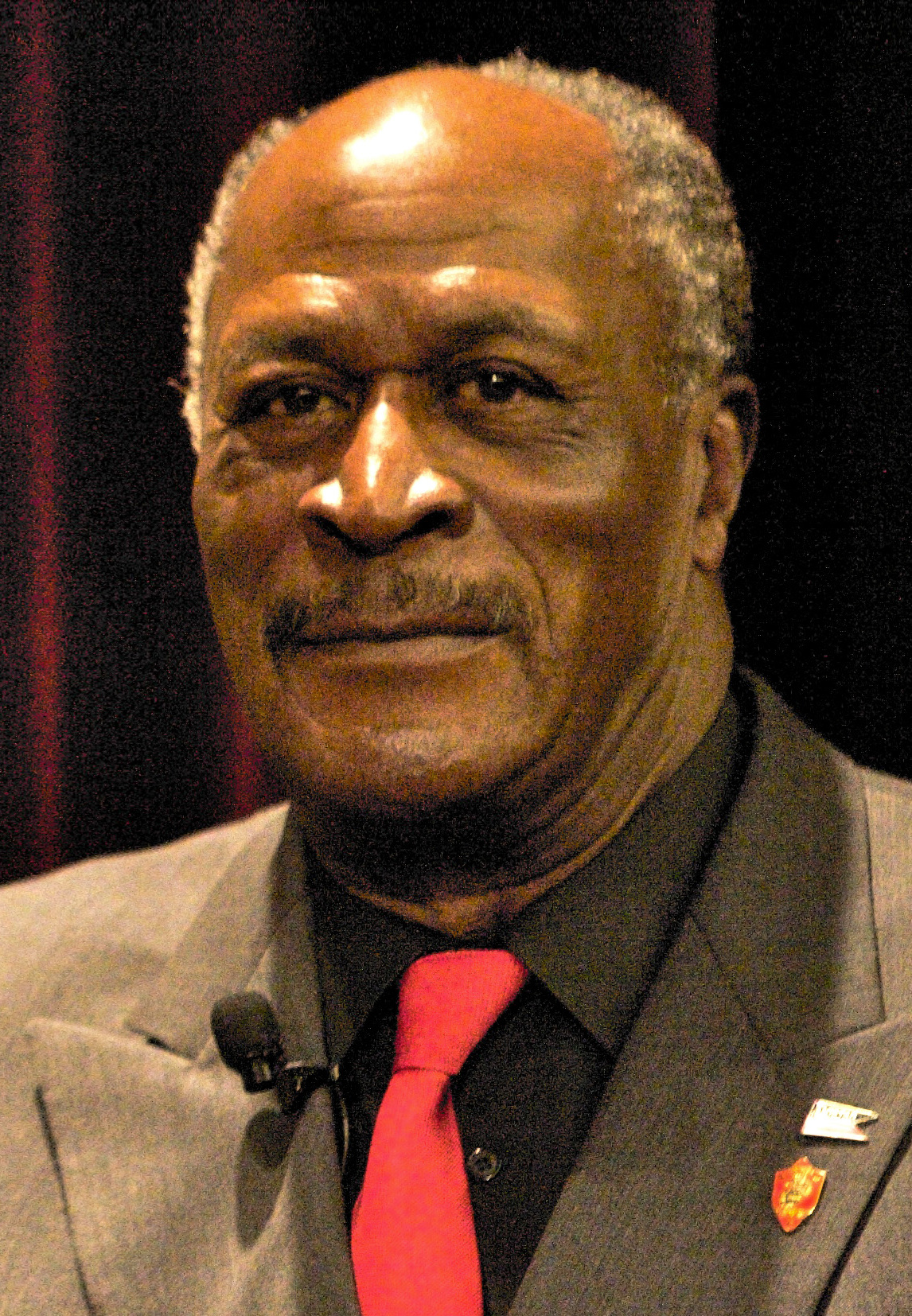
John Amos interpreta "Burt" Guster
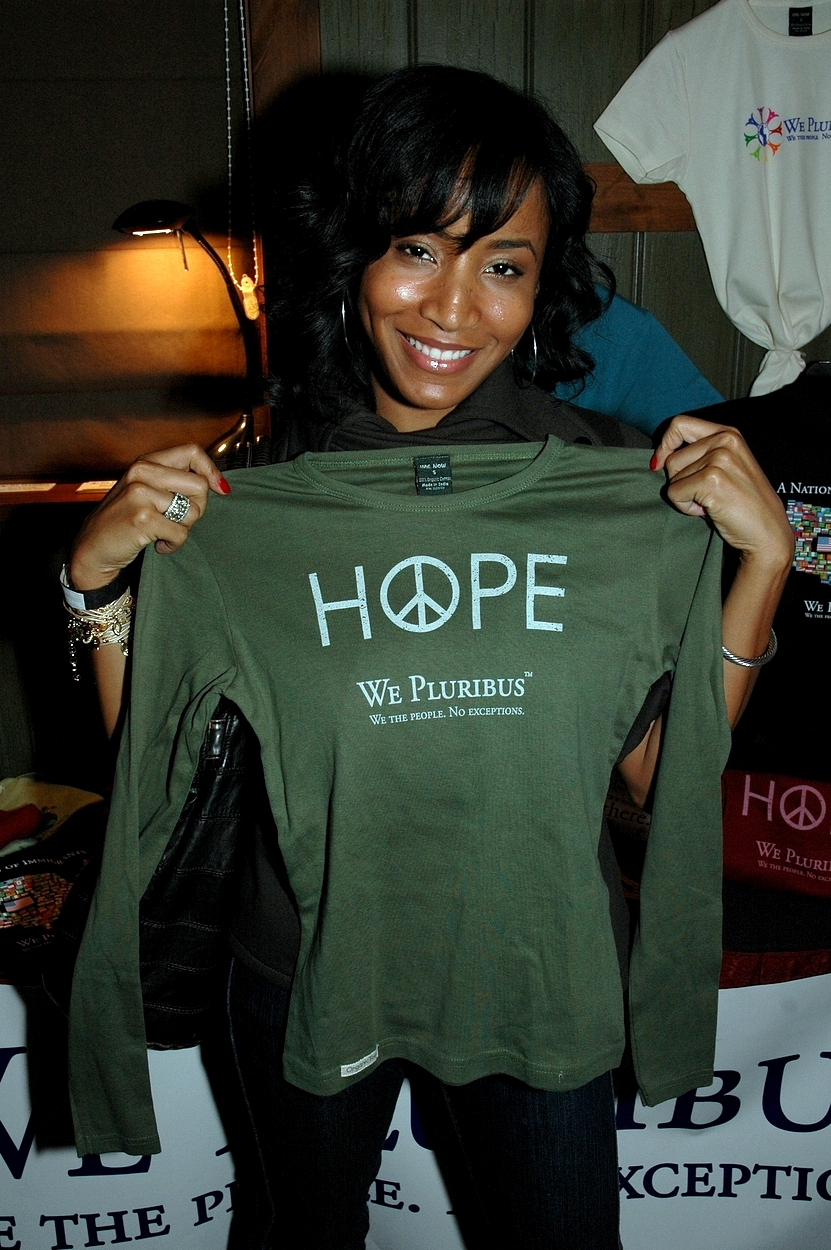
Faune A. Chambers interpreta Joy Guster

### Famiglia O'Hara

#### "Nonni" O'Hara
(Tipico intercalare degli aneddoti familiari di Jules)
I Nonni O'Hara sono i genitori di Frank O'Hara e i nonni di Jules e dei suoi fratelli. A dispetto del cognome irlandese essi sono originari delle isole Falkland emigrati negli Stati Uniti all'incirca negli anni quaranta.
Sebbene la loro unica apparizione avvenga in un breve cameo visivo nell'episodio Profumo d'omicidio, la nipote parla molto spesso di loro durante la serie. Gag ricorrente mostra Jules parlare della sua famiglia e venire interrotta dal disinteressato interlocutore, in genere Lassiter. Da tali aneddoti viene tuttavia rivelato che la nonna colleziona statuette dipinte a mano, le ha insegnato a cucire ed è un'ottima cuoca; mentre il nonno la portava di frequente a fare delle gite ed è un ex-militare o qualcosa di simile.

#### Frank O'Hara
(Jules a Frank)
Frank O'Hara è il padre di Jules e dei suoi fratelli. L'uomo è un truffatore carismatico e dall'intelligenza fina, che condivide molti aspetti caratteriali con Shawn ed ha trasmesso alla figlia l'innata abilità di simulazione.
A causa della sua immorale professione, lui e la moglie Maryanne hanno divorziato poco dopo la nascita dell'ultimogenita. La distanza dell'uomo ha logorato nel tempo il rapporto con la figlia, con cui perde quasi completamente i contatti circa nel 1996; tuttavia è stato presente di nascosto a tutti i momenti importanti della vita della ragazza, mantenendosi nell'ombra poiché convinto che la sua presenza rovinerebbe la "famiglia felice" costruita dall'ex-moglie col suo secondo matrimonio.
Nell'episodio Padre e figlia, in occasione del trentesimo compleanno di Jules, Shawn, convince Frank a ricucire i rapporti con lei. Recatosi a Santa Barbara, l'uomo ha dunque modo, dopo aver aiutato Psych e la polizia ad arrestare una banda di rapinatori, di chiarirsi con la figlia e riavvicinarlesi dopo oltre quindici anni.
Dopo un viaggio in Tanzania per una truffa a discapito di una popolazione indigena, nell'episodio Trappola per Lassie, Frank fa ritorno a Santa Barbara su richiesta di Shawn, il quale gli chiede la mano di sua figlia qualora in un prossimo futuro decidesse di farle la proposta di matrimonio. Il truffatore dichiara che d'essere incerto poiché, pur andandogli a genio Shawn, esso rimane un uomo troppo simile a lui, mentre il sogno di Frank è che Jules sposi un uomo onesto.
- È interpretato da William Shatner, con la voce italiana di Michele Kalamera.

#### Maryanne O'Hara
Maryanne Bates, coniugata French (in precedenza O'Hara) è l'ex-moglie di Frank O'Hara e madre di Jules e dei suoi fratelli. Contraddistinta, a detta della figlia, da una pessima fortuna in fatto di uomini.
La donna all'incirca sul finire degli anni settanta ha sposato il truffatore Frank O'Hara; scoperta la professione da questi svolta tuttavia, il matrimonio con esso termina poco dopo la nascita della figlia ultimogenita. In seguito si risposa con Lloyd French, che si rivela un patrigno amorevole per i suoi figli, tanto che questi arrivano a considerarlo come fosse loro padre biologico.
Dopo una fugace apparizione nel flashback iniziale dell'episodio Padre e figlia, Maryanne fa il suo debutto ufficiale nell'episodio Trasferta in Messico presentandosi, assieme al secondo marito, alla festa d'inaugurazione per la nuova casa di Shawn e Jules. Nonostante le peripezie svolte da Lloyd in Messico costringano Psych ed il dipartimento di polizia ad inseguirlo oltre frontiera; Jules decide di chiudere un occhio e non rivelare nulla alla madre poiché convinta dei sentimenti che il patrigno prova per lei.
- È interpretata da Tanya Hubbard (da giovane[50]) e Susan Hogan (nel presente[13]), con la voce italiana di Alessandra Korompay.

#### Lloyd French
(Lloyd)
Lloyd French è il patrigno di Jules e dei suoi fratelli. Uomo distinto, sempre ben vestito e contraddistinto da una inverosimile pacatezza, Lloyd appare in un perenne stato di atarassia ed è completamente sprovvisto di qualsivoglia inibizione dovuta alla paura, motivo per il quale finisce spesso per mettersi in numerose situazioni spiacevoli.
Per via del suo scapestrato carattere nel corso della sua vita ha accumulato numerosi debiti di gioco ed una pessima reputazione in Messico e a Las Vegas. Circa nella seconda metà degli anni ottanta, l'uomo diventa il secondo marito di Maryanne e decide di cambiare vita divenendo tanto amato dai figli di questa che inizieranno a considerarlo come fosse loro padre biologico.
Le rivelazioni fatte su Frank O'Hara nell'episodio Padre e figlia, in contrasto con l'immagine di "famiglia felice" che è sempre stata data degli O'Hara nella serie, sembrano indicare che riferendosi a "suo padre" negli altri episodi, Jules parlasse in realtà di Lloyd.
Nell'episodio Trasferta in Messico compare ufficialmente, al fianco della moglie, alla festa d'inaugurazione per la nuova casa di Shawn e Jules. Il "sensitivo", colpito positivamente dall'uomo, convince Henry a passarci una giornata insieme nella speranza che possano diventare amici. Ironia della sorte, nella medesima giornata Lloyd decide di intraprendere un viaggio fino in Messico per estinguere il suo ultimo debito di gioco, trascinando l'ex-detective in una serie di rocambolesche avventure che li porta a smascherare un poliziotto corrotto ed arrestare un noto falsario messicano, finendo con l'affezionarsi profondamente l'un l'altro.
- È interpretato da Jeffrey Tambor, con la voce italiana di Renato Cecchetto.

#### Ewan O'Hara
Ewan O'Hara è il fratello maggiore di Jules; agente segreto governativo finemente addestrato e disposto a tutto per salvaguardare la sua patria e l'esercito in cui serve.
Figlio primogenito di Frank e Maryanne O'Hara, è stato considerato un eroe dalla sorella fin da bambina in quanto l'ha aiutata ad avere progressivamente sempre più fiducia in sé stessa fino a darle il coraggio di entrare nelle forze dell'ordine. Ewan, arruolatosi nell'esercito in giovane età, è divenuto in breve tempo un soldato d'élite al servizio diretto del Presidente degli Stati Uniti ed alcuni organi interni alla Casa Bianca, nonché un personaggio parecchio famoso nell'ambiente spionistico mondiale.
La sua prima apparizione avviene nell'episodio La piastrina di riconoscimento, dove per eseguire degli ordini datigli dai superiori tenta di uccidere un soldato disertore di stanza a Santa Barbara; evento che costringe Jules ad arrestarlo nonostante l'affetto provato per lui.
Ewan scampa tuttavia alla prigione in quanto fatto sparire poco dopo dai suoi superiori.
- È interpretato da John Cena, con la voce italiana di Andrea Ward.

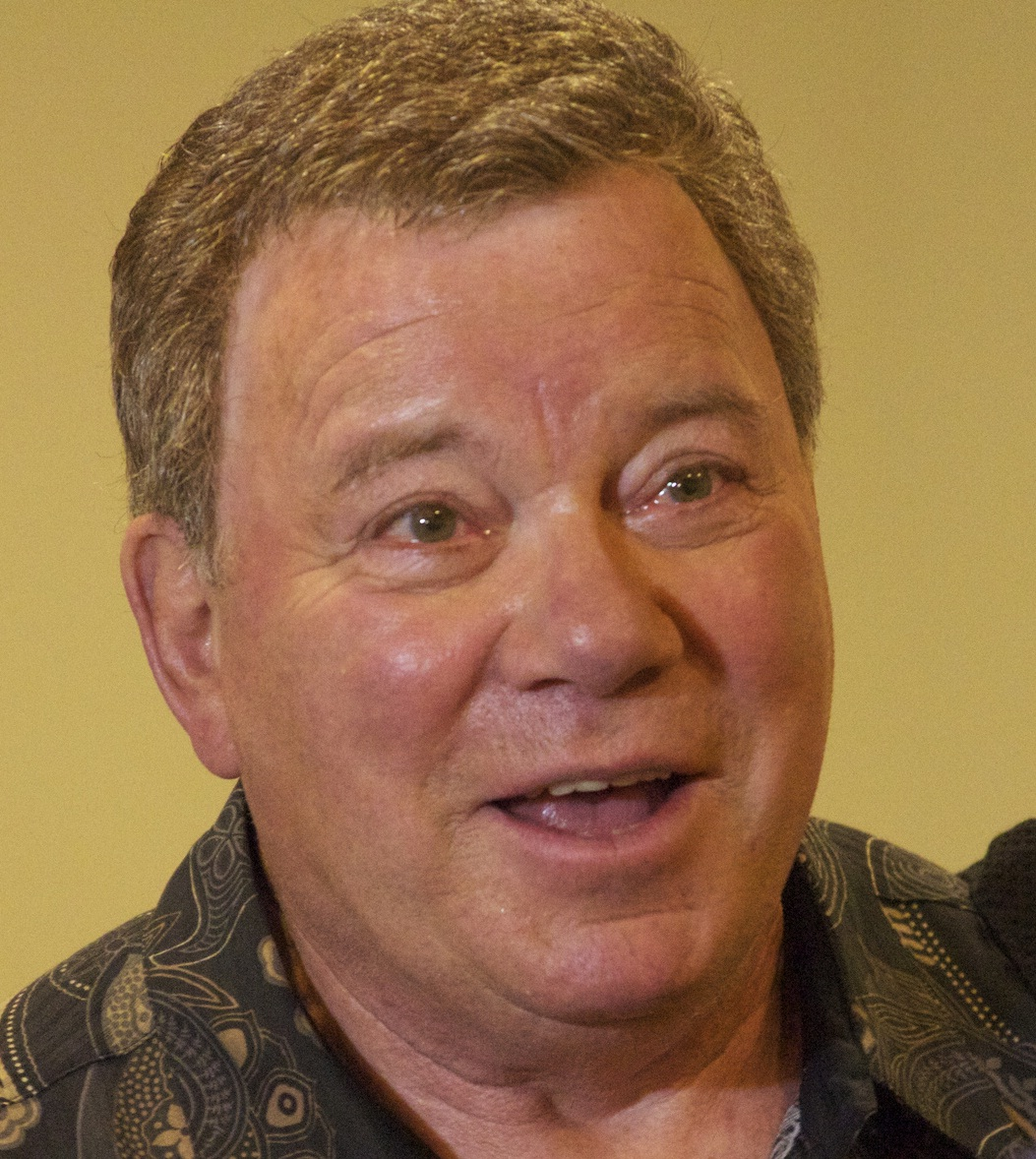
William Shatner interpreta Frank O'Hara
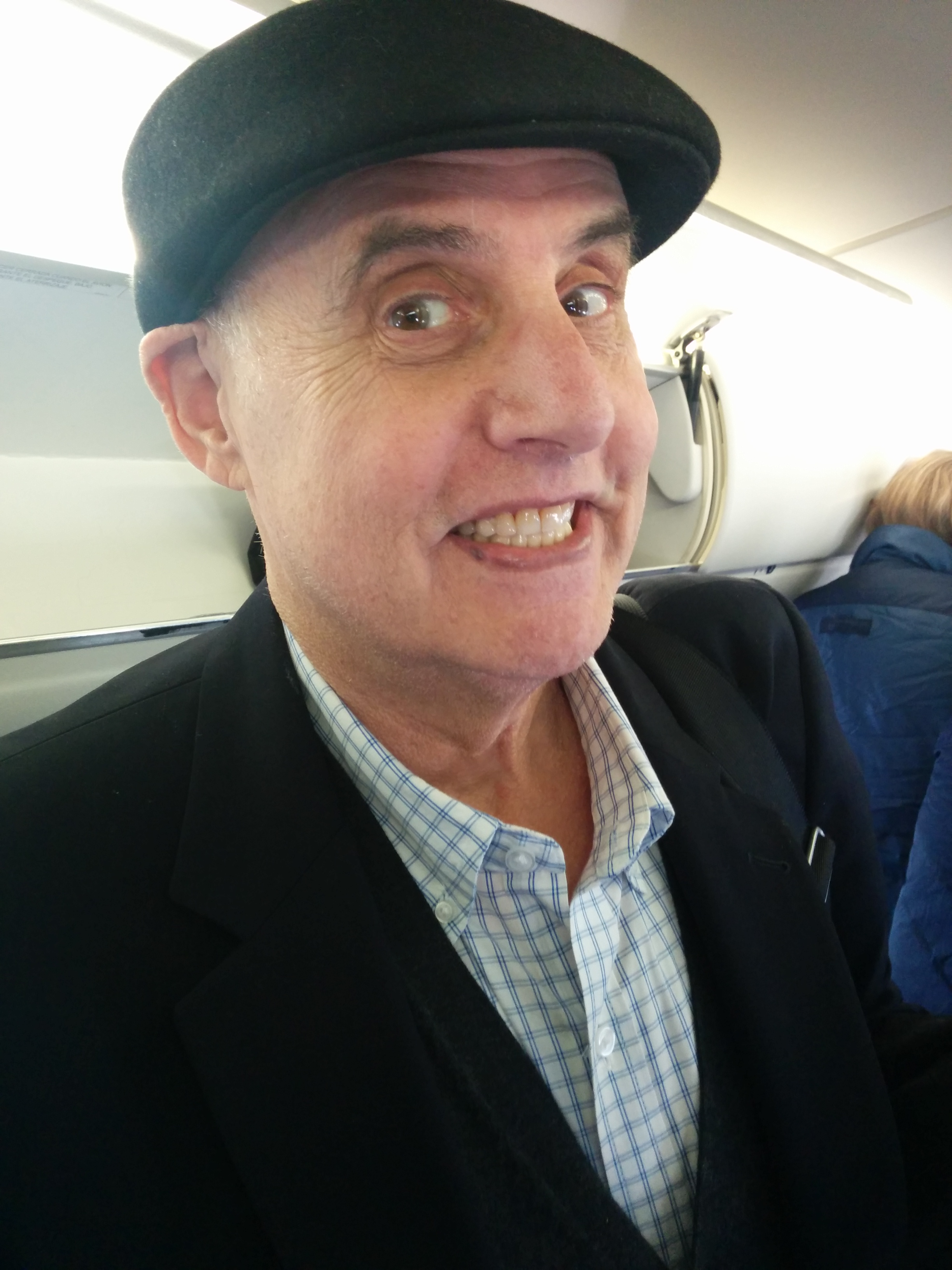
Jeffrey Tambor interpreta Lloyd French
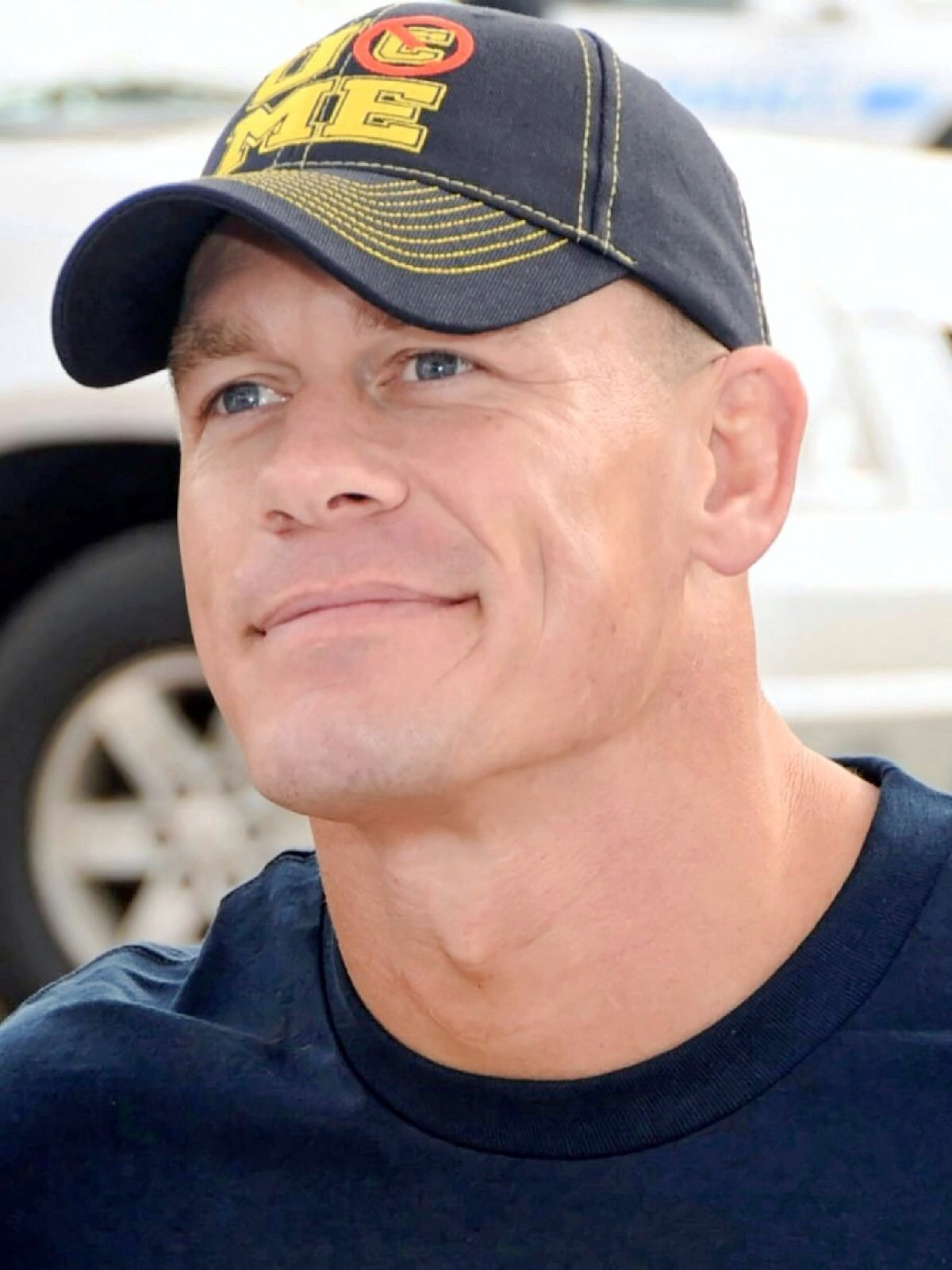
John Cena interpreta Ewan O'Hara

### Famiglia Lassiter

#### Colonnello Lassiter
Muscum T. Lassiter, è il trisavolo di Lassiter, colonnello ed eroe della Guerra Civile Americana a capo di una divisione dell'esercito nordista degli Stati Uniti d'America. L'uomo ha una grande somiglianza fisica con il bis-bis-bisnipote, motivo per il quale questi cresce idolatrando la sua leggenda e, raggiunta l'età adulta, prende parte a più rievocazioi storiche del periodo impersonando l'antenato.
Omundson ha vestito i panni del personaggio in due occasioni nel corso della serie: la prima durante una rievocazione storica nell'episodio I guerrieri del fine settimana, e la seconda come doppelgänger di Lassiter nell'universo parallelo immaginato da Shawn in Viaggio introspettivo.

#### "Mamma" Lassiter
Mona Lassiter è la severa, autoritaria e a lungo innominata madre di Lassiter, responsabile di molti traumi infantili dell'uomo e persona verso cui egli nutre maggior risentimento.
Essa non ha mai prestato particolari attenzioni al figlio; affidando la sua educazione ad un rigido istituto di suore e lasciandolo ogni fine settimana al villaggio turistico di Old Sonora; in risposta di ciò è stata tenuta da Lassiter all'oscuro perfino del suo divorzio. Oltre a Carlton, la donna ha un altro figlio forse residente in Sud America; ed una giovanissima figlia, Lauren, ma non è dato sapere quali siano i suoi rapporti con il padre dei tre, né se questi sia ancora vivo. Nell'episodio Una vampira... molto poco vampira, viene rivelato che dai tempi in cui il figlio è andato al college, la donna porta avanti una relazione lesbica con una donna di colore di nome Althea.
La sua prima apparizione avviene nell'episodio Doppia coppia, dove, in un comico scambio di battute al telefono con Jules viene a sapere della separazione del figlio dall'ignara detective. In seguito menzionata più volte, fa un'unica seconda apparizione diretta, nell'episodio Il grande giorno, al fianco della sua compagna, in occasione delle nozze di Carlton e Marlowe.
- È interpretata da Debra Mooney, con la voce italiana di Rosalba Bongiovanni.

#### Lauren Lassiter
(Lassiter parlando della sorella)
Lauren "Lulu" Lassiter è la sorella minore di Lassiter, unica nella famiglia con cui egli ha un buon rapporto.
Ultimogenita di una famiglia disfunzionale, Lauren non ha avuto un'infanzia facile e da bambina è stata un vero e proprio "maschiaccio"; motivo per cui il fratello l'ha soprannominata "Lulu", diminutivo di "Lewis". Fin da giovanissimi lei e Carlton sono sempre stati estremamente uniti e Lauren si è sempre dimostrata la sola parente dell'uomo ad essere fiera di lui e del suo lavoro. Autentico genio delle riprese cinematografiche, Lauren, crescendo, diviene una studentessa di regia presso l'Università della California.
Nell'episodio Delitto allo zoo, alla sua prima apparizione, realizza un documentario sull'attività del Dipartimento di Polizia di Santa Barbara durante il quale sviluppa una grande ammirazione per Shawn, Gus ed il loro modo di svolgere le indagini; senza però che questo comprometta la stima nutrita per il fratello.
- È interpretata da April Bowlby, con la voce italiana di Valentina Mari.

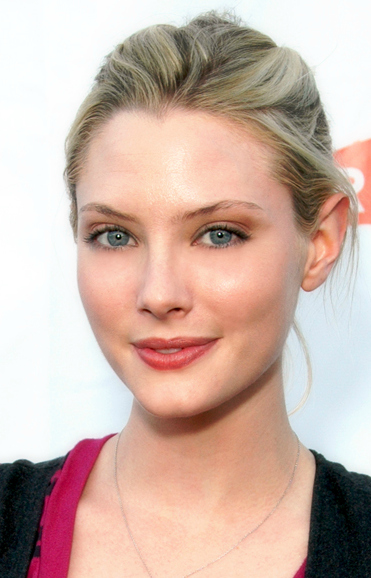
April Bowlby interpreta Lauren Lassiter

## Altri personaggi

### Lucinda Barry
Lucinda Barry è la precedente partner e amante di Lassiter, il quale la chiama affettuosamente "Lucille". Quando Shawn rivela della relazione tra i due lei si fa trasferire in un altro dipartimento per salvaguardare l'integrità professionale ed anche per questo Lassiter inizia a portare rancore verso di Shawn. Viene in seguito rimpiazzata da Juliet O'Hara.
Nell'episodio Il trafficante d'armi, al poligono di tiro frequentato da Lassiter si può notare una targa dedicata "alla memoria di Lucinda Barry" implicando sia deceduta nel corso della serie.
- È interpretata da Anne Dudek, con la voce italiana di Chiara Gioncardi.

### Agente Allen
Martha Allen è un agente di polizia con un ruolo d'ufficio profondamente ossessionata da chiromanti, chiaroveggenti, sensitivi e tutto ciò che è legato al paranormale a causa della morte di sua nonna; motivo per il quale si convince pressoché subito dei poteri extrasensoriali di Shawn, il quale si serve di tale convinzione per estorcerle informazioni sottobanco.
La sua ultima apparizione avviene nell'episodio Cercasi defunto, dopodiché non è più stata vista ne menzionata.
- È interpretata da Patricia Idlette, con la voce italiana di Antonella Baldini.

### Adam Hornstock
Adam Hornstock è un giovane avvocato della difesa associato al prestigioso studio legale Hornstock, Hornstock, Biederman & Hornstock; i cui soci anziani sono suo nonno, suo padre, suo fratello maggiore e sua sorella col cognome da sposata. A differenza dei familiari però, Adam è un difensore legale imbranato e dotato di scarsa autostima, motivo per il quale lo studio non crede in lui e gli assegna solo casi persi.
Nell'episodio Delitto tra le nuvole, Shawn e Gus lo assistono in un processo permettendogli di vincere e riscattarsi agli occhi dei parenti divenendo a sua volta socio dello studio, ribattezzato: Hornstock, Hornstock, Hornstock, Biederman & Hornstock.
In Guida Psych alla lotta al crimine per totali incapaci viene rivelato sia diventato il consulente legale dell'agenzia investigativa.
Fa una seconda apparizione nell'episodio remake del suo esordio: Previsioni mortali.
- È interpretato da Michael Weston, con la voce italiana di Fabrizio Manfredi

### Mira Gaffney
Mira Gaffney è l'ex-moglie di Gus; ragazza scapestrata figlia di una coppia di ricchi imprenditori vinicoli portoghesi: David e Phylis Gaffney. Lei e Gus si conoscono in Messico nel 1997 e, dopo essersi ubriacati finiscono per passare la notte insieme e firmare i moduli di un matrimonio civile che, tuttavia, non funziona, tanto che i due hanno interrotto i contatti circa nel 2002, senza però stipulare un regolare divorzio.
I due si rincontrano a metà del 2008, nell'episodio Per amore di Mira, ed in comune accordo annullano ufficialmente il loro matrimonio per via dell'intenzione della donna di risposarsi.
- È interpretata da Kerry Washington, con la voce italiana di Laura Latini.

### Victoria Parker
Victoria Parker è l'ex-moglie di Lassiter, dalla quale l'uomo si separa due anni prima dell'inizio della serie, apparentemente per l'accusa immotivata da parte di lei che Lassiter non desiderasse diventare padre; tuttavia più avanti viene rivelato che fu la corazza erta dall'uomo attorno ai propri sentimenti a minare il loro rapporto.
Durante le prime stagioni Lassiter prova in tutti i modi a riconciliarsi con la consorte; alla fine della terza stagione però, dopo un'ultima cena con la donna, si arrende a firmarle i documenti per il divorzio. Al momento della separazione Victoria gli confessa che, nonostante tutto ciò che è capitato tra di loro, non smetterà mai di amarlo.
- È interpretata da Justine Bateman, con la voce italiana di Sabrina Duranti.

### Irving Parker
Irving Parker è l'ex-suocero di Lassiter, da sempre denigratore del matrimonio tra questi e la figlia Victoria. Ricco e borioso imprenditore industriale impegnato nel settore tessile nonché membro di una prestigiosa loggia massonica; Irving è un cittadino estremamente rispettato dalla comunità nonostante il carattere scontroso. Tratta il genero con disprezzo e sufficienza ma, ironicamente, dopo che quest'ultimo si separa da sua figlia, inizia ad andarci d'accordo.
Stando a quanto rivelato nel blog di Lassiter, Irving ha anche un figlio di nome Raul Parker, il quale gli ha dato un nipote, Peter Parker.
- È interpretato da Philip Baker Hall, con la voce italiana di Bruno Alessandro.

### Caporale Mackintosh
Robert Mackintosh è il caporale canadese che Shawn e Gus incontrano a Vancouver, nell'episodio Il furto della corona, durante la caccia a Despereaux, di indole buona e gentile, Robert si mette nei guai per aver aiutato i due americani e finisce per perdere il posto, fortunatamente viene riassunto dopo aver contribuito alla cattura del ladro.
Riappare nell'episodio Il ladro gentiluomo, dove aiuta ancora una volta il "sensitivo" ed il suo assistente ad indagare sulla fuga di Despereaux.
- È interpretato da Peter Oldring, con la voce italiana di Corrado Conforti.

### Commissario Dykstra
Edward "Ed" Dykstra è il commissario della polizia di Vancouver, la sua prima apparizione avviene nell'episodio Il furto della corona, quando Shawn e Gus si mettono sulle tracce di Despereaux. Una gag ricorrente della serie negli episodi ambientati in Canada è l'ironia sull'eccessivo buonismo dei canadesi, poliziotti compresi, paradossalmente Dykstra si pone però come l'unica eccezione; mostrandosi subito come burbero ed incompassionevole.
Riappare nell'episodio Il ladro gentiluomo, dove supervisiona nuovamente la caccia di Psych all'evaso Despereaux.
- È interpretato da Ed Lauter, con la voce italiana di Vittorio Di Prima.

### Padre Westley
Padre Peter Westley è il reverendo della parrocchia in cui andavano Gus e Shawn da bambini. In passato è stato un esorcista ed ha avuto diversi contrasti con Shawn e la sua mancanza di fede. Negli anni mantiene uno stretto rapporto con Gus, che rimane un suo parrocchiano, mentre Shawn si ricongiunge a lui ed alla fede solo nella quarta stagione dopo l'episodio Possessione indotta.
Padre Westley ricompare una seconda volta nell'episodio Una cittadina vecchio stampo, dove aiuta i due investigatori a sciogliere i segreti di Dual Spires. Successivamente viene menzionato in più occasioni.
- È interpretato da Ray Wise, con la voce italiana di Emilio Cappuccio.

### Tony
Anthony "Tony" Clemon è un ex-compagno di college di Gus, che assieme a questi e ad altri due amici, Joon e Diddle, costituiva il gruppo dei Blackapella, un quartetto di canto a cappella che negli anni novanta si è esibito in numerosi spettacoli. Sfortunatamente sia Tony che Joon, con la scusa che fosse una groupie, sono andati a letto con una ragazza di cui Gus era innamorato, cosa che ha provocato la rottura della loro amicizia e lo scioglimento del gruppo.
Dopo l'omicidio di Diddle, nell'episodio Addio gioventù, gli altri tre componenti del gruppo si riuniscono per scovare il colpevole e si riappacificano, anche grazie all'aiuto di Shawn, che ne diventa membro onorario.
Successivamente il personaggio ricompare nell'episodio Lotta alle gang, per uno spettacolo alla festa di un ente benefico assieme a Gus e a Shawn, mentre Joon, che non ha potuto presenziare, viene rimpiazzato dal fratello di Tony: Drake Clemon.
- È interpretato da Jaleel White, con la voce italiana di Nanni Baldini.

### Gina Repach
Gina Repach è una ex-ragazza di Shawn con cui è uscito un paio di volte, salvo poi lasciarla per la sua continua tendenza a riferirsi a sé stessa in terza persona. È egocentrica e a tratti psicotica. Le sue apparizioni sono prettamente gag comiche in cui Shawn sbaglia a fare il numero di telefono di Gus e si trova a parlare con lei.
Nell'episodio La lista d'attesa lei e Shawn escono insieme una terza volta poiché il ragazzo non riesce a trovare un'accompagnatrice per il matrimonio di un amico; tuttavia per lui si rivela un'esperienza quasi traumatica.
- È interpretata da Sarah Edmondson, con la voce italiana di Beatrice Margiotti.

### Ken
Kenneth "Ken" Wong è un ragazzo che risponde alla domanda di assunzione di Shawn e Gus quando questi cercano un assistente, tuttavia viene licenziato dopo soli quattro giorni nonostante la sua efficienza poiché il "sensitivo" desiderava una ragazza al suo posto. Dopo il suo licenziamento i due non solo non gli pagano quanto dovuto per il suo lavoro, ma si approfittano di lui in più occasioni per farsi aiutare nelle indagini gratis.
Ken è di origine cinese ma per sua stessa ammissione ne conosce solo nove parole, tre delle quali numeri. In sua presenza Shawn fa continue battute a stampo razzista involontarie che il ragazzo puntualmente sopporta in silenzio. In Hashtag Killer viene rivelato che, in passato, il ragazzo ha avuto una breve relazione con Jules.
- È interpretato da Jerry Shea, con la voce italiana di Andrea Mete.

### Chelsea
Chelsea è una giovane ed instabile donna con tendenze gerontofile caratterizzata da una risata acuta e stridula. La sua prima apparizione avviene nell'episodio Un weekend da adulti, dove Henry le chiede il numero di telefono per dimostrare a Gus e Lassiter di saperci ancora fare con le donne. A partire dal giorno seguente la ragazza inizia a perseguitarlo come una stalker e ne diviene ossessionata al punto da costringerlo a cambiare il suo numero.
Riappare successivamente nell'episodio Il trafficante d'armi, quando si autoassegna l'incarico di infermiera di Henry dopo l'attentato di Carp. Non appena l'uomo viene liberato dai tubi che gli impediscono di parlare chiarisce di non volere più avere nulla a che fare con la ragazza; tali dichiarazioni, tuttavia, sembrano non sortire alcun effetto.
- È interpretata da Arden Myrin, con la voce italiana di Claudia Razzi.

### Jack Atwater
Jack Atwater è un detective pensionato del Dipartimento di Polizia di Santa Barbara che, negli anni settanta, lavorava abitualmente in squadra con Lou Gamble, Jerry Carp ed Henry Spencer; instaurando negli anni anche un solido rapporto d'amicizia con essi. In realtà Jerry, Jack e Lou, erano corrotti da un miliardario locale per il quale hanno coperto diverse attività criminali.
Quando, nell'episodio La verità è un fardello pesante, viene riaperto un caso vecchio di vent'anni Jack, al fine di coprire il suo coinvolgimento tenta, tramite minacce telefoniche, di convincere Shawn a richiuderlo ma viene scoperto ed arrestato.
Successivamente, nell'episodio Il trafficante d'armi, dopo che Jerry spara ad Henry ed entra in latitanza; Shawn nel tentativo di rintracciarlo interroga Jack promettendogli uno sconto di pena ma, prima che questi possa parlare, viene ucciso da un cecchino al soldo dell'ex-collega.
- È interpretato da Jerry Wasserman, con la voce italiana di Ennio Coltorti.

### Jerry Carp
Jerome "Jerry" Carp è un detective pensionato del Dipartimento di Polizia di Santa Barbara che, negli anni settanta, lavorava abitualmente in squadra con Lou Gamble, Jack Atwater ed Henry Spencer; instaurando negli anni anche un solido rapporto d'amicizia con essi. In realtà Jerry, Jack e Lou, erano corrotti da un miliardario locale per il quale hanno coperto diverse attività criminali.
Quando, nell'episodio La verità è un fardello pesante, Henry riapre un caso vecchio di vent'anni scoprendo della corruzione di Jack e Lou, si reca da Jerry per rivelargli la verità sui due compagni e finisce per scoprire anche del suo coinvolgimento. Al fine di mettere a tacere il vecchio amico, Jerry gli spara un colpo di pistola in piano petto.
Colto in flagrante da Shawn, nell'episodio Il trafficante d'armi, Jerry entra in latitanza grazie all'appoggio di alcuni trafficanti d'armi suoi complici; tuttavia il "sensitivo" gli dà la caccia per vendicare il padre, fortunosamente sopravvissuto. Al momento del confronto finale, Jerry riesce ad impugnare la sua arma e puntarla a Shawn ma, prima che possa premere il grilletto, viene freddato con un colpo di pistola al cuore da Jules.
- È interpretato da Max Gail, con la voce italiana di Gerolamo Alchieri.

### Tom Swaggerty
Thomas "Tom" Swaggerty è l'azionista di maggioranza dell'impresa edile Pacific Acquisitions, nonché assessore comunale di Santa Barbara. Nonostante nel privato sia un uomo burbero e indisponente, un marito infedele ed un padre distante, egli possiede un grande senso civico e si rivela un politico efficiente e incorruttibile.
Nell'episodio Candidato a sorpresa, dopo la morte, apparentemente accidentale, del sindaco, Swaggerty si appresta a succedergli come da legge ma Shawn, convintosi abbia assassinato il suo predecessore, verso cui era noto non nutrisse simpatia, decide di concorrere con lui alla poltrona di primo cittadino per avere il tempo di trovare prove a sostegno della sua tesi. Resosi conto dell'effettiva innocenza ed abilità politica di Swaggerty tuttavia, il "sensitivo" decide di ritirarsi e lasciargli il posto.
La sua elezione è molto importante per l'economia narrativa in quanto è lui che, nell'episodio Non fidatevi di lui, come prima riforma verso il dipartimento di polizia incarica Harris Trout di valutarne l'efficienza e ricostituirlo di conseguenza.
Ricompare in seguito nell'episodio Odissea sensitiva dove, per valutare se Lassiter sia o meno degno del ruolo di capo della polizia lasciato vacante dalla Vick, gli impone di risolvere il caso dell'omicidio di suo zio Archie Baxter, rimasto irrisolto dal 1967. In seguito al successo dell'uomo nell'impresa, Swaggerty lo assegna all'agognato posto.
- È interpretato da John Kapelos, con la voce italiana di Vittorio Di Prima.

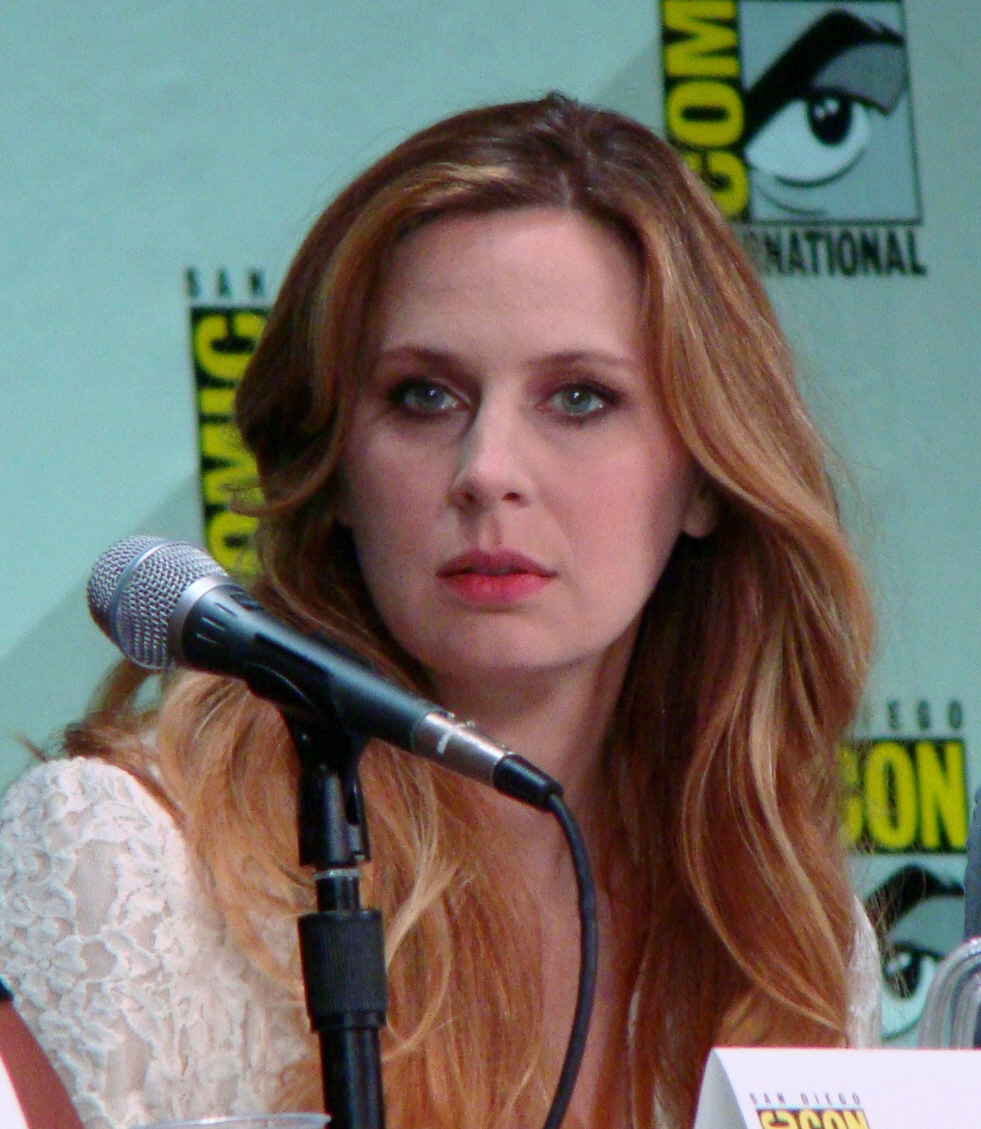
Anne Dudek interpreta Lucinda Barry
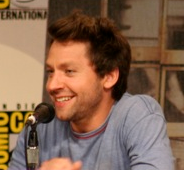
Michael Weston interpreta Adam Hornstock
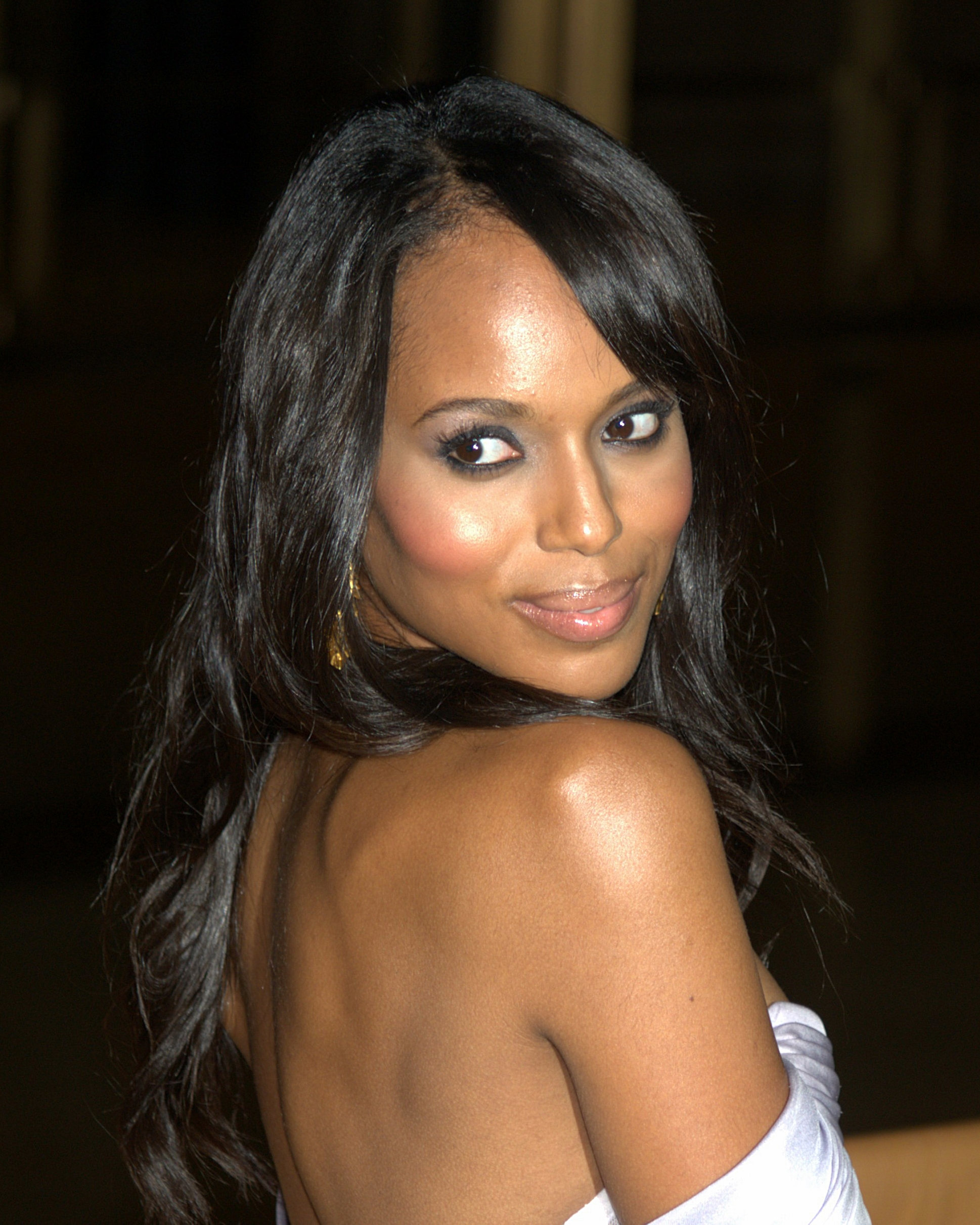
Kerry Washington interpreta Mira Gaffney
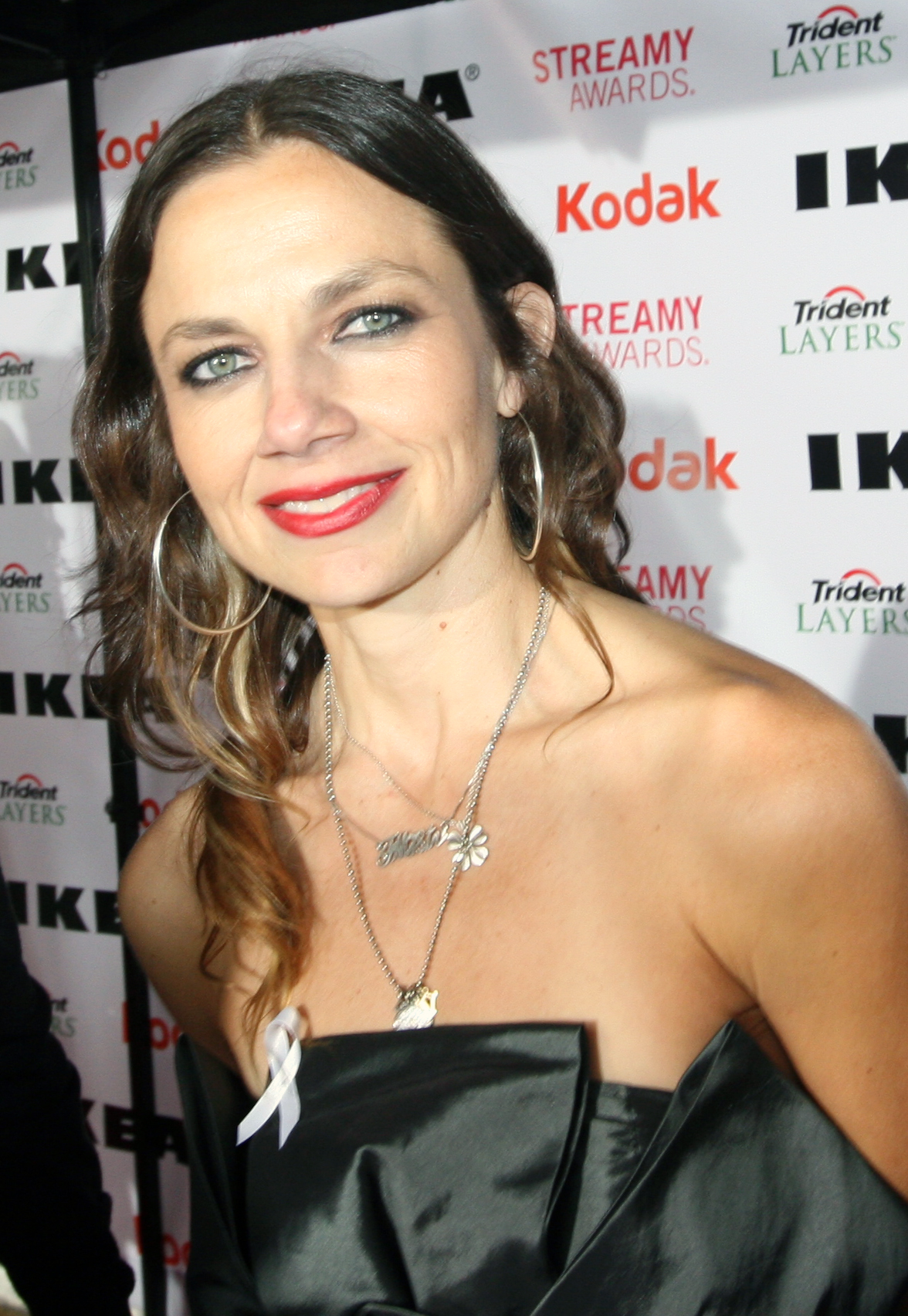
Justine Bateman interpreta Victoria Parker
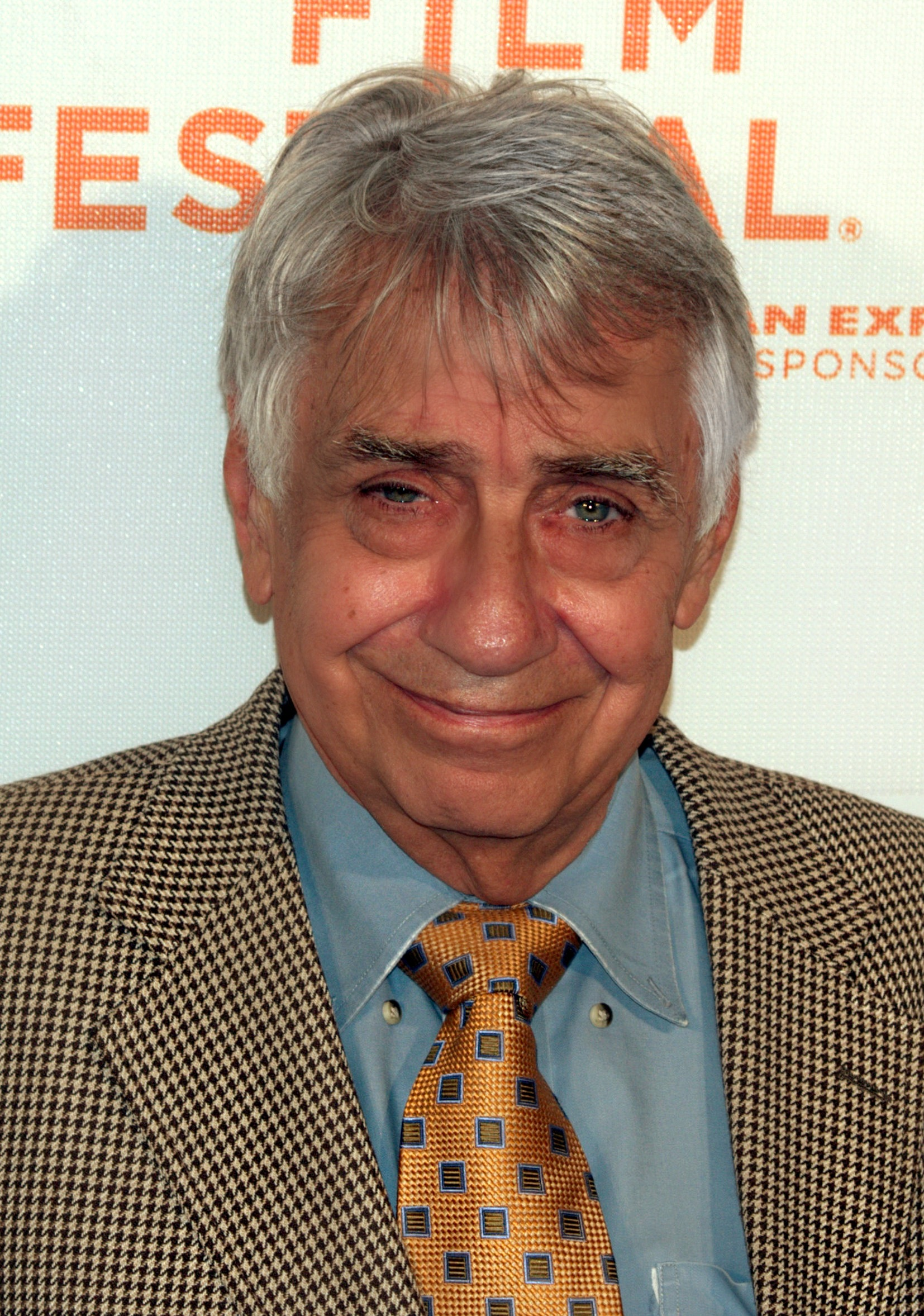
Philip Baker Hall interpreta Irving Parker
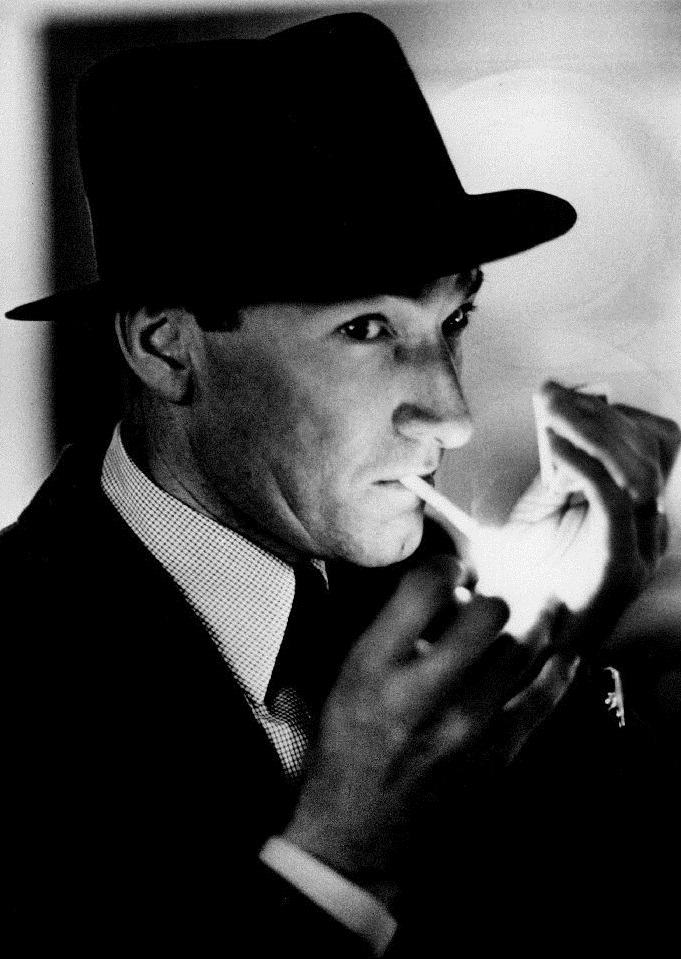
Ed Lauter interpreta Ed Dykstra
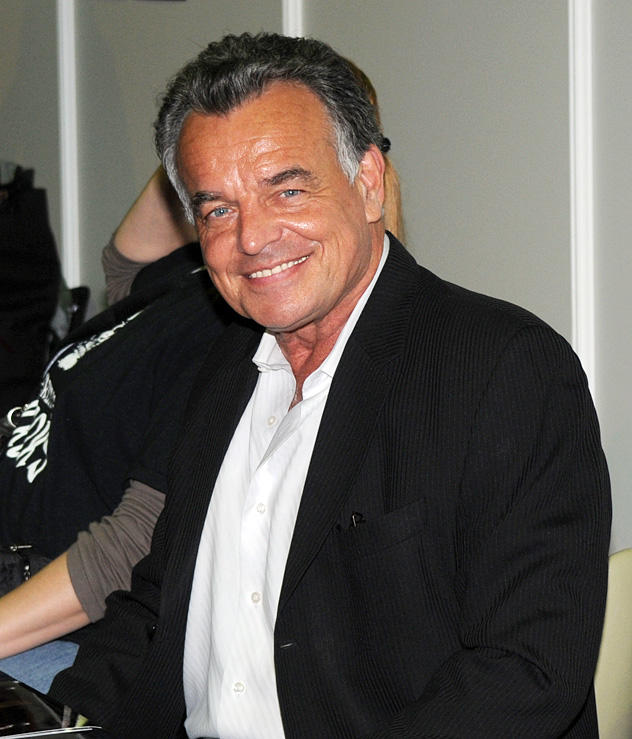
Ray Wise interpreta padre Westley
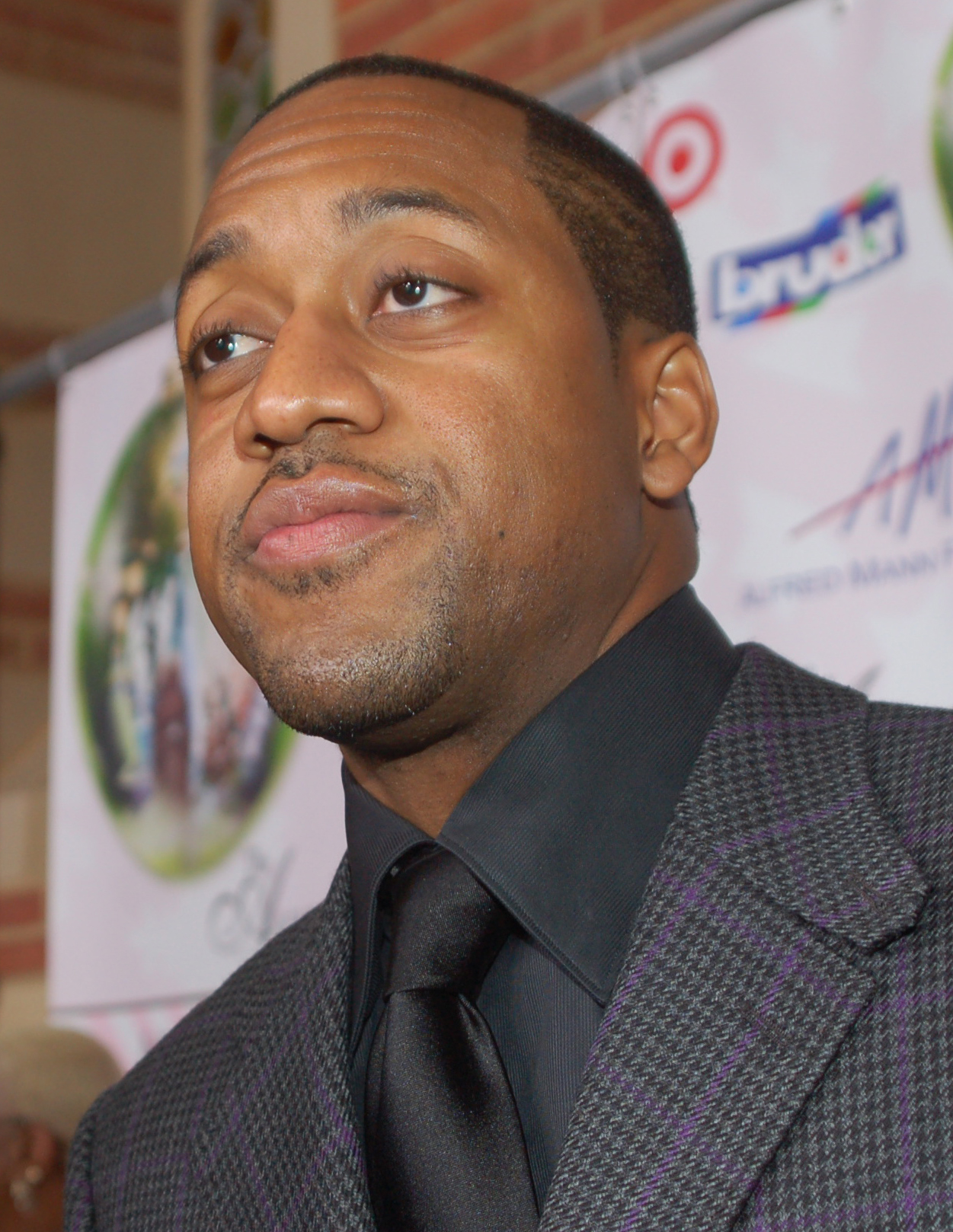
Jaleel White interpreta Tony
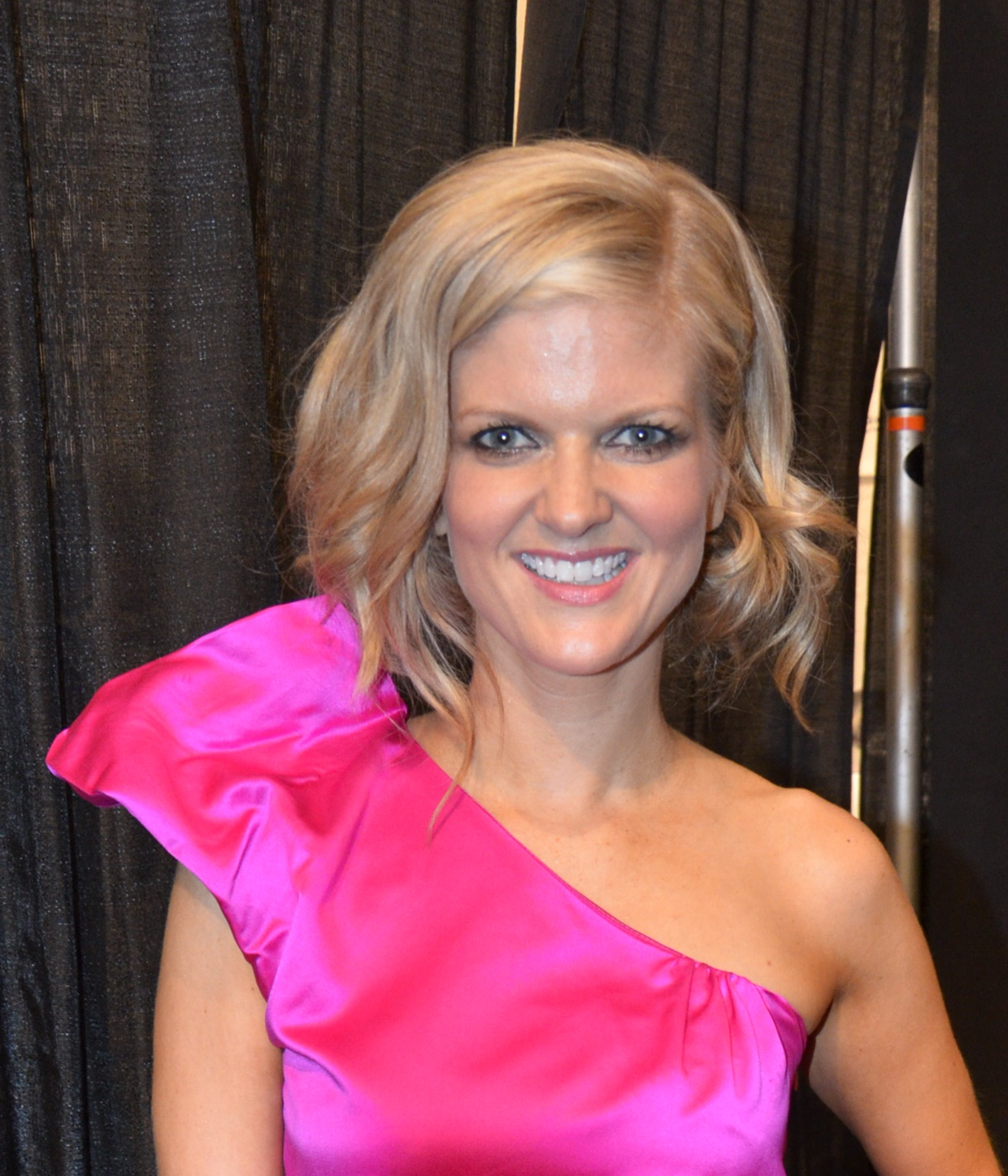
Arden Myrin interpreta Chelsea
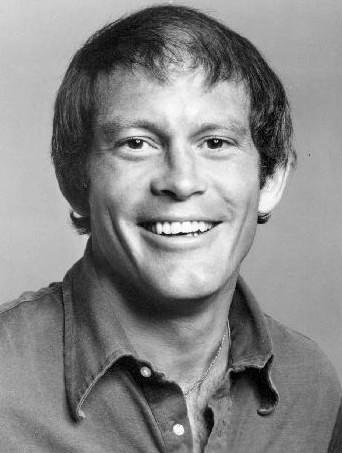
Max Gail interpreta Jerry Carp
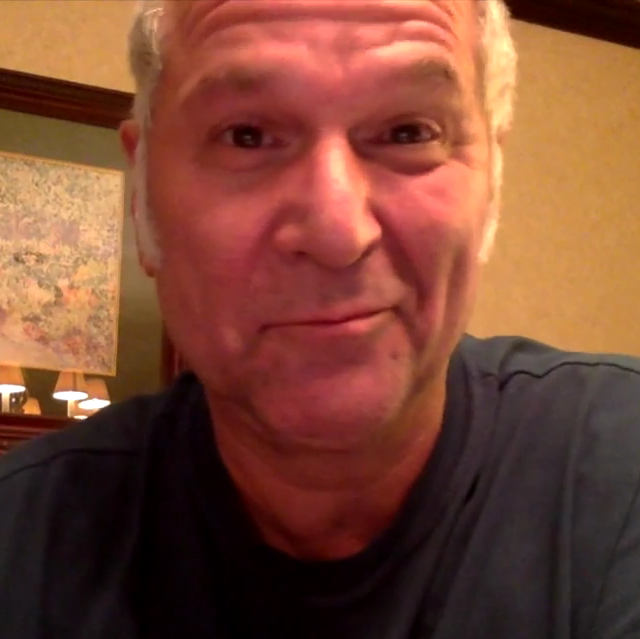
John Kapelos interpreta Tom Swaggerty